# 15e arrondissement de Paris

Logo du de Paris.

Le 15e arrondissement de Paris est l’un des vingt arrondissements de Paris. Il est situé sur la rive gauche de la Seine, dans le sud-ouest de la ville, et est le résultat de l’annexion des communes de Vaugirard et de Grenelle en 1860. Il s’agit du plus peuplé des arrondissements avec 235 178 habitants en 2017.
Aux termes de l'article R2512-1 du Code général des collectivités territoriales (partie réglementaire), il porte également le nom – moins employé – d'« arrondissement de Vaugirard ».

## Historique

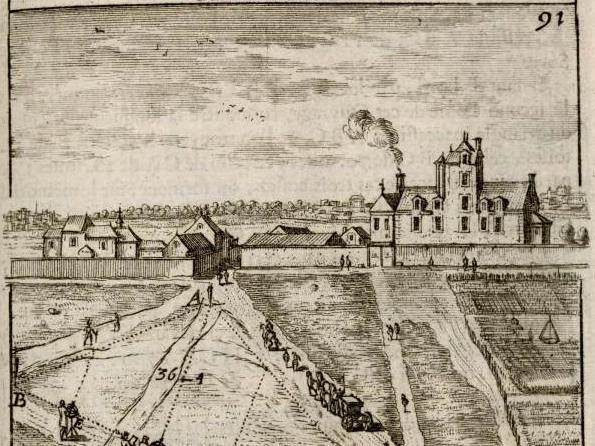
Château de Grenelle et ses dépendances, 1702.

Avant 1860, seule une petite partie nord de la zone aujourd'hui couverte par le 15e arrondissement était située dans Paris, dont la limite se trouvait depuis 1790 à l'emplacement du mur des Fermiers généraux (construit entre 1785 et 1788, juste avant la Révolution, avec comme architecte Claude-Nicolas Ledoux), c'est-à-dire des actuels boulevards de Grenelle, Garibaldi et Pasteur. Le reste de l'actuel 15e se trouvait à l’extérieur de Paris, essentiellement sur les communes aujourd’hui disparues de Grenelle connue pour son château et sa poudrière (ou moulin à poudre) où en 1794 eut lieu une explosion meurtrière et de Vaugirard connue pour ses activités agricoles et viticoles ainsi que ses belles résidences avec jardins.
Entre 1841 et 1844, l’enceinte de Thiers fut construite bien au-delà du mur des Fermiers généraux. Le 16 juin 1859, une loi (s'inscrivant dans le programme de transformations de Paris sous le Second Empire mis en œuvre par Haussmann), fut votée, qui conduisit le 1er janvier 1860 au rattachement à Paris du territoire situé entre ces deux lignes. Les communes de Grenelle et de Vaugirard développées par Violet et Letellier furent totalement annexées et, avec une partie de la commune d’Issy (actuel quartier de Javel), la partie sud de l'ancien 10e arrondissement et quelques pâtés de maisons du sud de l'ancien 11e arrondissement, furent réunies pour former le 15e arrondissement.

En 1859 la première gare de Paris-Montparnasse de la Compagnie des chemins de fer de l'Ouest est inaugurée.

En 1885, sous la Troisième République, c'est la construction d'un lycée pour la rive gauche, le lycée Buffon, et en 1888, grâce à une souscription internationale, l'institut Pasteur voué à la recherche, la santé et l'enseignement est fondé par Pasteur.
Après la Première Guerre mondiale l'enceinte de Thiers est progressivement démantelée et la rue militaire élargie pour former le boulevard des Maréchaux. Dans le 15e, plus précisément les boulevards du Général Martial-Valin, Lefebvre et Victor où sera inaugurée en 1934 la Cité de l'Air, bâtiment remarquable conçu par les architectes Auguste Perret et Gustave Perret ; les façades et toitures de l'édifice sont inscrites à l’inventaire supplémentaire des monuments historiques par arrêté du 7 décembre 1965.

Le démantèlement de l'usine à gaz de Vaugirard dégagera des terrains pour la construction, du square Saint-Lambert et en 1934 du lycée Camille-Sée, à l'origine destiné à l'enseignement des jeunes filles.
Après la Deuxième Guerre mondiale, le visage actuel de l'arrondissement s'affirme ; le développement de la circulation automobile entraine des réflexions qui mèneront au plan d'aménagement de Paris de 1954 et aboutiront à la construction du Boulevard périphérique qui durera de 1956 à 1973. Les bretelles desservant le 15e arrondissement sont : Pont du Garigliano, Quai d'Issy, Porte de Versailles, de Sèvres et Brancion. Par ailleurs, le besoin en logements est aigu, le gouvernement met en place des mesures de déblocage du crédit pour la construction selon deux axes de rénovation et construction. Le recours à la vente par lots en copropriété, les techniques modernes de construction, la fermeture des abattoirs de Vaugirard, la délocalisation des usines Citroën (bombardées pendant la guerre) près de Rennes, la rénovation d'îlots insalubres accélèrent le mouvement ; dans les années 1970, un immeuble de bureaux de type gratte-ciel apparait : la tour Montparnasse avec son restaurant panoramique Le Ciel de Paris ainsi qu'un quartier moderne, le Front de Seine.
En 2013, l'ancienne ligne de chemin de fer de la petite ceinture longeant au sud-ouest toute la limite de l’arrondissement, en remblai, en tranchée ou en souterrain en fonction du relief sur les différentes parties du parcours, n'étant plus que très rarement utilisée, a été partiellement aménagée en coulée verte.
L'arrondissement héberge quatre gares de l'ancienne ligne :
- Abattoirs de Vaugirard, qui était réservée au bétail ;
- Vaugirard-Ceinture ;
- Grenelle-Ceinture ;
- Grenelle-marchandise.

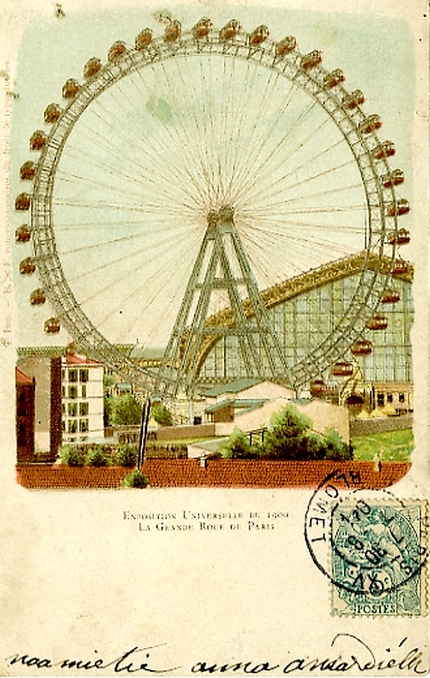
Grande roue, carte postale couleur, 1904.
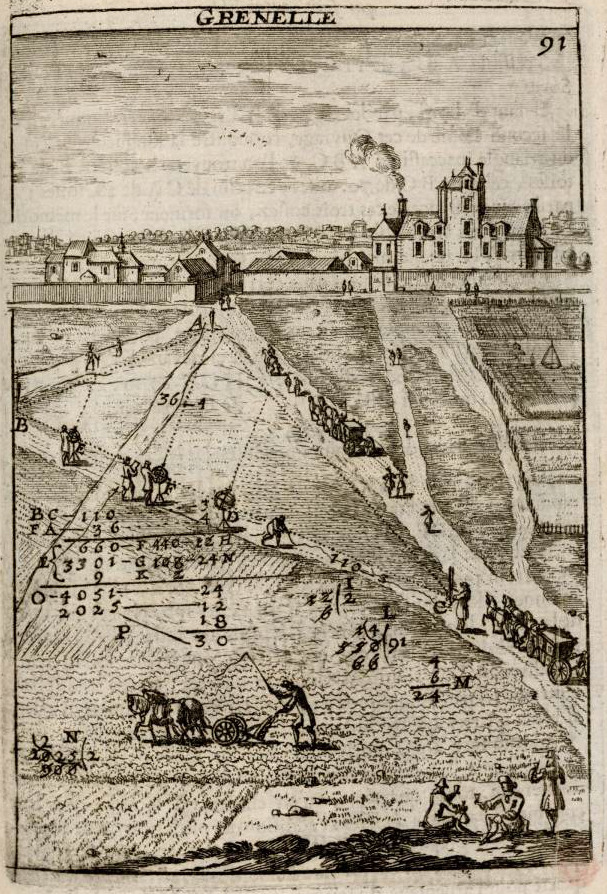
Grenelle, dessin de Sébastien Leclerc in Géométrie pratique (1702).
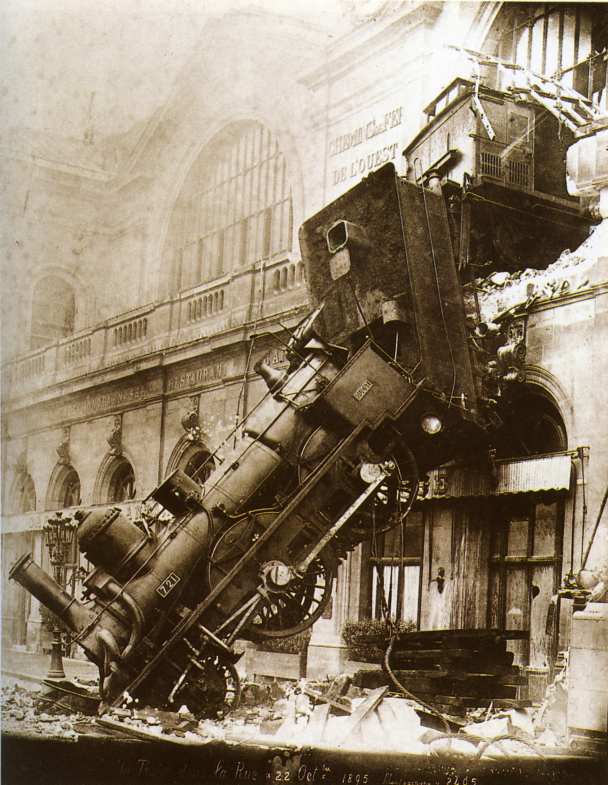
Accident de train, Montparnasse, 1895.
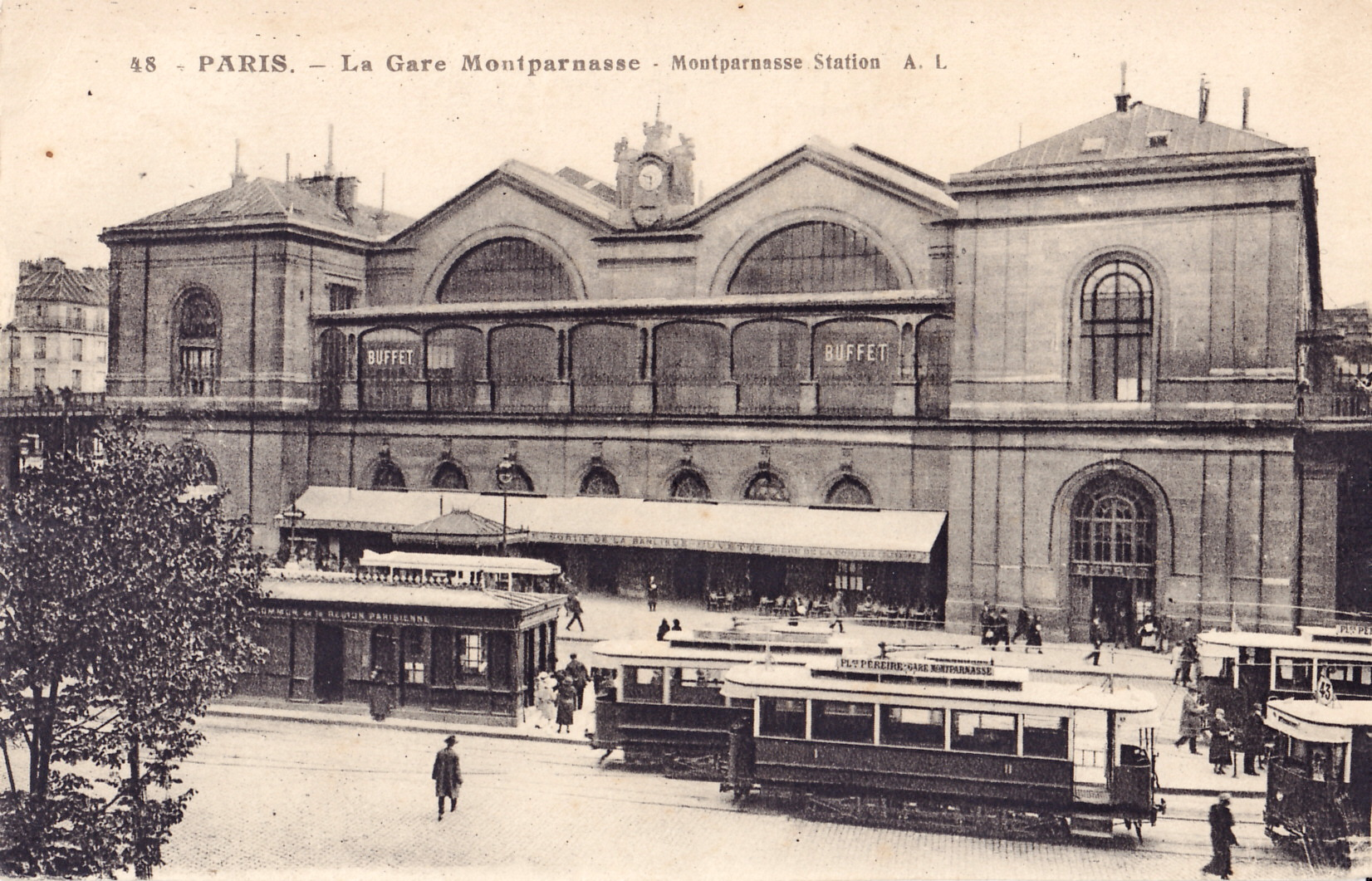
AL 48 - PARIS - La gare Montparnasse.
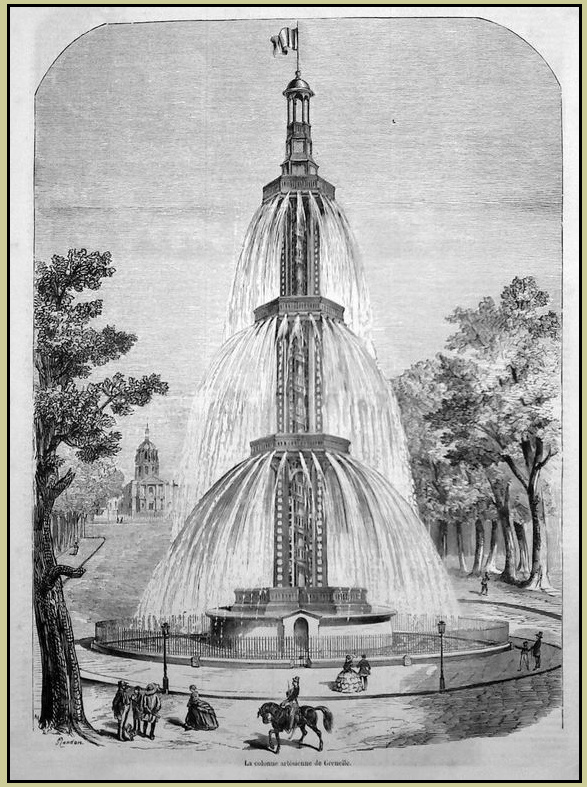
Puits-Grenelle-fontaine.
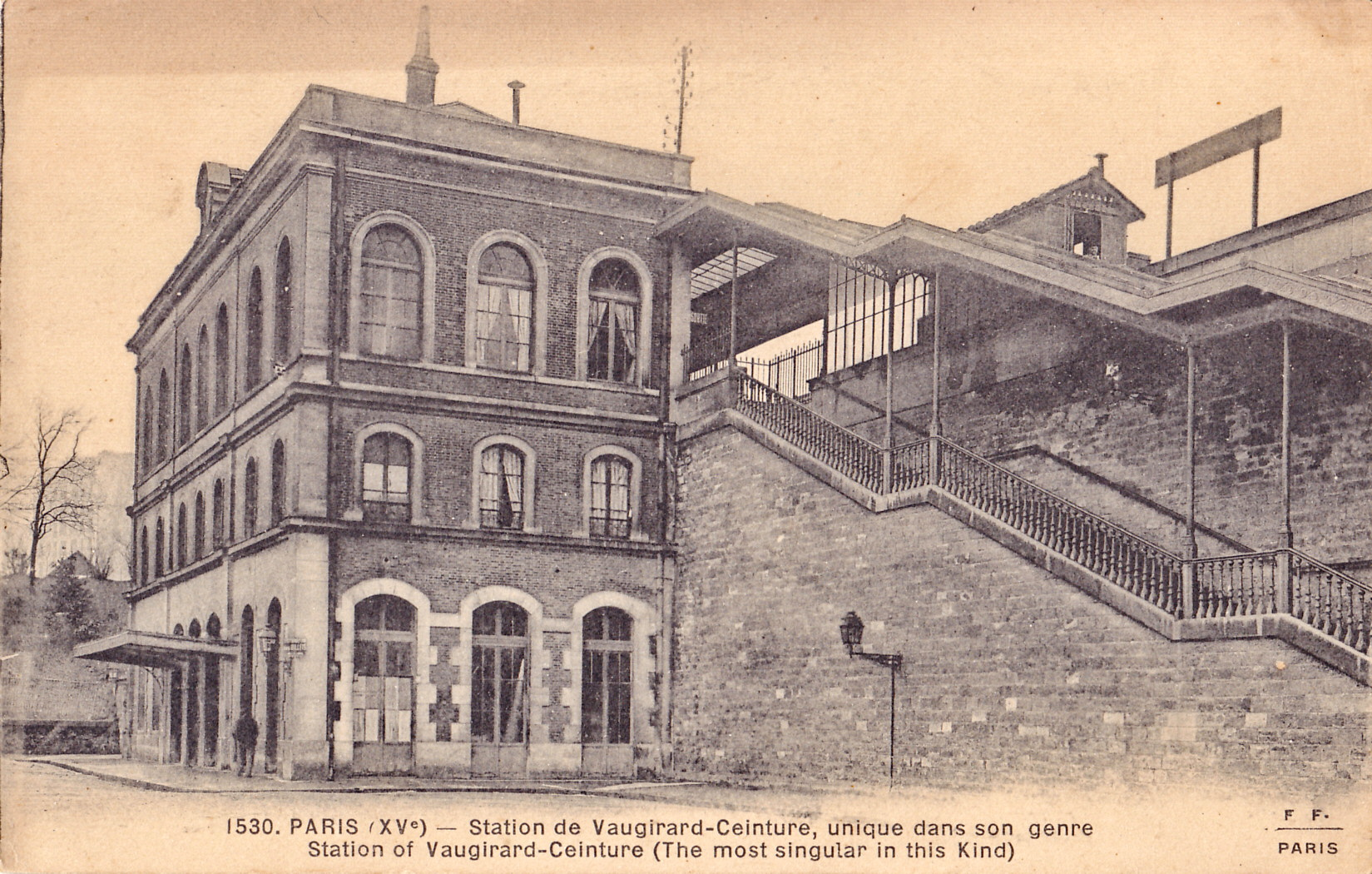
FF 1530 - PARIS - Station de Vaugirard-Ceinture, unique en son genre.

## Géographie

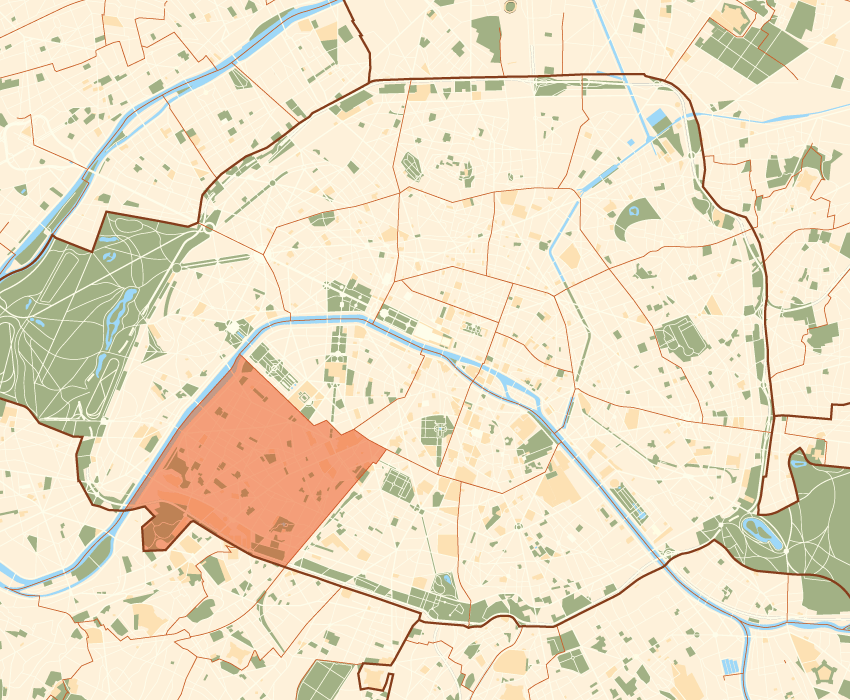
Position du à Paris.

Le 15e arrondissement est situé dans la partie sud-ouest de Paris, sur la rive gauche de la Seine, et comprend également l'une des trois îles parisiennes de la Seine, l'île aux Cygnes.
Avec 8,48 km2, le 15e est le troisième plus grand arrondissement de Paris, et même le plus grand si les bois de Boulogne et de Vincennes n'étaient pas comptés dans le 16e et le 12e. Il compte pour 8 % de la superficie de la capitale (9,7 % sans les bois).
L’arrondissement est délimité :
- au nord-est, par l’avenue de Suffren, la rue Pérignon, l'avenue de Saxe, la rue de Sèvres, qui le séparent du 7e arrondissement, et par le boulevard du Montparnasse, qui le sépare du 6e arrondissement ;
- au sud-est, par la rue du Départ et les lignes ferroviaires partant de la gare de Paris-Montparnasse, qui marquent la limite avec le 14e arrondissement ;
- au sud-ouest, par le boulevard périphérique, le séparant des communes de Vanves et Issy-les-Moulineaux. La zone de l’héliport de Paris - Issy-les-Moulineaux forme une excroissance du 15e au-delà du périphérique ;
- au nord-ouest, par la Seine, face au 16e arrondissement.

Le 15e arrondissement est une zone au relief peu marqué : il comprend le point le plus bas de Paris (28 m) et son altitude maximale ne dépasse pas une soixantaine de mètres.

## Démographie

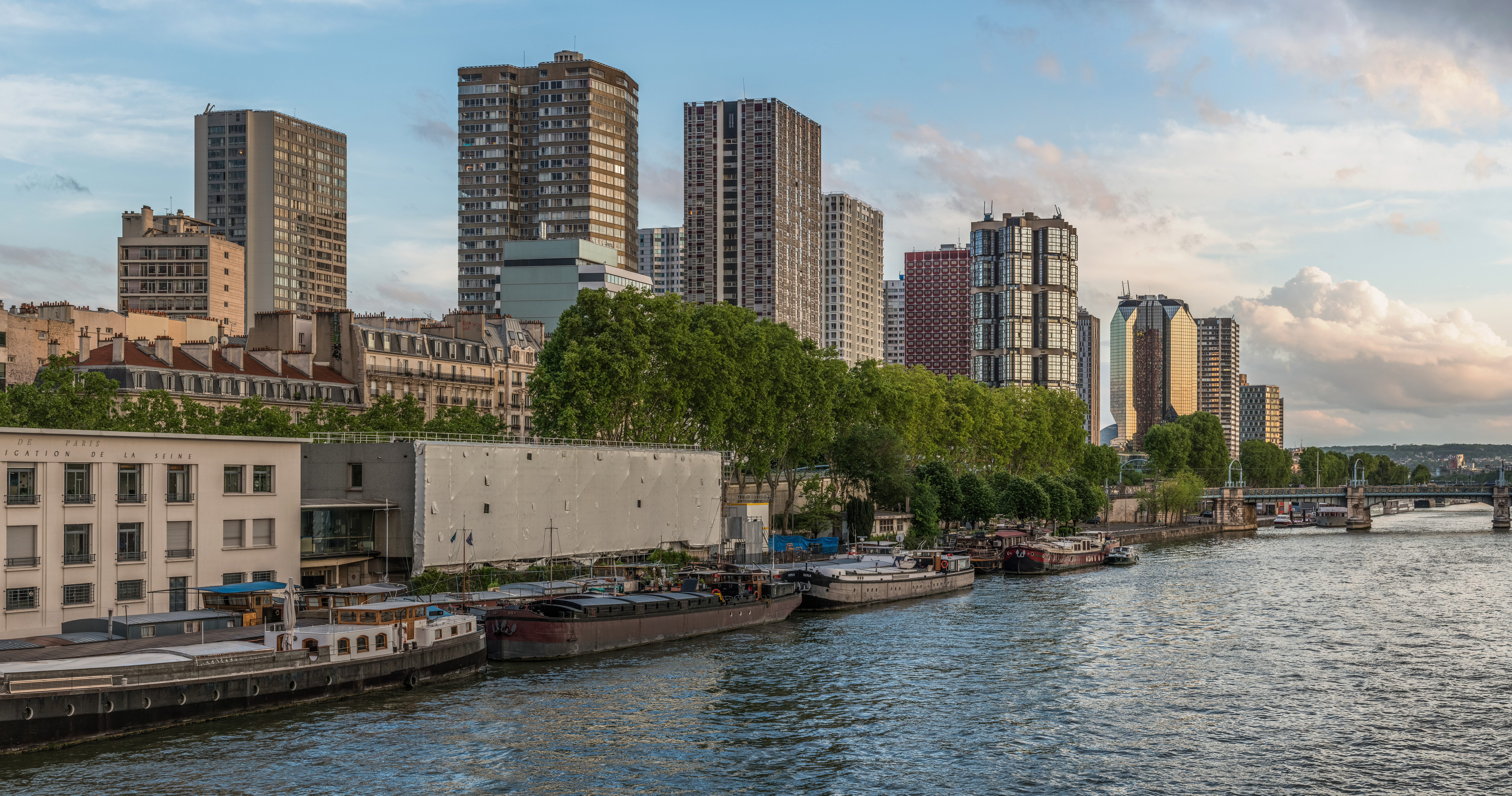
Front de Seine.

En 2020, l’arrondissement compte 229 472 habitants (les Valgirardins). Le 15e est l’arrondissement le plus peuplé de Paris (devant le 20ème arrondissement, 192 120 habitants) et regroupe 10,7 % de la population de la ville. Il est plus peuplé que Rennes et serait donc, si c'était une commune, la 11e de France par sa population.
Avec 8,48 km2, la densité de population atteint 27 060 hab/km2, plus que la moyenne de la capitale (environ 20 000 hab/km2) : le 15e est le huitième arrondissement le plus dense de Paris, après les 11e (39 317 hab/km2), 20e (32 127 hab/km2), 18e (31 803 hab/km2), 17e (29 336 hab./km2), 10e (28 879 hab./km2), 3e (28 549 hab/km2) et 9e (27 600 hab./km2) arrondissements.
Le tableau suivant donne l’évolution de la population de l’arrondissement et de ses quartiers (Saint-Lambert, Necker, Grenelle et Javel) lors de divers recensements nationaux,,,, :
| Date | 15e arrondissement | Saint-Lambert | Necker | Grenelle | Javel  |
| ---- | ------------------ | ------------- | ------ | -------- | ------ |
| 1861 | 56 041             | 12 867        | 20 221 | 16 064   | 6 889  |
| 1866 | 69 340             | 16 633        | 24 438 | 19 706   | 8 563  |
| 1872 | 75 449             | 16 571        | 26 131 | 23 216   | 9 531  |
| 1876 | 78 579             | 17 470        | 27 982 | 23 340   | 9 787  |
| 1881 | 102 187            | 24 030        | 34 401 | 30 524   | 13 232 |
| 1886 | 111 212            | 26 389        | 35 887 | 32 782   | 16 154 |
| 1891 | 119 307            | 28 585        | 37 971 | 35 586   | 17 165 |
| 1926 | 232 329            | 74 652        | 60 903 | 57 561   | 39 213 |
| 1931 | 238 797            | 79 296        | 60 403 | 57 717   | 41 381 |
| 1954 | 249 795            | 87 707        | 58 418 | 60 190   | 43 480 |
| 1962 | 251 765            | 92 906        | 56 173 | 56 363   | 46 323 |
| 1968 | 242 506            | 90 051        | 52 319 | 54 230   | 45 906 |
| 1975 | 230 835            | 89 560        | 47 455 | 48 765   | 45 055 |
| 1982 | 225 628            | 85 380        | 47 948 | 47 256   | 44 776 |
| 1990 | 224 205            | 82 880        | 47 940 | 46 033   | 47 352 |
| 1999 | 225 467            | 82 032        | 46 932 | 47 411   | 49 092 |
| 2006 | 232 949            |               |        |          |        |
| 2009 | 238 914            |               |        |          |        |
| 2010 | 236 715            | 86 312        | 48 438 | 49 684   | 52 281 |
| 2017 | 235 178            |               |        |          |        |
| 2020 | 229 472            |               |        |          |        |

## Quartiers administratifs

Quartiers administratifs du 15e arr.

Comme les autres, le 15e arrondissement, dit « arrondissement de Vaugirard » est subdivisé en quatre quartiers administratifs :
- Saint-Lambert (57e quartier de Paris),
- Necker (58e quartier de Paris),
- Grenelle (59e quartier de Paris),
- Javel (60e quartier de Paris)

Depuis 2002, dix conseils de quartier peuvent soumettre des souhaits ou des propositions au conseil d’arrondissement.

## Transports

### Transports en commun

#### Métro

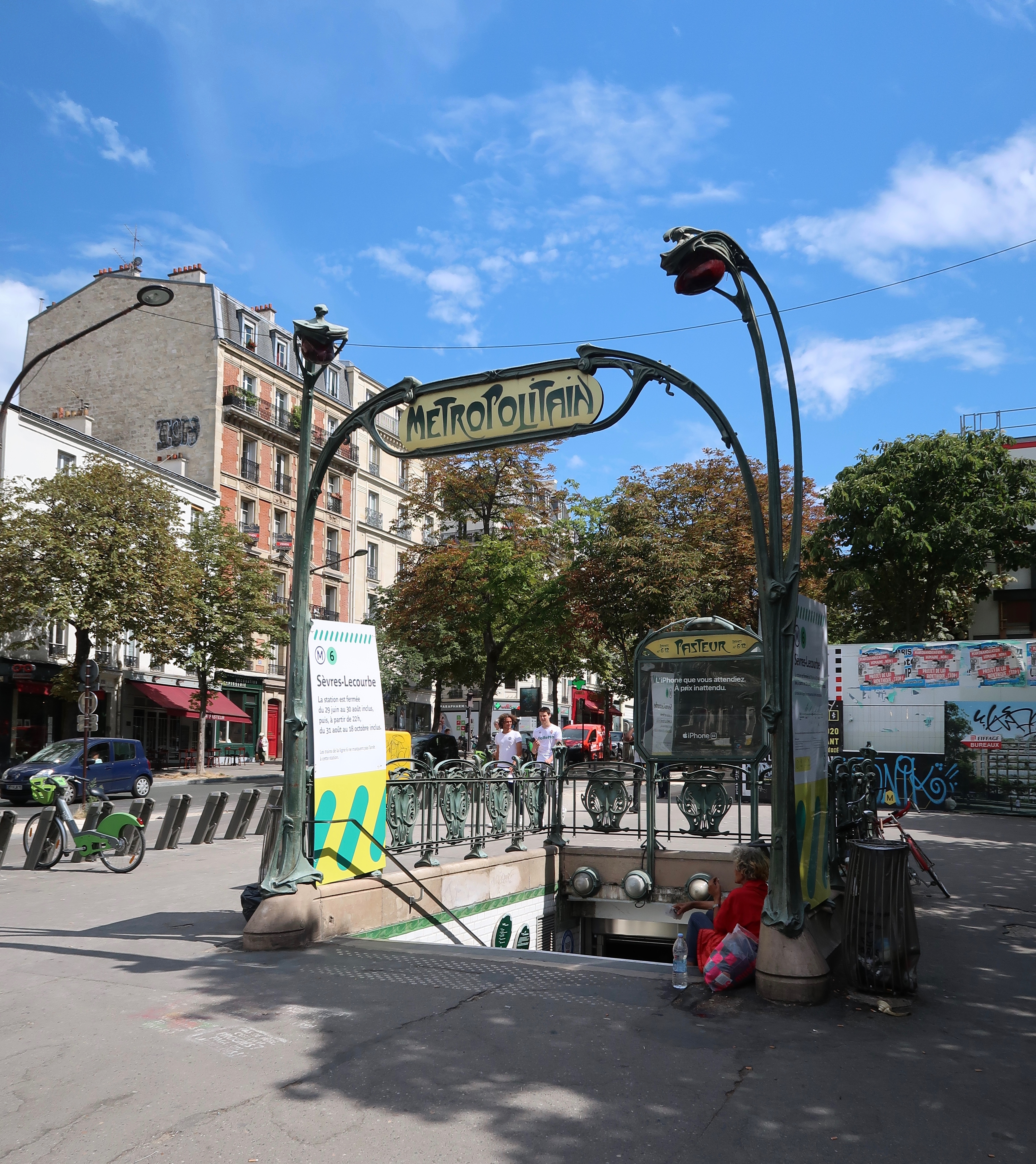
Édicule Guimard, métro Pasteur.

Le 15e arrondissement est desservi par les lignes de métro 4, 6, 8, 10, 12 et 13. Mise à part la ligne 6, en aérien du pont de Bir-Hakeim jusqu’à Pasteur, elles sont toutes souterraines. Le terminus de la ligne 8, Balard, est situé à la limite sud-ouest de l’arrondissement. Les principales correspondances sont La Motte-Picquet - Grenelle (3 lignes) et Montparnasse - Bienvenüe (4 lignes). Au total, l’arrondissement est desservi par 22 stations.
- : Montparnasse - Bienvenüe
- : Montparnasse - Bienvenüe, Pasteur, Sèvres - Lecourbe, Cambronne, La Motte-Picquet - Grenelle, Dupleix et Bir-Hakeim, en partie aérien ;
- : La Motte-Picquet - Grenelle, Commerce, Félix Faure, Boucicaut, Lourmel et Balard ;
- : Duroc, Ségur, La Motte-Picquet - Grenelle, Avenue Émile-Zola, Charles Michels et Javel - André Citroën ;
- : Montparnasse - Bienvenüe, Falguière, Pasteur, Volontaires, Vaugirard, Convention et Porte de Versailles ;
- : Montparnasse - Bienvenüe et Duroc.

#### Autobus
- Les lignes 28, 30, 39, 42, 62, 70, 80, 88, 89, 95 du réseau de bus RATP principalement[17].
- La gare routière de la gare Montparnasse consacrée aux bus RATP, située dans le 15e arrondissement également, accueille le terminus des lignes 28, 91, 94, et 96.
- L'arrondissement dispose également d'une Traverse : Brancion-Commerce, dont le trajet circulaire serpente dans les limites de l'arrondissement avec des bus de petite capacité. À l'encontre des 4 autres lignes similaires à Paris, c'est la seule qui n'est pas exploitée par la RATP[18] mais par la société b-e-green[19].
- La nuit, plusieurs lignes de bus desservent l'arrondissement, notamment au départ de la gare Montparnasse, les lignes du réseau Noctilien : N01, N02, N12, N13, N61, N62, N63 et N66.

#### Tramway

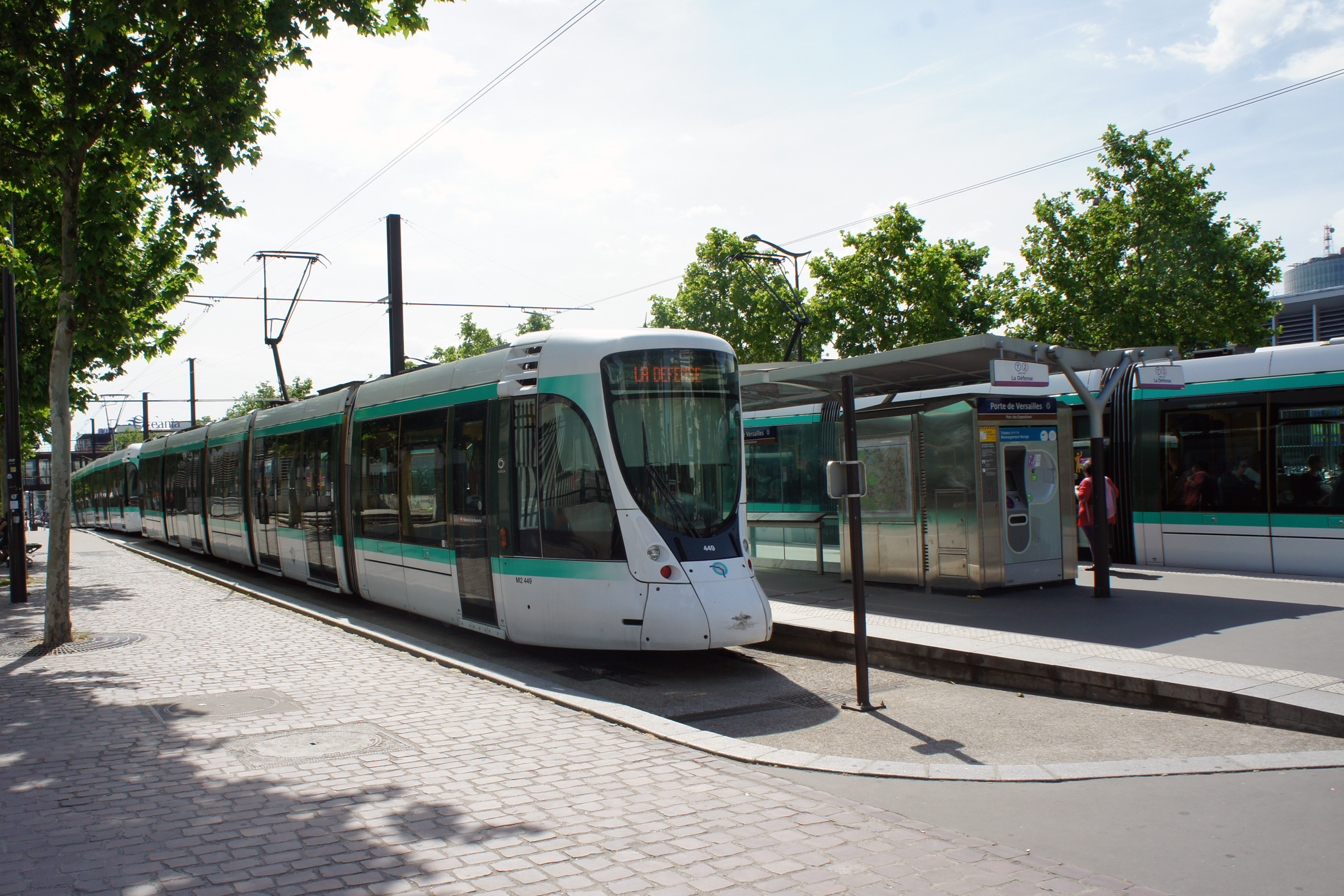
Tramway T2 à Porte de Versailles

Le sud de l’arrondissement est desservi par :
- : Henri Farman, Suzanne Lenglen, Porte d'Issy et Porte de Versailles ;
- : Brancion, Georges Brassens, Porte de Versailles, Desnouettes, Balard et Pont du Garigliano.

#### Réseau express régional
La branche C5 du   longe le côté nord-ouest du 15e arrondissement, le long de la Seine et dessert les gares de Pont du Garigliano, Javel et Champ de Mars - Tour Eiffel. Cette dernière gare est le lieu de bifurcation, vers l’ouest, entre les branches C5 et C7 (qui remonte vers le nord) et vers l’est, de la branche C1.
- RER C : Javel, Pont du Garigliano et Champ de Mars - Tour Eiffel.

#### Transilien, grandes lignes et TGV

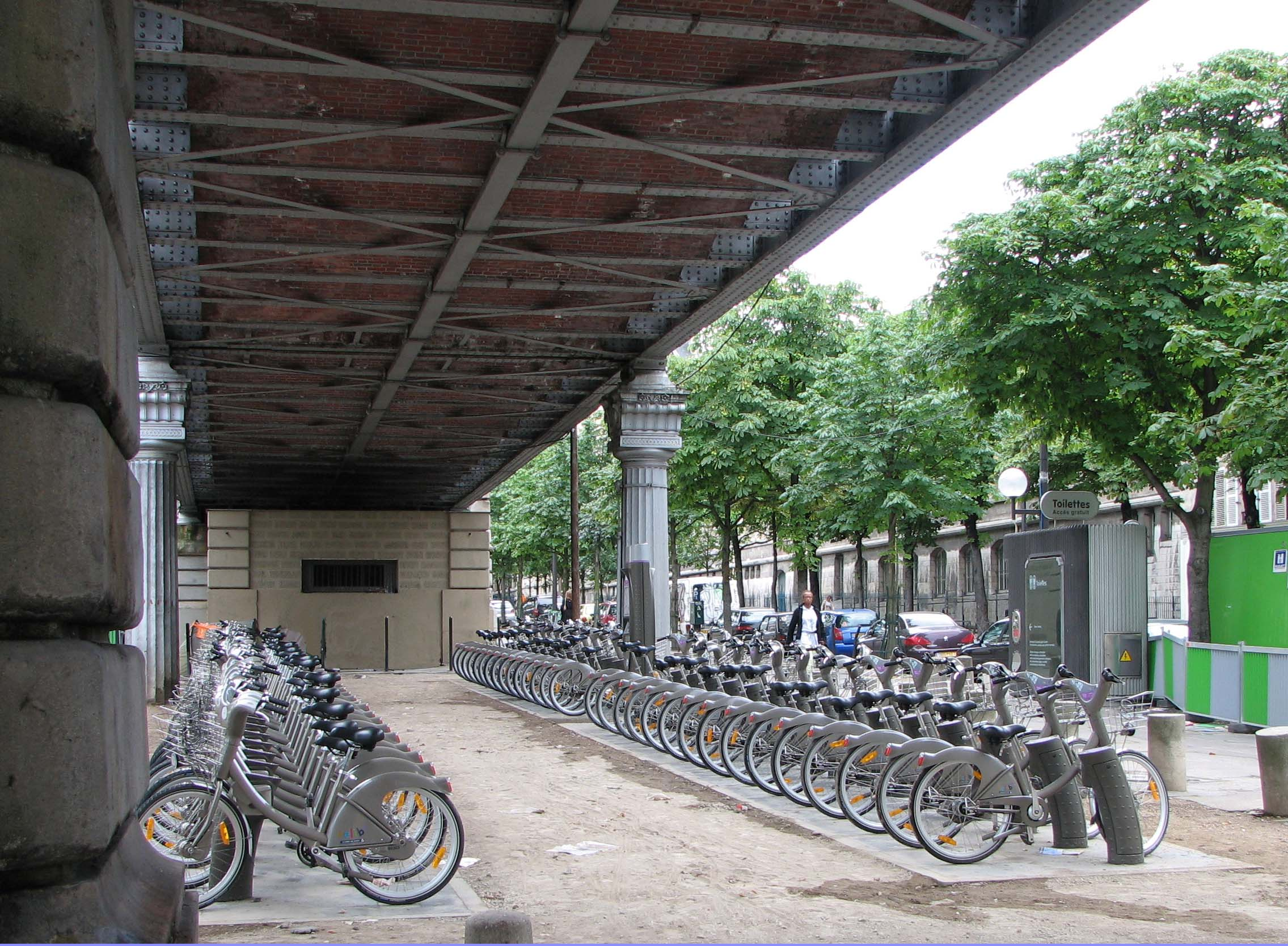
Vélib' Sèvres-Lecourbe.

La gare de Paris-Montparnasse occupe la partie Est de l’arrondissement ; ses lignes de chemin de fer séparent le 15e du 14e.
- : Paris-Montparnasse.

### Vélib'
Vélib', environ 90 stations dans l'arrondissement en 2015.

### Transport fluvial, ponts et ports
Batobus, station Beaugrenelle.

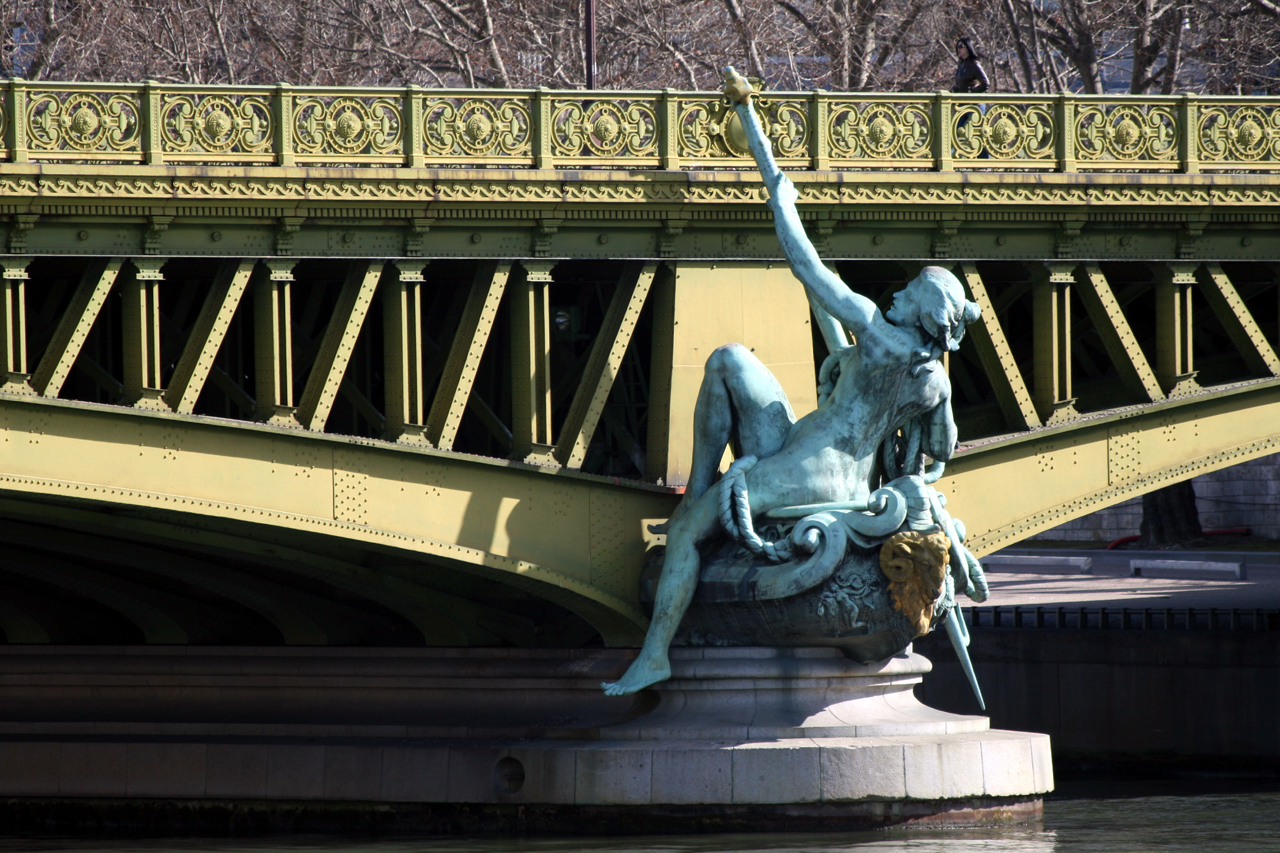
Paris, pont Mirabeau (détail).

Tous les ponts du 15e arrondissement le relient au 16e. Ce sont, de l’amont vers l’aval :
- Pont de Bir-Hakeim (automobiles et métro aérien  )
- Pont Rouelle (pont ferroviaire pour le  )
- Pont de Grenelle
- Pont Mirabeau
- Pont du Garigliano où se trouva un temps Le Téléphone, œuvre éphémère de Sophie Calle et Frank Gehry[23]
- Pont aval du périphérique (réservé à la circulation automobile)

Le 15e arrondissement comporte aussi 3 ports fluviaux gérés par Ports de Paris :
- Port de Suffren (croisières sur la Seine)
- Port de Grenelle, avec sa base nautique et son école de préparation au permis bateaux[24].
- Port de Javel : 
  - Port de Javel-Haut, avec escale et amarrage de bateaux à roue[25] et bateaux de croisières parisiennes[26],[27].
  - Port de Javel-Bas où est amarré le bateau Thalassa, une péniche évènementielle et où, en été, la nouvelle ginguette "La Javelle"[28] se réveille. Il sert de terminus aux bateaux de croisière fluviale de et vers la Baie de Seine.

### Transport aérien
Ancien aérodrome privé, puis militaire, l'ancien champ de manœuvres d'Issy est depuis 1953 réservé à la giraviation (tourisme, Sécurité civile et Samu).

## Politique
Les personnalités exerçant une fonction élective dont le mandat est en cours et en lien direct avec le territoire du 15e arrondissement de Paris sont les suivantes :
| Élection          | Territoire                                                | Titre             | Nom             | Tendance politique | - | Début de mandat | Fin de mandat | Image |
| ----------------- | --------------------------------------------------------- | ----------------- | --------------- | ------------------ | - | --------------- | ------------- | ----- |
| Municipales 2020  | 15e arr. de Paris                                         | Maire du 15e arr. | Philippe Goujon | LR                 |   | juillet 2020    | 2026          |       |
| Municipales 2020  | Ville de Paris (18 conseillers de Paris dans le 15e arr.) | Maire de Paris    | Anne Hidalgo    | PS                 |   | juillet 2020    | 2026          |       |
| Législatives 2024 | 12e circonscription - 15e nord                            | Députée           | Olivia Grégoire | Ensemble           |   | juillet 2024    | 2029          |       |
| Législatives 2024 | 13e circonscription - 15e sud                             | Député            | David Amiel     | Ensemble           |   | juillet 2024    | 2029          |       |

- Le 15e arrondissement de Paris est un arrondissement plutôt conservateur par le résultat aux élections présidentielles, législatives et municipales, où la droite enregistre de bons scores. Lors de l'élection présidentielle de 2017, le candidat centriste Emmanuel Macron arrive en tête dès le premier tour, avec 35,97 % des suffrages, devant le candidat de droite François Fillon[29].
- L'arrondissement abrite le siège de l’UDI[30]. Le parti Les Républicains y eut aussi son siège de 2011 à 2024[31]. Il abritait également en 2016 et 2017, lors de la campagne présidentielle, le siège du mouvement d'Emmanuel Macron, La République en marche ![32]. Le siège a déménagé peu avant la démolition de l'immeuble qui l'abritait rue de l'Abbé Groult.
- Dans le 15e arrondissement se trouvaient également pour l'élection présidentielle de 2017 le QG de campagne de François Fillon[33], ainsi que celui du candidat Emmanuel Macron, vainqueur de l'élection présidentielle. L'arrondissement avait déjà accueilli en 2012 le siège de campagne du candidat Nicolas Sarkozy.

### Représentation politique
| Secteur       | Arrondissement | Conseillers de Paris | Conseillers de Paris | Conseillers de Paris | Conseillers d'arrondissement | Conseillers d'arrondissement | Conseillers d'arrondissement | Nombre d'élus par arrondissement | Nombre d'élus par arrondissement | Nombre d'élus par arrondissement | Habitants par conseiller de Paris | Habitants par conseiller de Paris |
| Secteur       | Arrondissement | de 1983 à 2014       | de 2014 à 2020       | depuis 2020          | avant 2014                   | de 2014 à 2020               | depuis 2020                  | avant 2014                       | de 2014 à 2020                   | depuis 2020                      | en 2015,                          | en 2021,                          |
| ------------- | -------------- | -------------------- | -------------------- | -------------------- | ---------------------------- | ---------------------------- | ---------------------------- | -------------------------------- | -------------------------------- | -------------------------------- | --------------------------------- | --------------------------------- |
| Paris Centre  | 1er            | 3                    | 1                    | 8                    | 10                           | 10                           | 16                           | 13                               | 11                               | 24                               | 16 545                            | 12 269                            |
| Paris Centre  | 2e             | 3                    | 2                    | 8                    | 10                           | 10                           | 16                           | 13                               | 12                               | 24                               | 10 398                            | 12 269                            |
| Paris Centre  | 3e             | 3                    | 3                    | 8                    | 10                           | 10                           | 16                           | 13                               | 13                               | 24                               | 11 683                            | 12 269                            |
| Paris Centre  | 4e             | 3                    | 2                    | 8                    | 10                           | 10                           | 16                           | 13                               | 12                               | 24                               | 13 573                            | 12 269                            |
| 5e            | 5e             | 4                    | 4                    | 4                    | 10                           | 10                           | 10                           | 14                               | 14                               | 14                               | 14 833                            | 14 210                            |
| 6e            | 6e             | 3                    | 3                    | 3                    | 10                           | 10                           | 10                           | 13                               | 13                               | 13                               | 14 143                            | 13 403                            |
| 7e            | 7e             | 5                    | 4                    | 4                    | 10                           | 10                           | 10                           | 15                               | 14                               | 14                               | 13 533                            | 11 987                            |
| 8e            | 8e             | 3                    | 3                    | 3                    | 10                           | 10                           | 10                           | 13                               | 13                               | 13                               | 12 231                            | 11 708                            |
| 9e            | 9e             | 4                    | 4                    | 4                    | 10                           | 10                           | 10                           | 14                               | 14                               | 14                               | 14 852                            | 14 738                            |
| 10e           | 10e            | 6                    | 7                    | 7                    | 12                           | 14                           | 14                           | 18                               | 21                               | 21                               | 13 110                            | 11 935                            |
| 11e           | 11e            | 11                   | 11                   | 11                   | 22                           | 22                           | 22                           | 33                               | 33                               | 33                               | 13 621                            | 12 962                            |
| 12e           | 12e            | 10                   | 10                   | 10                   | 20                           | 20                           | 20                           | 30                               | 30                               | 30                               | 14 234                            | 14 095                            |
| 13e           | 13e            | 13                   | 13                   | 13                   | 26                           | 26                           | 26                           | 39                               | 39                               | 39                               | 14 094                            | 13 719                            |
| 14e           | 14e            | 10                   | 10                   | 10                   | 20                           | 20                           | 20                           | 30                               | 30                               | 30                               | 13 999                            | 13 637                            |
| 15e           | 15e            | 17                   | 18                   | 18                   | 34                           | 36                           | 36                           | 51                               | 54                               | 54                               | 13 055                            | 12 653                            |
| 16e           | 16e            | 13                   | 13                   | 13                   | 26                           | 26                           | 26                           | 39                               | 39                               | 39                               | 12 730                            | 12 466                            |
| 17e           | 17e            | 13                   | 12                   | 12                   | 26                           | 24                           | 24                           | 39                               | 36                               | 36                               | 14 044                            | 13 701                            |
| 18e           | 18e            | 14                   | 15                   | 15                   | 28                           | 30                           | 30                           | 42                               | 45                               | 45                               | 13 172                            | 12 563                            |
| 19e           | 19e            | 12                   | 14                   | 14                   | 24                           | 28                           | 28                           | 36                               | 42                               | 42                               | 13 261                            | 12 973                            |
| 20e           | 20e            | 13                   | 14                   | 14                   | 26                           | 28                           | 28                           | 39                               | 42                               | 42                               | 13 968                            | 13 558                            |
| Nombre d'élus | Nombre d'élus  | 163                  | 163                  | 163                  | 354                          | 364                          | 340                          | 517                              | 527                              | 503                              | 13 537                            | 13 087                            |

- Sous-représentation supérieure de 5 % à la moyenne.
- Sur-représentation supérieure de 5 % à la moyenne.

### Mairie du15earrondissement

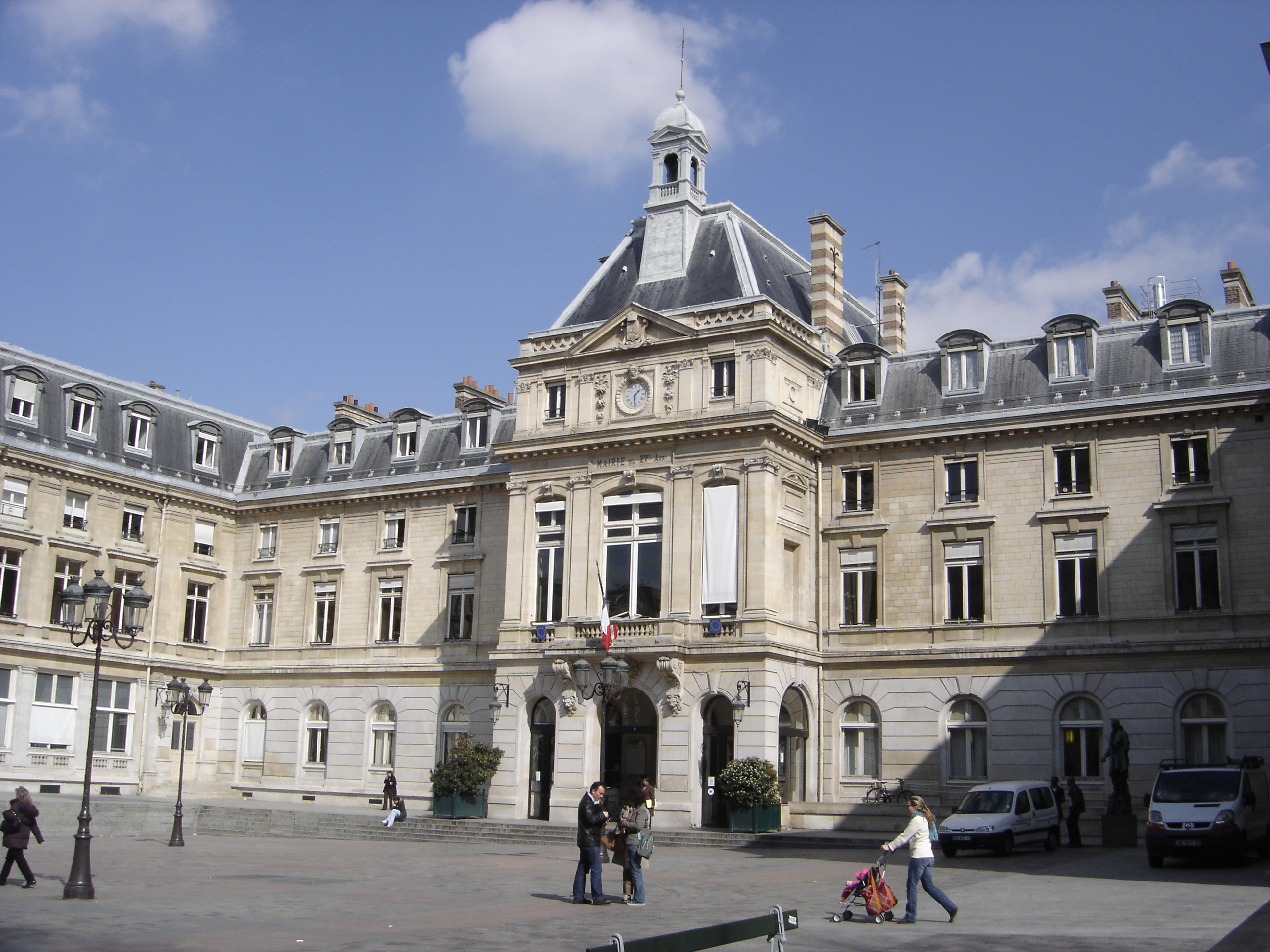
Mairie du.

Philippe Goujon (LR) est le maire du 15e arrondissement de Paris depuis le 29 mars 2008. Il a succédé à René Galy-Dejean, maire RPR puis UMP de 1983 à 2008.
| Élection | Identité         | Parti   | Notes                            |
| -------- | ---------------- | ------- | -------------------------------- |
| 1983     | René Galy-Dejean | RPR/UMP | Élu en 1983, 1989, 1995 et 2001. |
| 2008     | Philippe Goujon  | UMP/LR  | Élu en 2008, 2014 et 2020.       |

Conseil du 15e arrondissement de Paris 2020-2026

### Conseillers de Paris au titre du15earrondissement
Depuis le 28 juin 2020, les conseillers de Paris élus dans le 15e arrondissement sont :
- Au titre de la liste d'Union de la droite : Agnès Evren, Philippe Goujon, Claire de Clermont-Tonnerre, Nicolas Jeanneté, Marine-Caroline Douceré, Daniel-Georges Courtois, Anne-Claire Tyssandier, Grégory Canal, Anessa Lahouassa, Franck Lefevre, Maud Gatel, Jérôme Loriau, Inès de Raguenel et François Connault.
- Au titre de la liste d'Union de la gauche : Anouch Toranian, Florian Sitbon, Aminata Niakaté.
- Au titre de la liste LREM/MoDem : Catherine Ibled.

### Circonscriptions législatives
Le 15e arrondissement de Paris est constitué de deux circonscriptions législatives.

#### Avant 1940
Entre 1893 et 1910, le blanquiste Emmanuel Chauvière représenta la circonscription du quartier de Javel à la chambre des députés. De 1928 à 1940, l’arrondissement fut divisé en trois circonscriptions. Georges Boucheron, affilié aux Radicaux indépendants, et Lionel de Tastes, de l’Alliance démocratique, sont élus de Javel entre 1928 et 1936. Entre 1936 et 1940, le communiste Charles Michels était l’un des trois parlementaires représentant l’arrondissement, aux côtés de Jules Fourrier (PCF) et de Bertrand de Sauvan d'Aramon (Fédération républicaine de France).
De 1988 à 2012, l'arrondissement fut partagé entre la douzième et la treizième circonscription de Paris. Celles-ci virent leurs limites géographiques se modifier en 2012. Sur cette période 1988-2012, les députés de ces circonscriptions furent notamment Édouard Balladur, René Galy-Dejean et Philippe Goujon.

#### Depuis 2012
- La douzième circonscription de Paris correspond depuis 2012 à une partie du 7e arrondissement (quartier de l'École-Militaire), et une partie du 15e arrondissement, comprenant les quartiers Necker et de Grenelle et la portion du quartier Saint-Lambert située au nord des rues Léon-Lhermitte, Pétel, Maublanc, de Vaugirard, Paul-Barruel, Saint-Amand et de Vouillé.
  - De 2012 à 2017, le député de cette circonscription fut Philippe Goujon (UMP puis LR).
  - De 2017 à 2020, la députée est Olivia Grégoire (LREM). De 2020 à 2022, il s'agit de sa suppléante Marie Silin, puis d'une nouvelle suppléante à partir de juin 2022, Fanta Berete. Depuis 2024, Olivia Grégoire est de nouveau députée titulaire.
- La treizième circonscription de Paris correspond depuis 2012 au quartier de Javel et à la portion du quartier Saint-Lambert située au sud des rues Léon-Lhermitte, Petel, Maublanc, de Vaugirard, Paul-Barruel, Saint-Amand et de Vouillé.
  - De 2012 à 2017, le député de cette circonscription fut Jean-François Lamour (UMP puis LR).
  - De 2017 à 2022, le député est Hugues Renson (LREM).
  - Depuis 2022, le député est David Amiel (LREM).

### Résultats des élections dans le15earrondissement
| Scrutin             | Scrutin             | 1er tour | 1er tour | 1er tour | 1er tour | 1er tour  | 1er tour | 1er tour | 1er tour | 1er tour | 1er tour | 1er tour | 1er tour | 2d tour | 2d tour | 2d tour | 2d tour | 2d tour | 2d tour |
| Scrutin             | Scrutin             | 1er      | 1er      | %        | 2e       | 2e        | %        | 3e       | 3e       | %        | 4e       | 4e       | %        | 1er     | 1er     | %       | 2e      | 2e      | %       |
| ------------------- | ------------------- | -------- | -------- | -------- | -------- | --------- | -------- | -------- | -------- | -------- | -------- | -------- | -------- | ------- | ------- | ------- | ------- | ------- | ------- |
| Présidentielle 2017 | Présidentielle 2017 |          | EM       | 35,97    |          | LR        | 33,83    |          | LFI      | 13,12    |          | PS       | 7,64     |         | EM      | 87,46   |         | FN      | 12,54   |
| Présidentielle 2022 | Présidentielle 2022 |          | LREM     | 40,26    |          | LFI       | 20,60    |          | REC      | 9,79     |          | LR       | 9,72     |         | LREM    | 82,18   |         | RN      | 17,82   |
| Législatives 2022   | 12e                 |          | LREM-Ens | 38,88    |          | PCF-Nupes | 23,63    |          | LR       | 16,80    |          | REC      | 7,64     |         | LREM    | 67,04   |         | PCF     | 32,96   |
| Législatives 2022   | 13e                 |          | LREM-Ens | 38,07    |          | LÉ-Nupes  | 30,55    |          | DVC      | 14,02    |          | REC      | 7,09     |         | LREM    | 59,86   |         | LÉ      | 40,14   |
| Législatives 2024   | 12e                 |          | Ren-Ens  | 38,44    |          | PCF-NFP   | 30,36    |          | LR-RN    | 14,19    |          | LR       | 12,71    |         | Ren     | 63,72   |         | PCF     | 36,28   |
| Législatives 2024   | 13e                 |          | Ren-Ens  | 38,85    |          | LÉ-NFP    | 37,11    |          | RN       | 14,00    |          | DVD      | 6,12     |         | Ren     | 55,76   |         | LÉ      | 44,24   |

## Principaux lieux, monuments et services

Front de Seine depuis le pont Mirabeau.
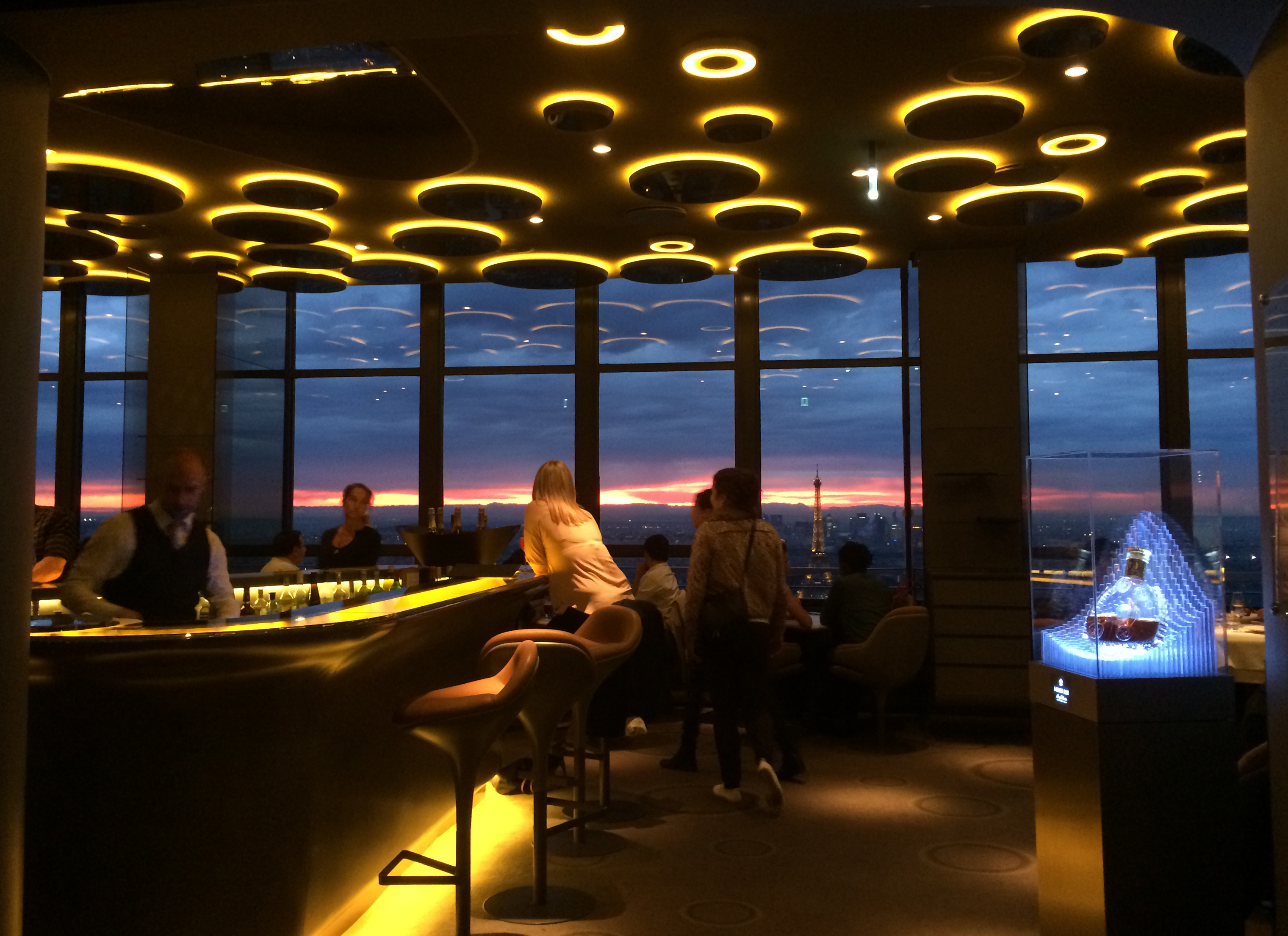
Le Ciel de Paris.
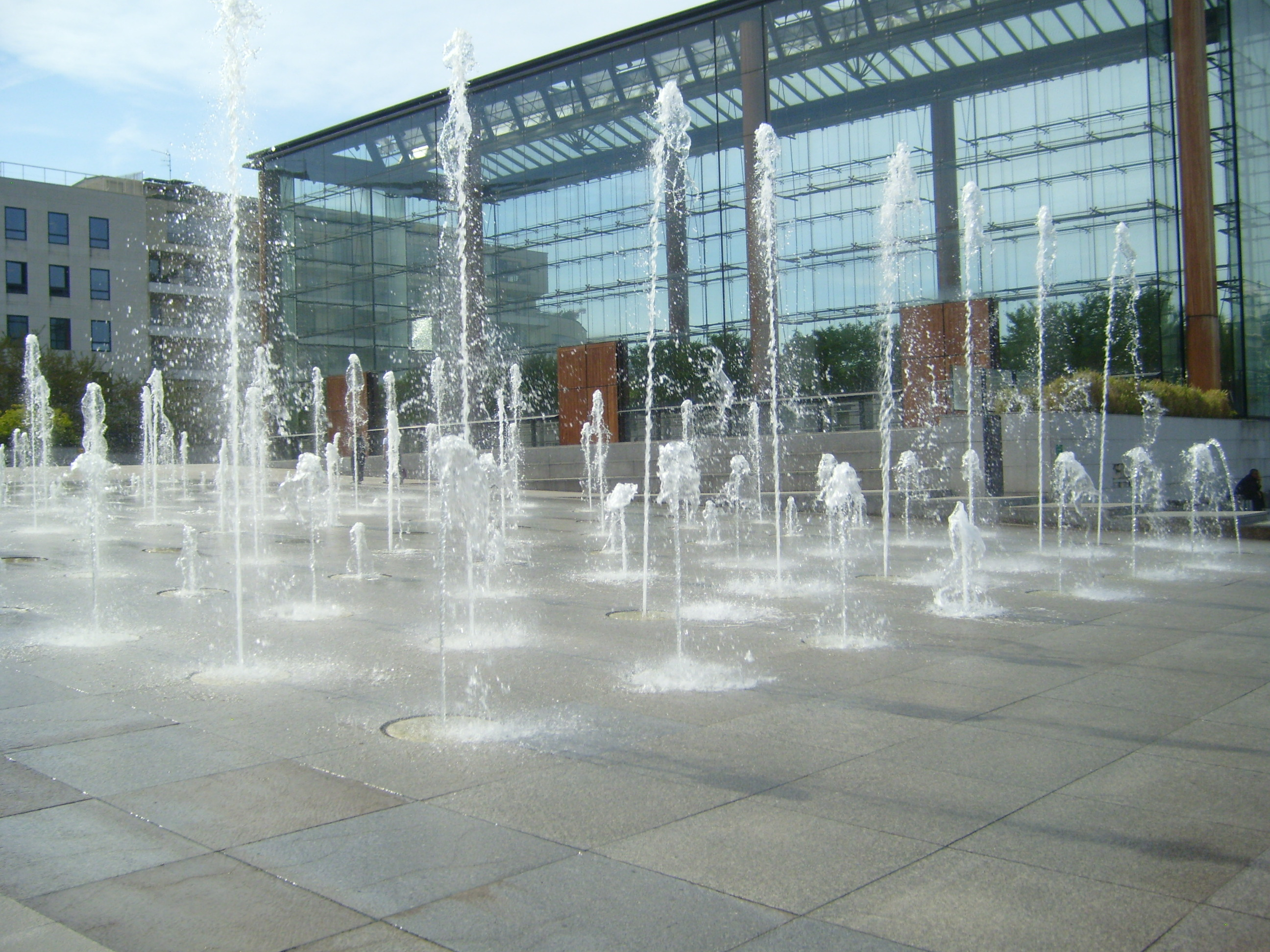
Colonnes d'eau, parc André-Citroën.
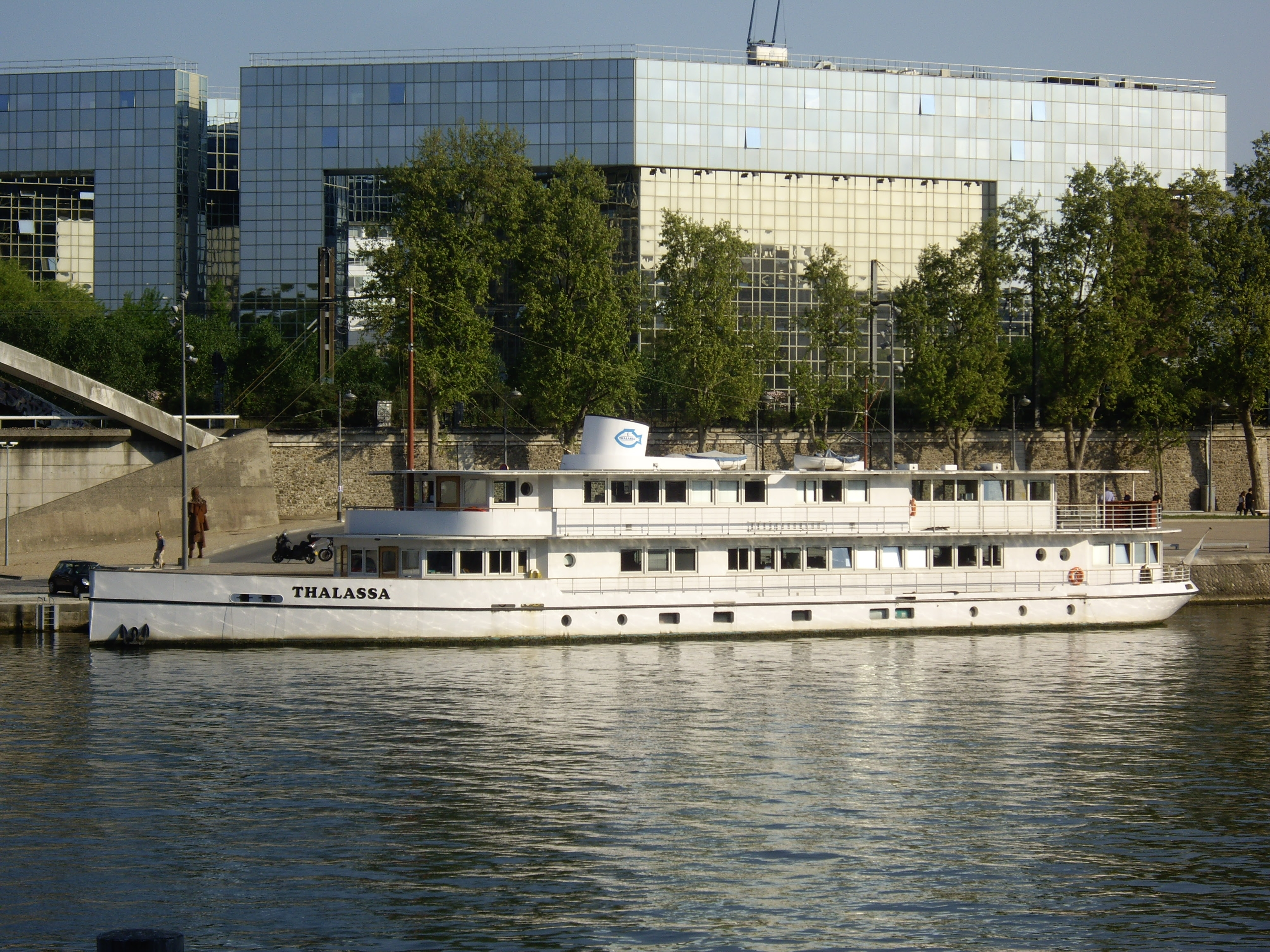
Péniche Thalassa, port de Javel-Bas.
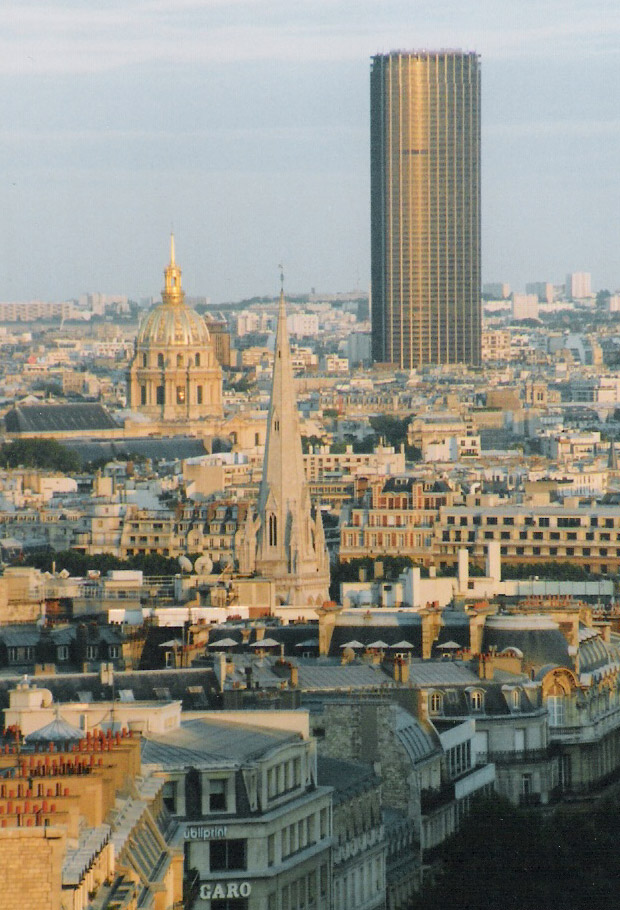
Tour Montparnasse depuis l'Arc de Triomphe.
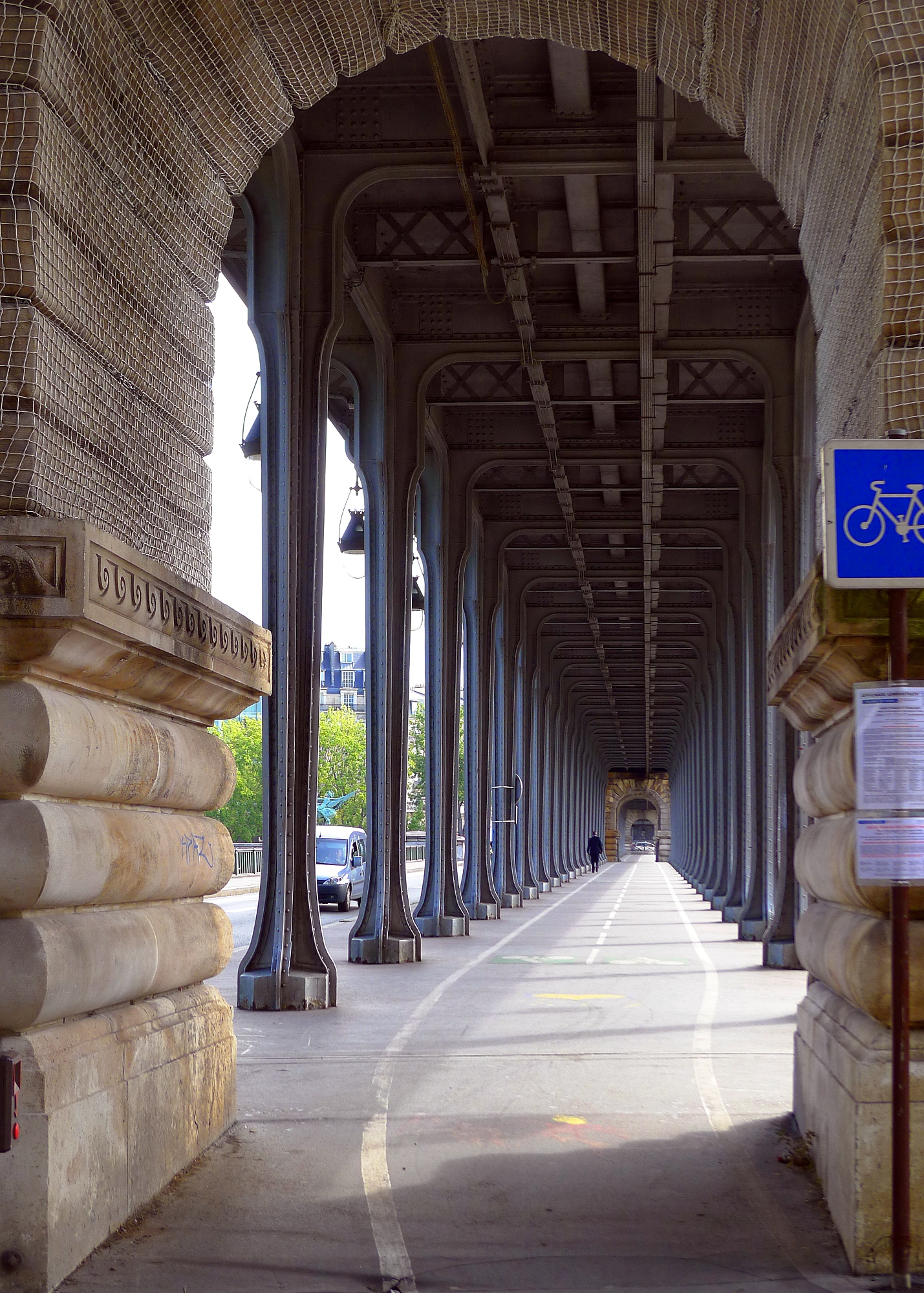
Pont de Bir-Hakeim.
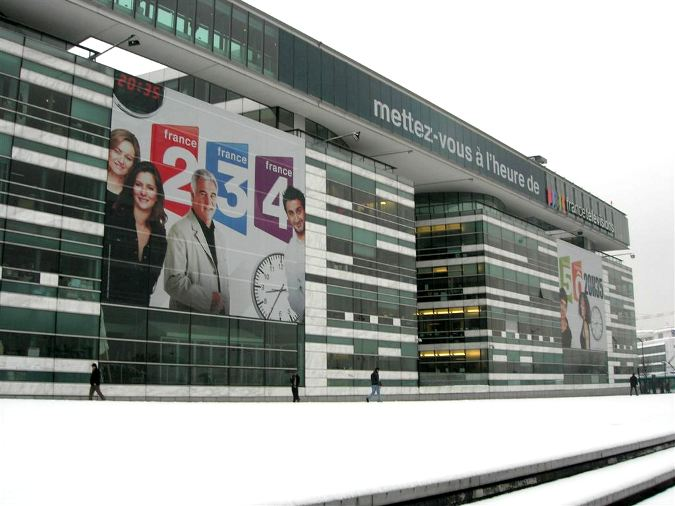
France Télévisions.
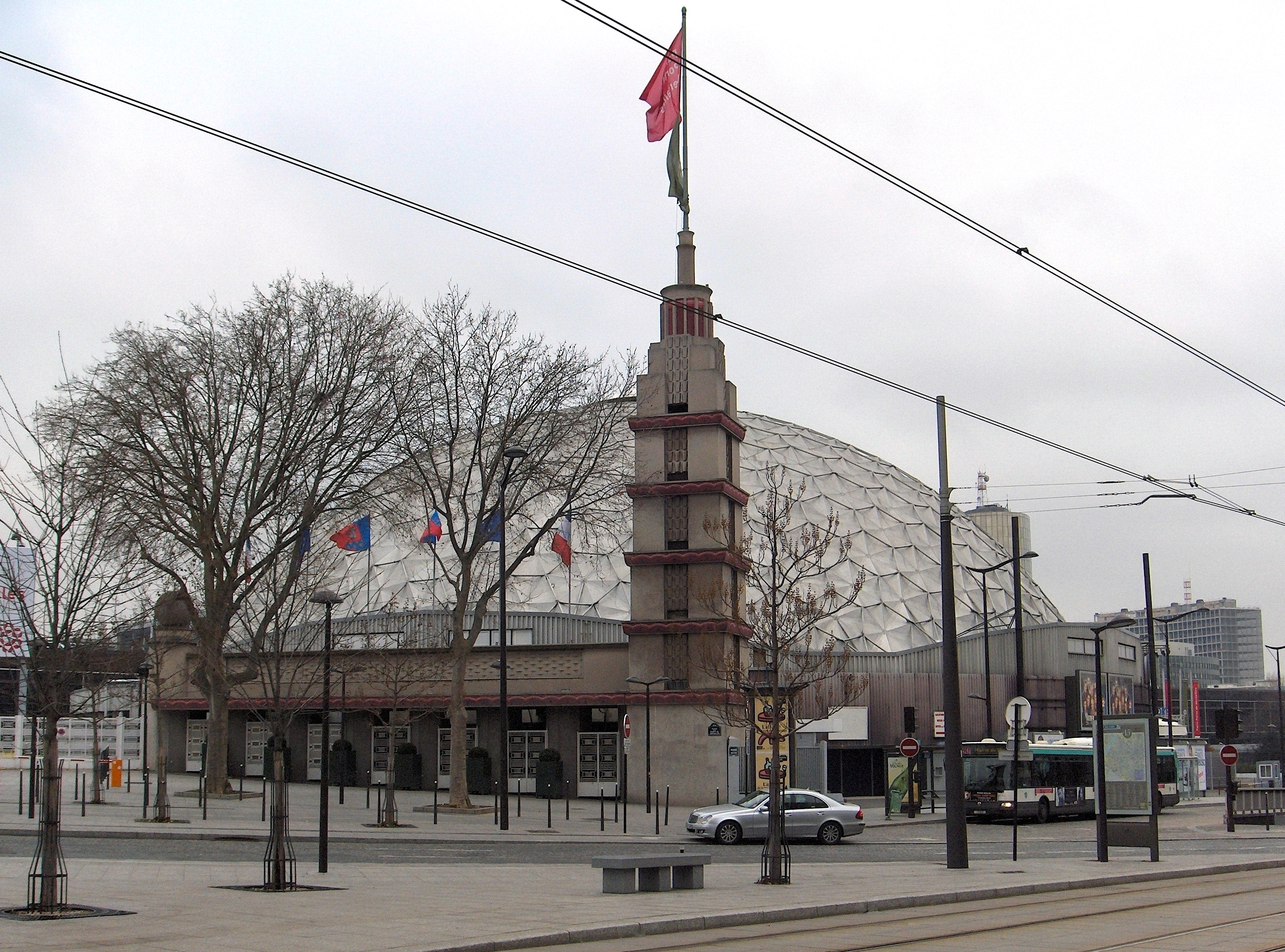
Palais des sports de Paris.
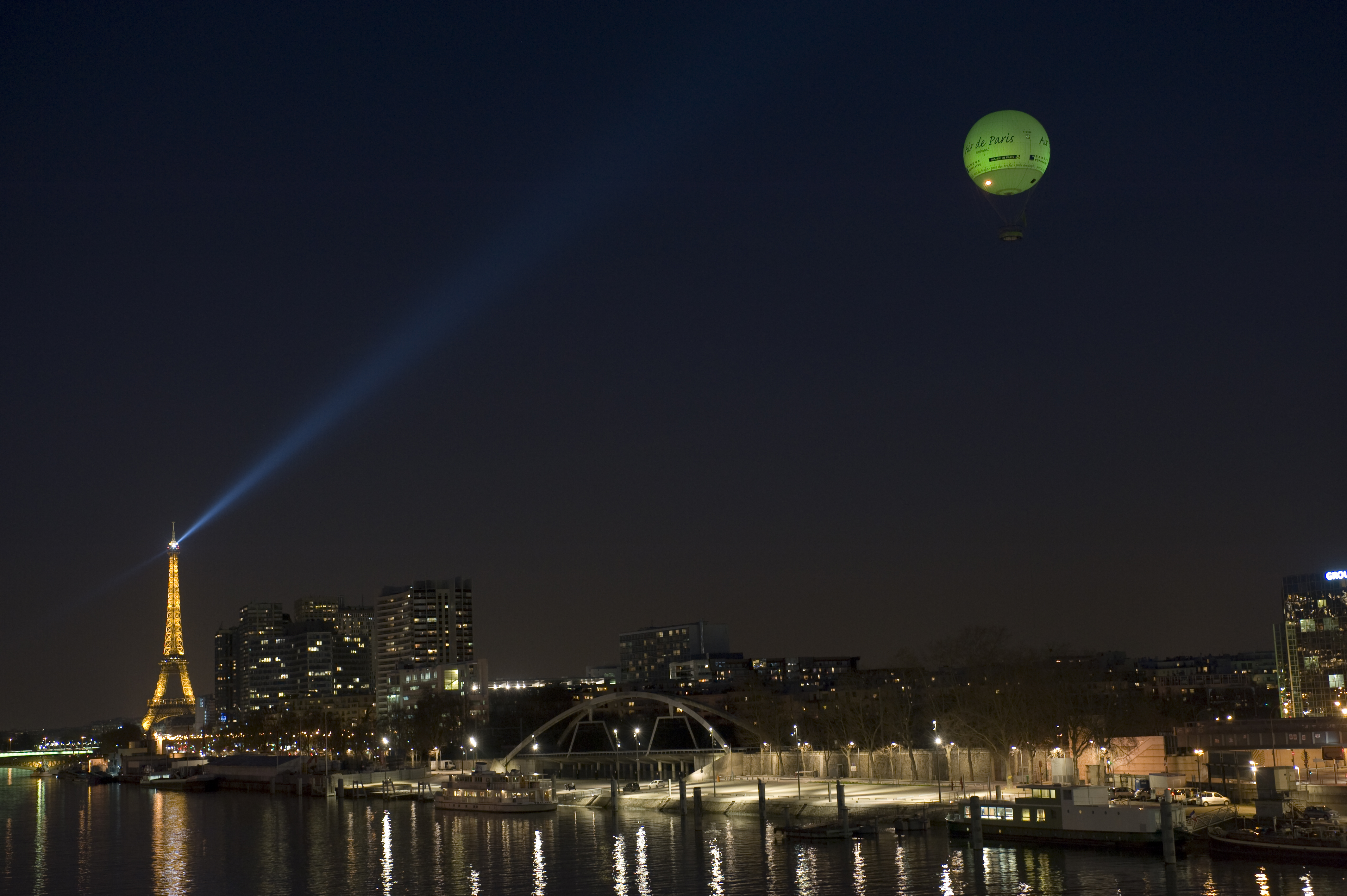
Ballon Air de Paris.
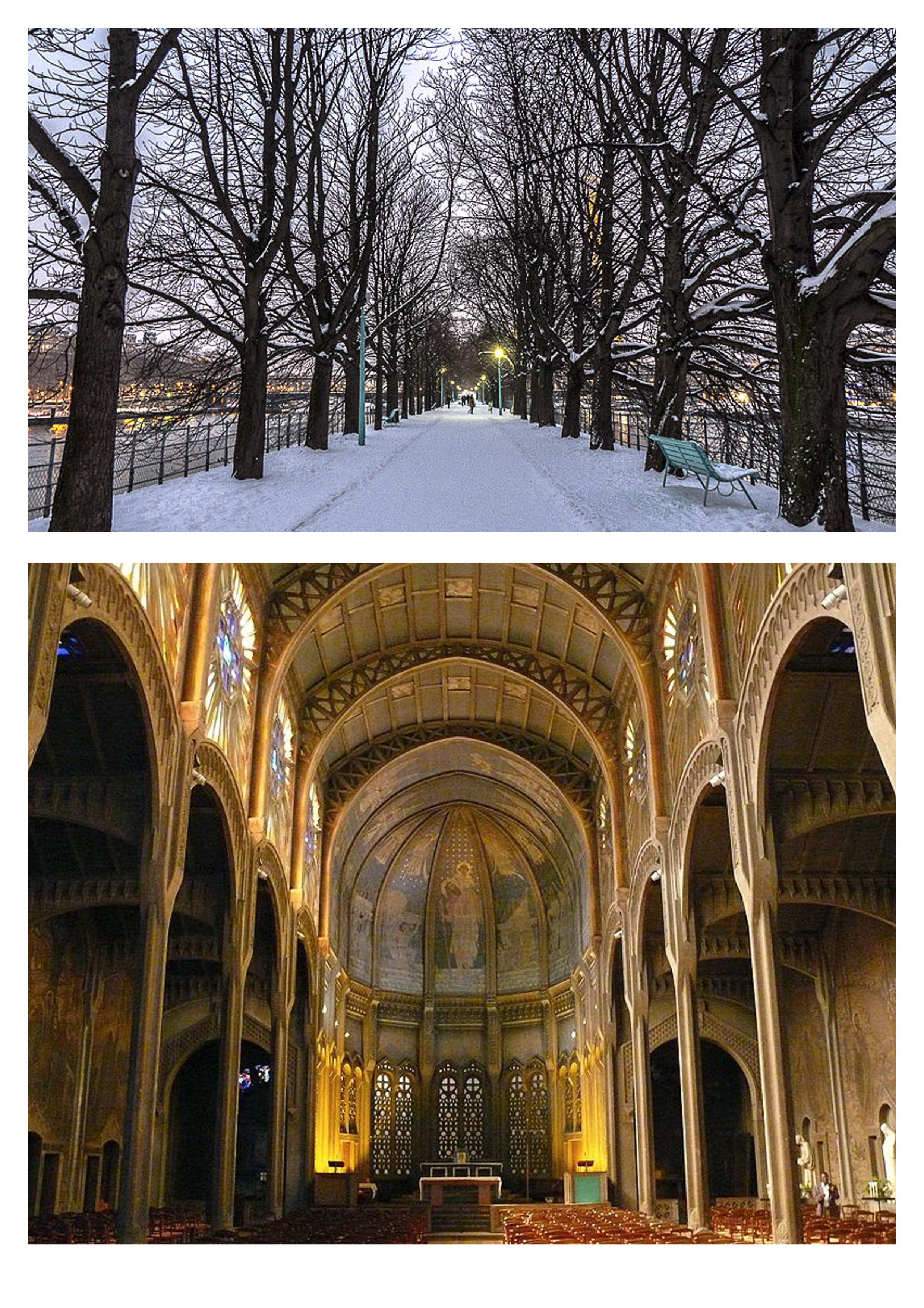
Île aux Cygnes et Saint-Christophe-de-Javel.
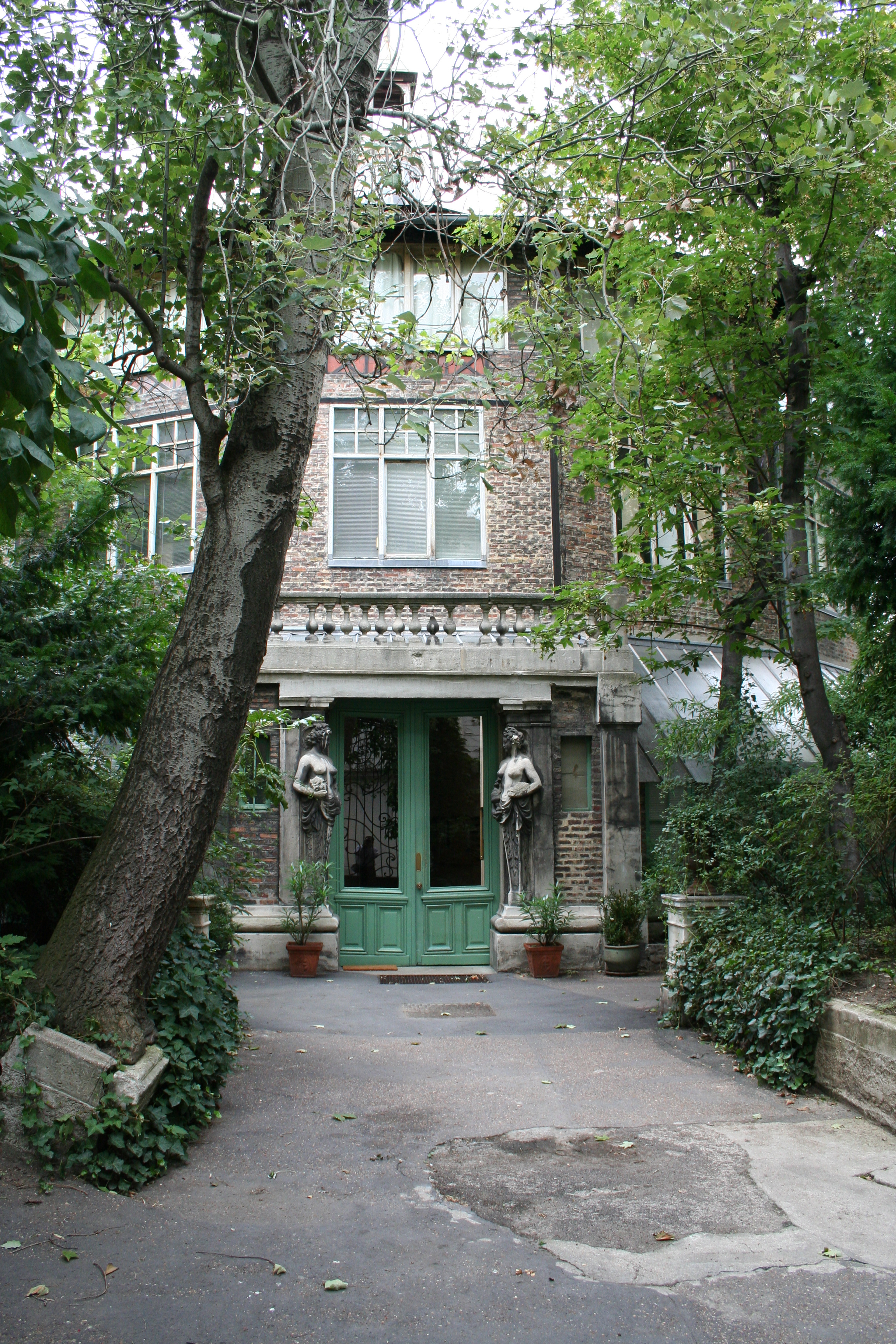
Entrée de « La Ruche ».
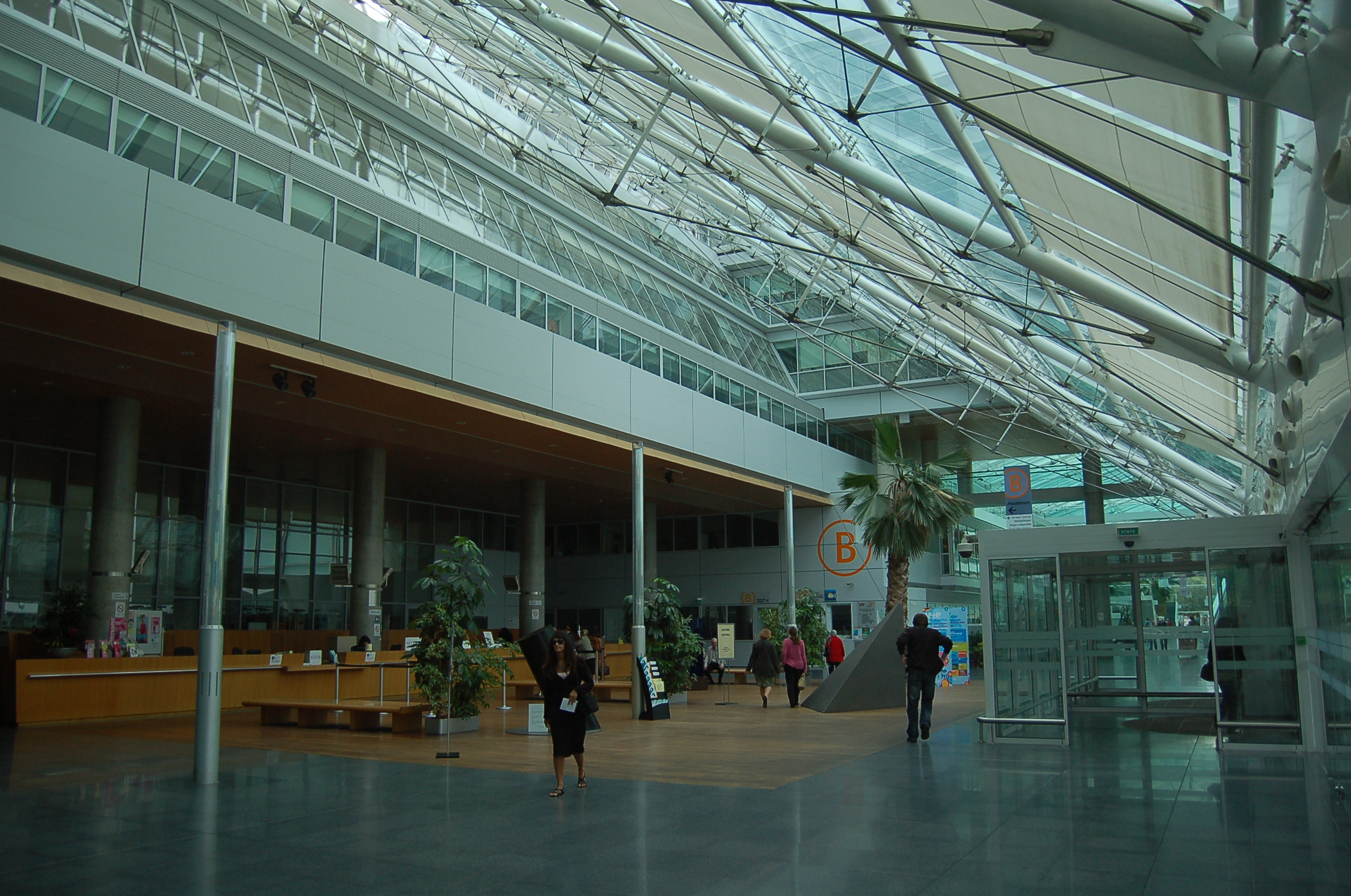
Hôpital européen Georges-Pompidou. Hall.
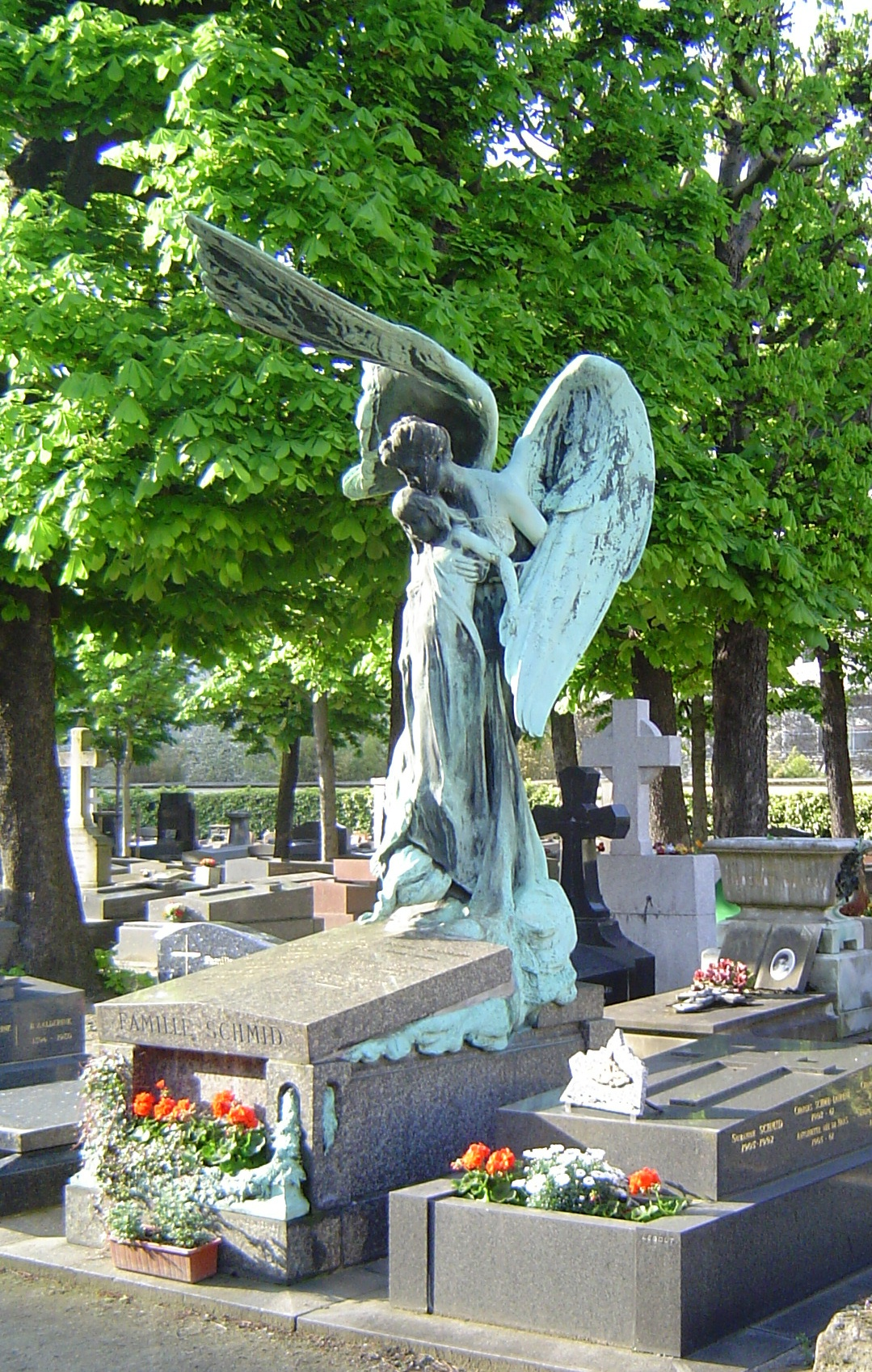
Cimetière de Grenelle.
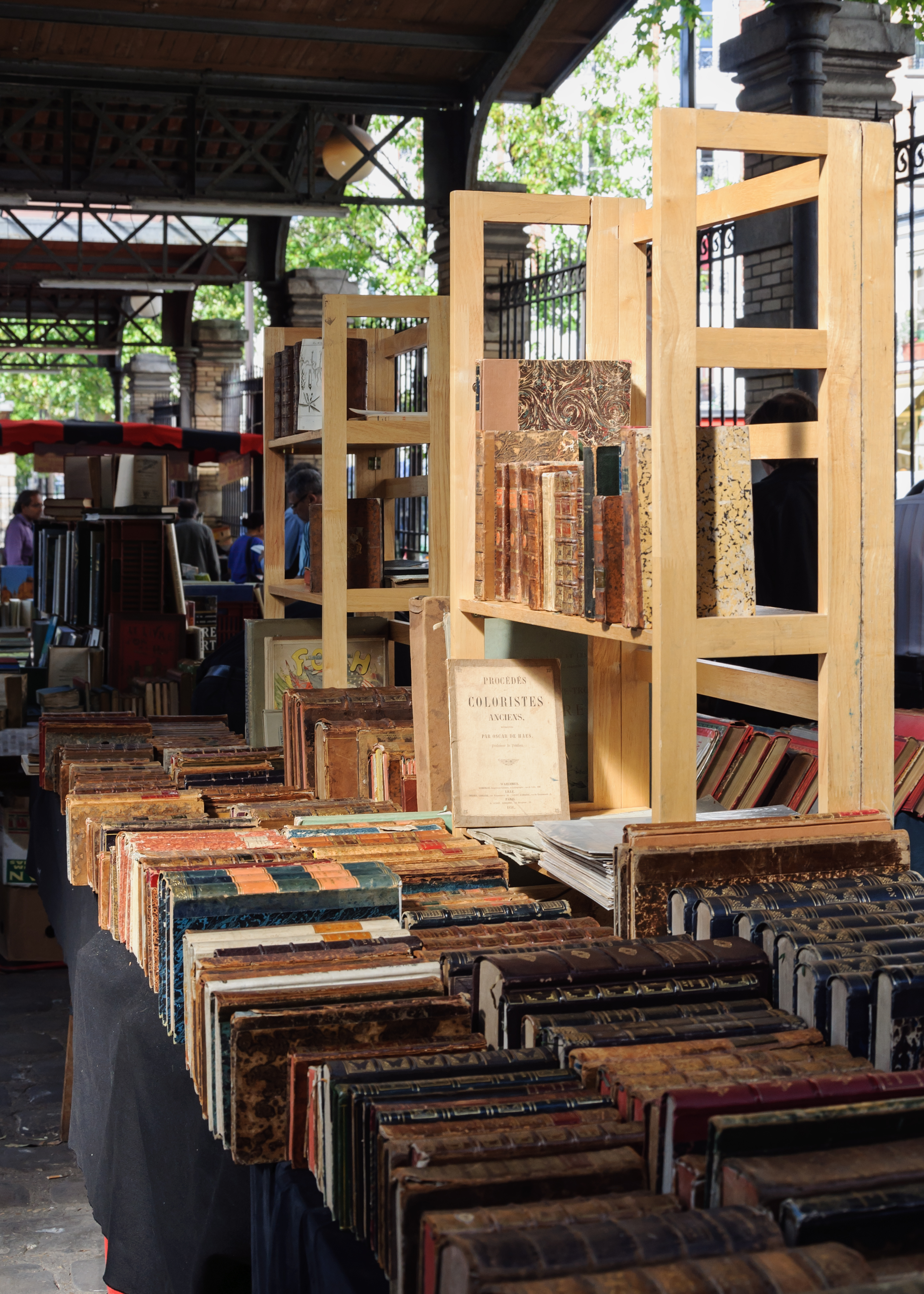
Marché du livre ancien, parc Georges-Brassens.
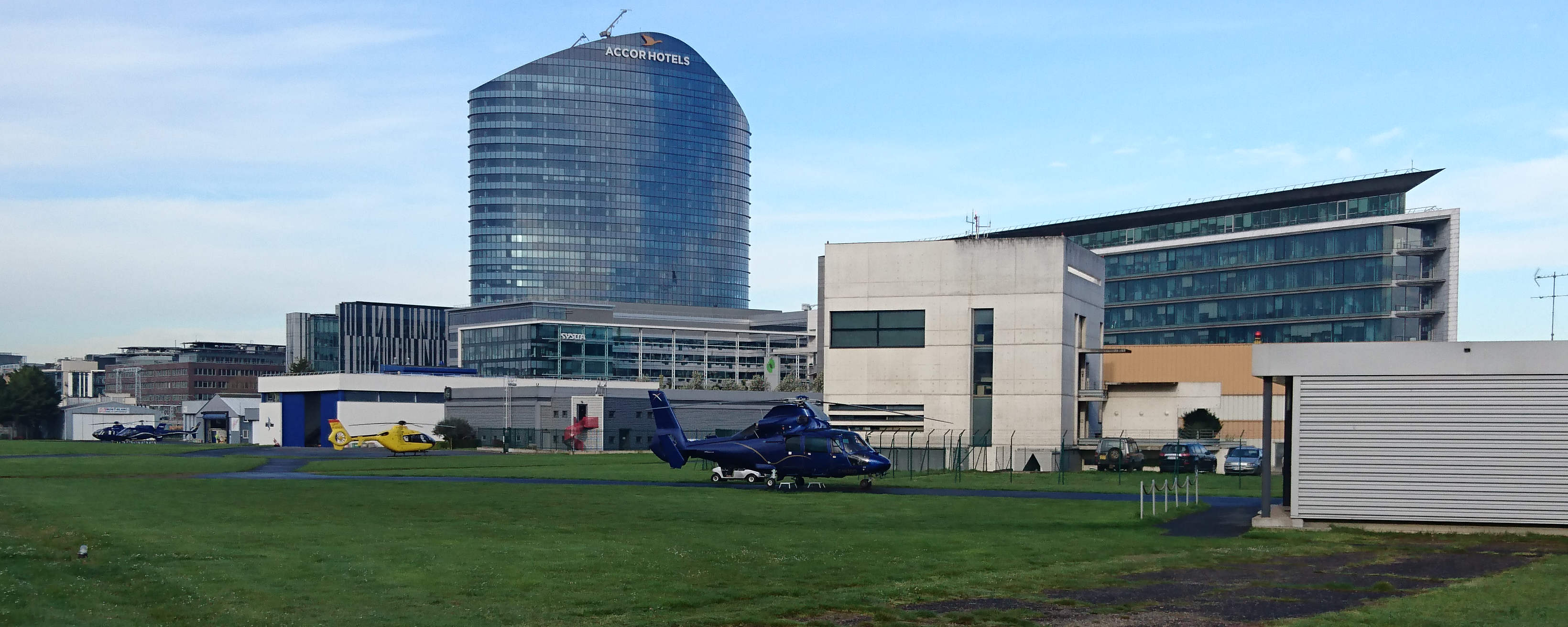
Héliport de Paris et siège de la DGAC.

## Quelques exemples d'architecture dans le15e

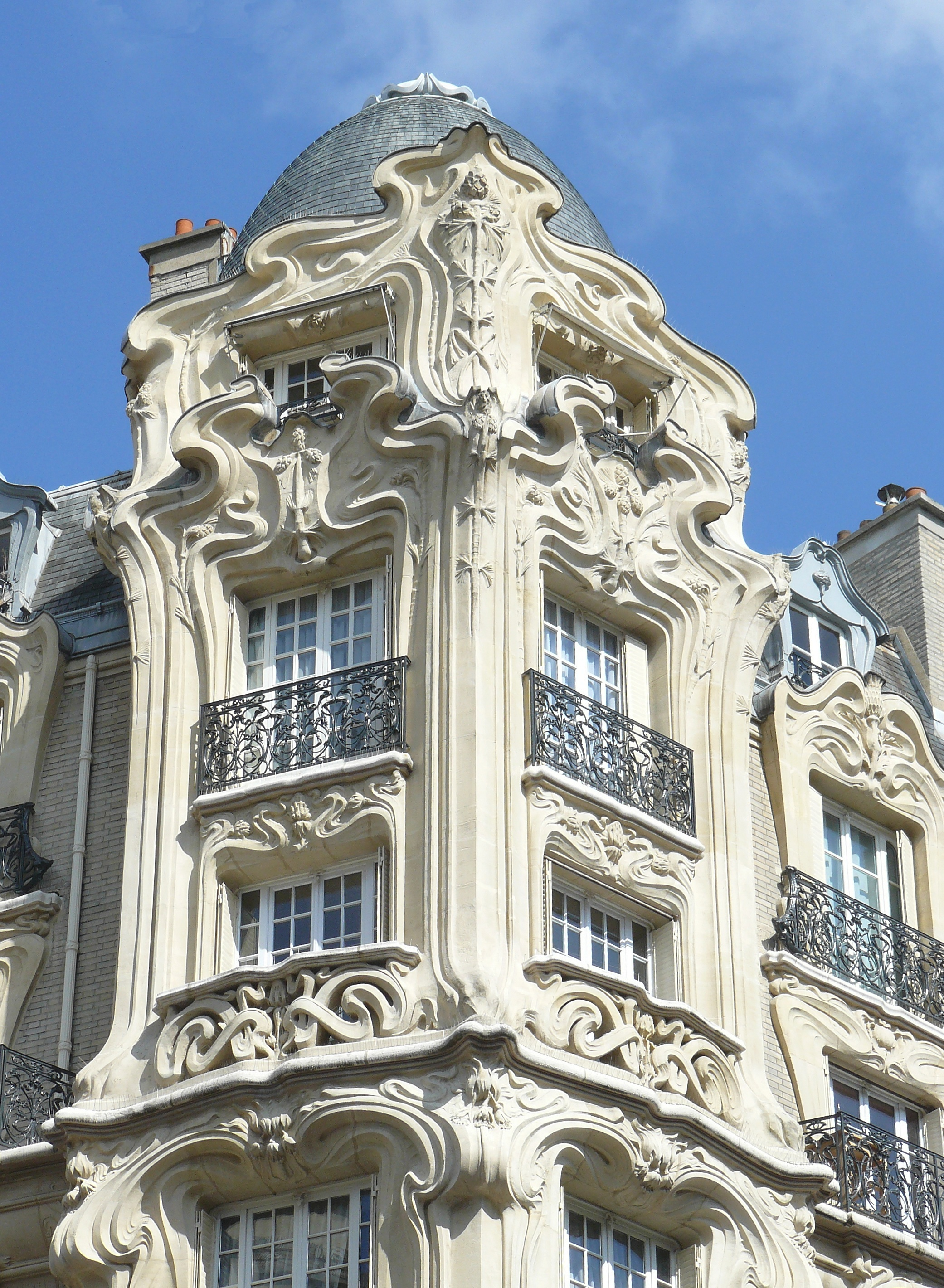
Immeuble Art nouveau rue de l'Église.

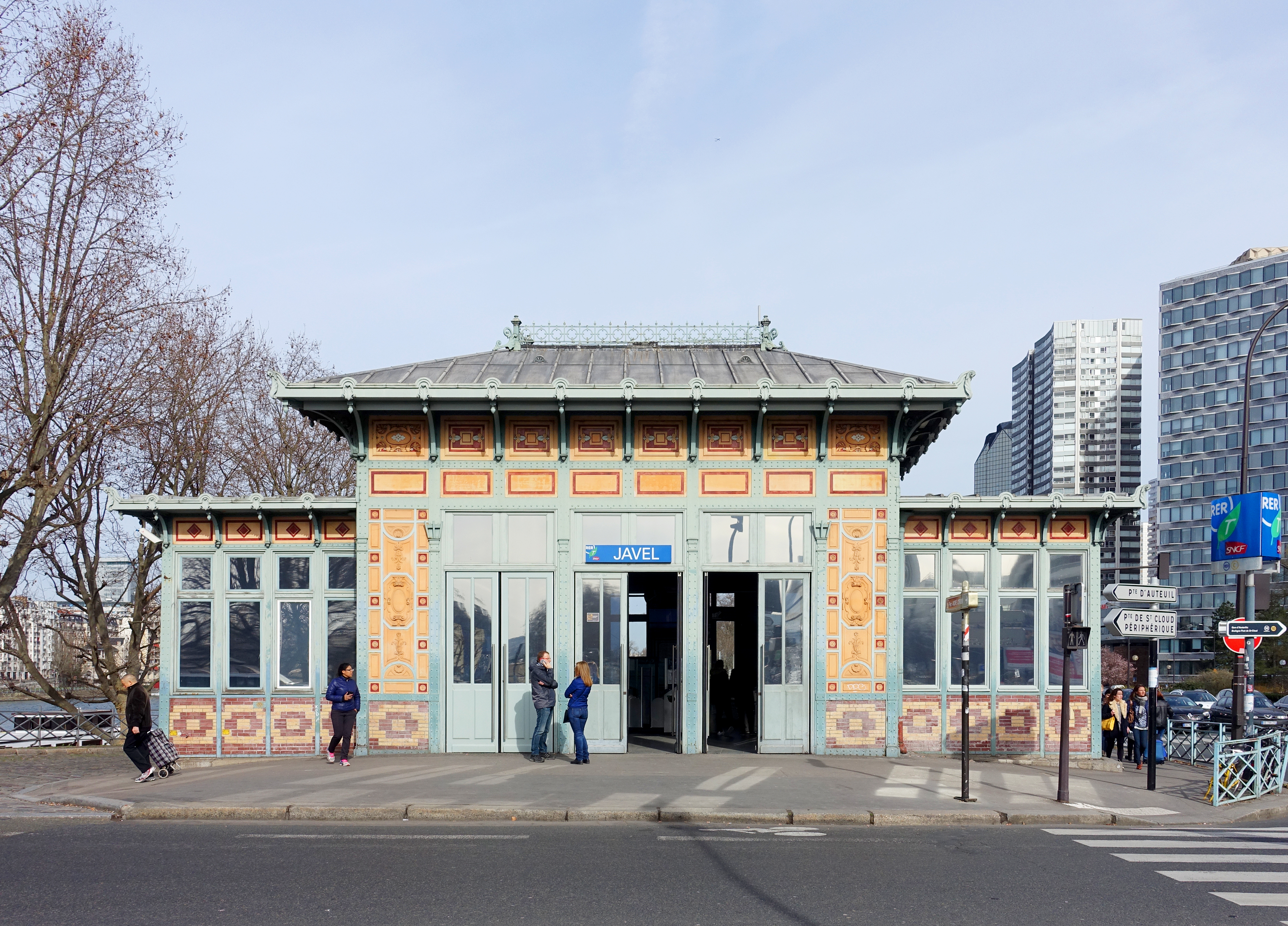
Gare de Javel.

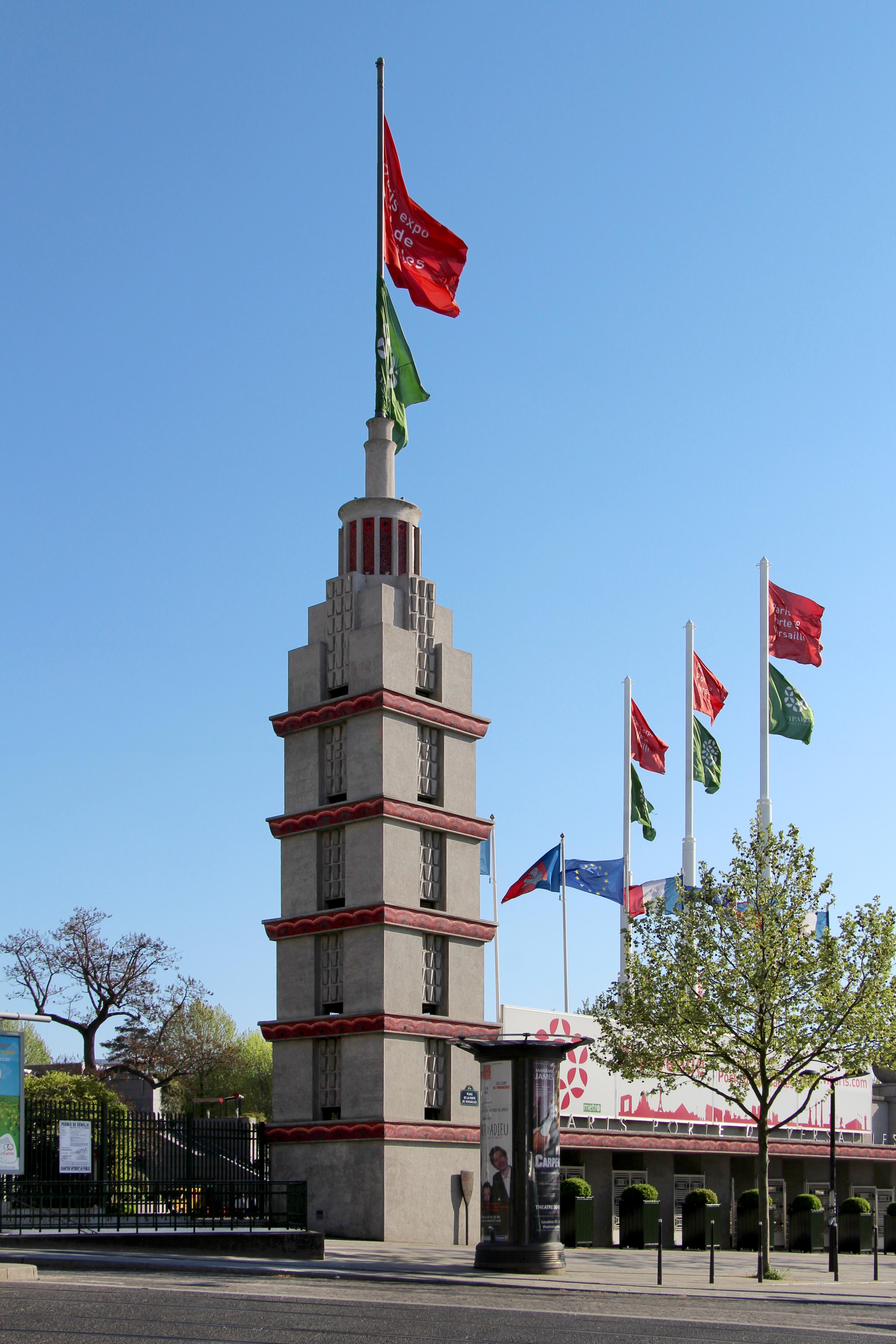
Porte de Versailles.

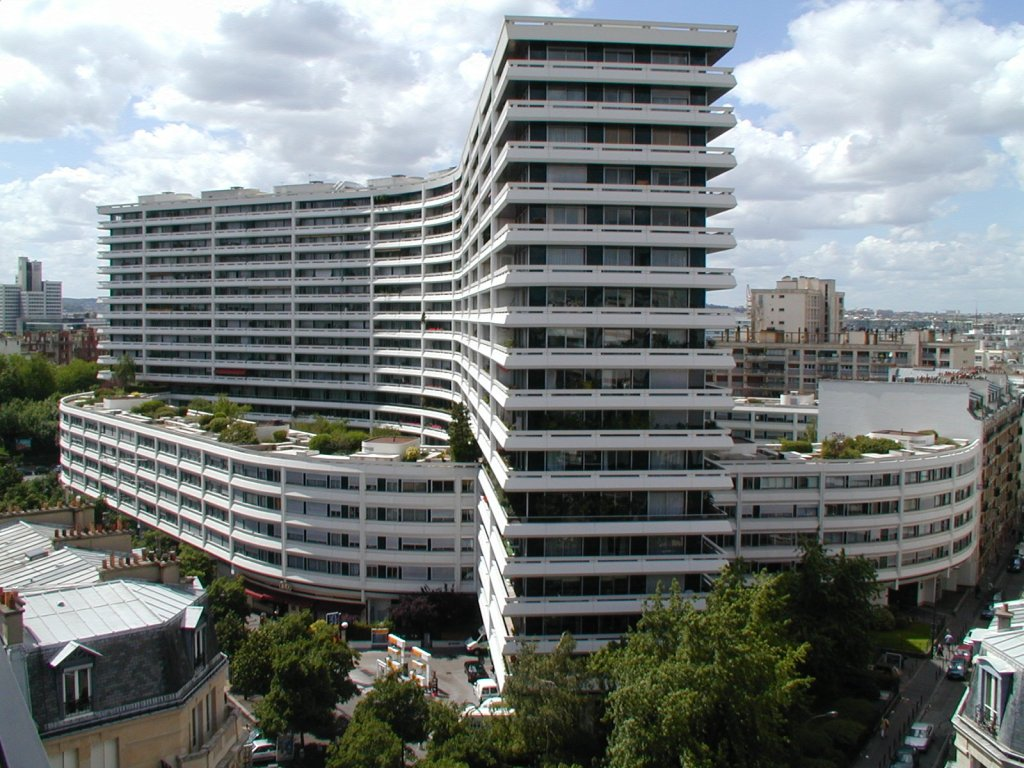
Grand Pavois rue Lecourbe.

### Immeubles de bureaux
- Tour Montparnasse, architectes Jean Saubot, Eugène Beaudouin, Louis de Hoÿm de Marien et Urbain Cassan
- Val de Seine, à la limite entre l'arrondissement et Issy-les-Moulineaux
- Ancien siège de Canal+, architecte Richard Meier
- Immeuble de bureaux quai André Citroën, architectes Noël le Maresquier, Pierre Paul-Heckly

### Institutions
- Hexagone Balard
- Ancien ministère de l'air[42], le bâtiment Art déco « Paquebot » de Pierre Patout[43],[44] ainsi que l'ancien siège de l'École nationale supérieure de techniques avancées avec ses bas-reliefs d'Henri Bouchard[45], boulevard Victor
- Hôpital européen Georges-Pompidou, architecte Aymeric Zublena
- Tour Keith Haring, hôpital Necker-Enfants malades
- Lycée Camille-Sée, architecte François Le Cœur
- Ambassade d'Australie, architectes Harry Seidler et Peter Heist.
- Ancien site de l'Imprimerie nationale, aujourd'hui ministère de la Coopération
- La gare de Javel, architecte Juste Lisch.
- Édicule Hector Guimard[46], Métro Pasteur.
- Quelques fontaines Wallace, notamment rue Alain-Chartier, boulevard Pasteur, au carrefour Morillons-Brancion, places Charles-Vallin et Général-Beuret ainsi que celle repeinte en rouge, porte de Versailles.
- Cadrans solaires : place Dupleix, rue Letellier, dans le parc André-Citroën et sur la façade du lycée Buffon[47].
- Ancienne caserne de gendarmerie du 52, boulevard Lefebvre.
- Bâtiment Jules Lavirotte 169, boulevard Lefebvre.
- Porche d'entrée de la Maison d'accouchement Cognacq-Jay, conservé dans le jardin de l'Hôpital éponyme, 5 rue Eugène-Milon.

### Lieux culturels et récréatifs
- Médiathèque Marguerite-Yourcenar[48], Babel architectes
- Ateliers d'artistes et logements en bordure du parc André-Citroën, architecte Michel Kagan
- maison et atelier du maître-verrier Barillet, architecte Robert Mallet-Stevens
- Palais des Sports, architecte Pierre Dufau, dôme géodésique à la Richard Buckminster Fuller
- Serres du parc André-Citroën, architecte Patrick Berger (architecte)
- Maison de la culture du Japon à Paris, architectes Kenneth Armstrong et Masayuki Yamanaka
- Bibliothèque pour tous, rue de la Montagne d'Aulas, architecte Franck Hammoutène[49]
- Église Saint-Christophe-de-Javel, architecte Charles-Henri Besnard
- Église Notre-Dame-de-l'Arche-d'Alliance, architectes : Architecture Studio[50]
- Église Notre-Dame-de-la-Salette, architecte Henri Colboc[51].
- Centre commercial Beaugrenelle, architectes Valode et Pistre.
- L'hôtel Novotel Paris Tour Eiffel (ancien hôtel Nikko), architectes, Julien Penven et Jean-Claude le Bail.
- Entrée monumentale du Parc des expositions de la porte de Versailles, comportant quatre tourelles illuminées construites par Louis-Hippolyte Boileau et Léon Azéma dans le cadre de l'Exposition universelle de 1937.

### Immeubles résidentiels
- Immeuble de logements au rond-point du pont Mirabeau, architectes Joseph Bassompierre-Sewrin, Paul de Rutté et Paul Sirvin, ferronnerie Raymond Subes.
- Le Grand Pavois de Paris, architectes Jean Fayeton et Hebert pour Altarea Cogedim.
- Les tours du Front-de-Seine.
- Immeuble du 24, place Étienne-Pernet, style Art nouveau, architecte Alfred Wagon[52].
- Quelques HBM de l'entre-deux-guerres dont ceux de la rue de la Saïda et des Quatre-Frères-Peignot[53].

### Projets
- La tour Triangle porte de Versailles.
- Jonction entre la rue Théodore-Deck et la rue Lecourbe et aménagement des ateliers RATP de Vaugirard (promenade plantée, logements, toits végétalisés, etc). Première étape 2016-2021[54].

## Économie, administrations et équipements divers

### Institutions internationales

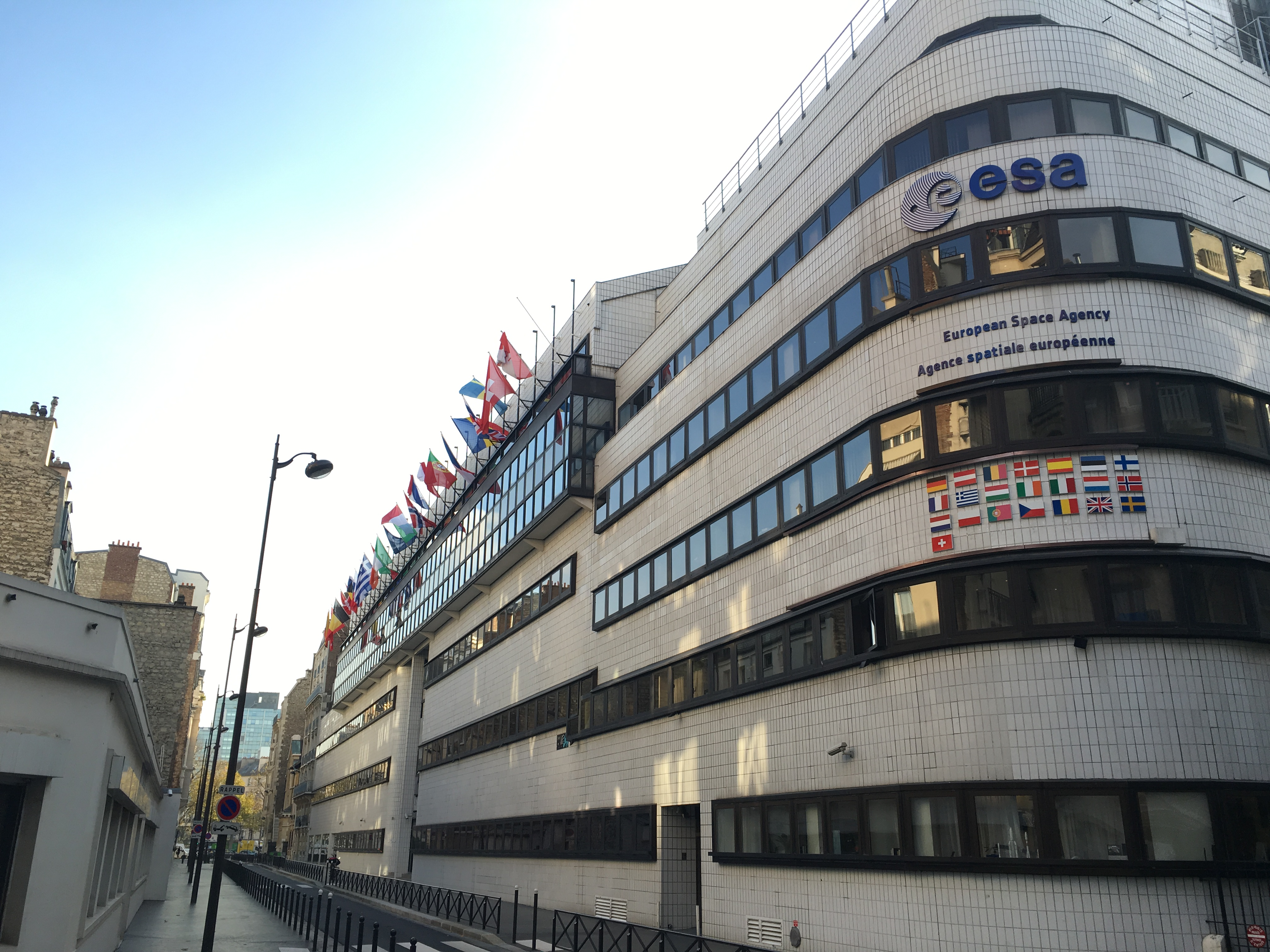
Siège de l'Agence spatiale européenne.

- L'Agence spatiale européenne (ESA)[55], rue Mario-Nikis
- Le siège l'Agence internationale de l'énergie, rue de la Fédération
- Site Miollis de l'UNESCO[56]
- Le Conseil international des musées, rue Miollis
- L'Union internationale des chemins de fer (UIC), rue Jean-Rey
- L'ambassade d'Australie en France, rue Jean-Rey
- L'ambassade de Cuba en France, rue de Presles
- L'ambassade d'Érythrée en France, rue de Staël
- L'ambassade de Libye en France, rue Chasseloup-Laubat
- L'ambassade du Panama en France avenue de Suffren
- Le consulat de Hongrie, square Vergennes
- Le consulat du Maroc, rue de la Saïda
- La mission de la Palestine, rue du Commandant-Léandri
- La chambre franco-allemande de commerce et d'industrie[57], rue Balard
- La maison de la culture du Japon à Paris, quai Branly
- L'Institut Camões, passage Dombasle

### Institutions nationales

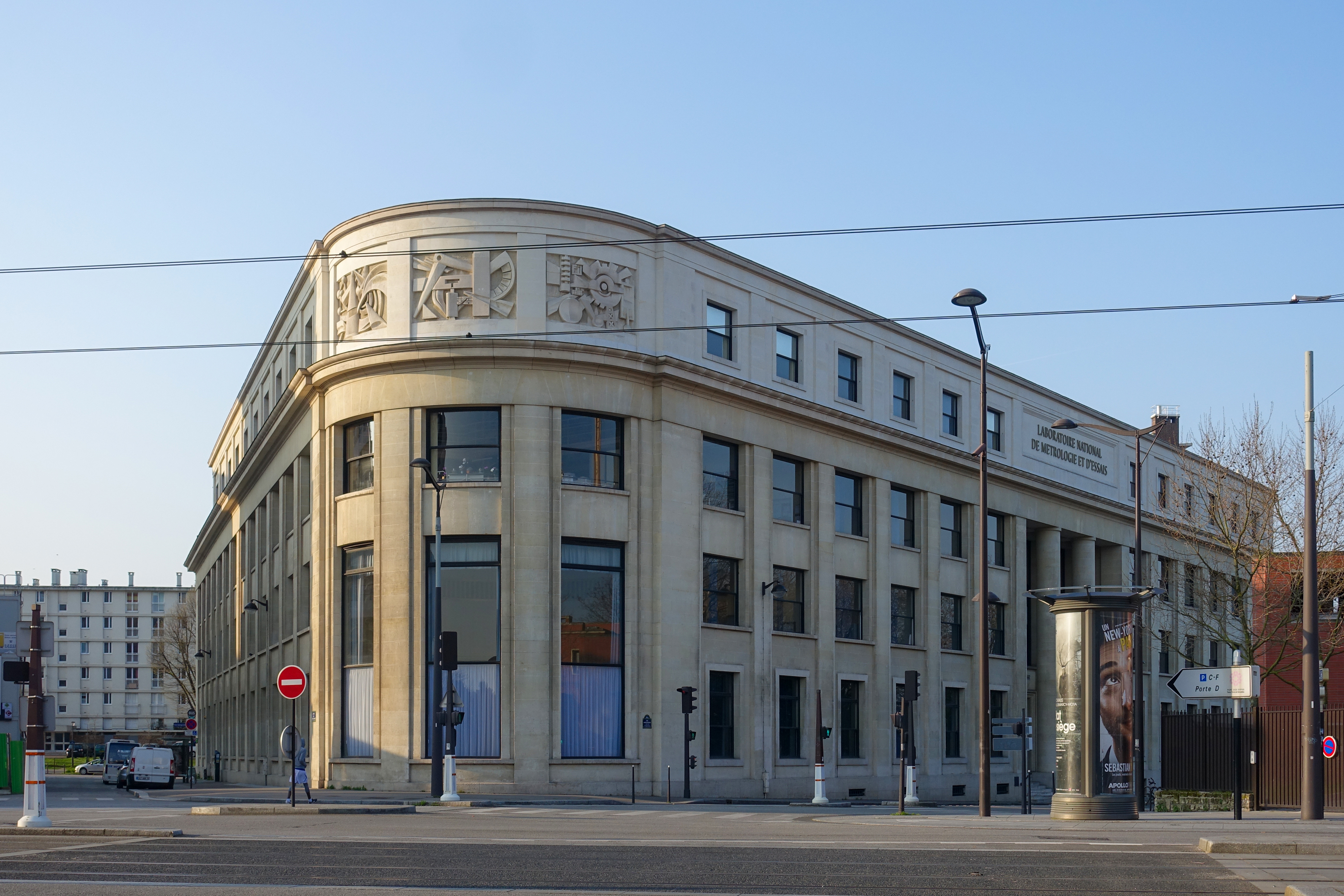
Laboratoire national de métrologie et d'essais.

- France Télévisions, esplanade Henri-de-France
- La DGAC, 50 rue Farman
- Le ministère de la Coopération, dans les anciens locaux de l'Imprimerie nationale, rue de la Convention
- Le ministère de la Défense (Hexagone Balard)
- Le ministère de l'Éducation nationale - Technologies et systèmes d'information - (site Dutot)
- Le ministère de l'Agriculture, site Vaugirard
- La direction du Journal officiel de la République française
- La Fédération française de football
- L'Autorité de régulation de la communication audiovisuelle et numérique
- Le Laboratoire national de métrologie et d'essais
- Le Bureau de recherches géologiques et minières
- L'Institut français des relations internationales
- L'Institut français[58]
- L'Institut national de la consommation

### Institutions régionales et parisiennes

Préfecture de Paris et de la région Île-de-France.

- La préfecture de Paris et de la région Île-de-France (hôtel de préfecture de Paris), rue Leblanc
- Le Laboratoire central de la préfecture de Police, rue de Dantzig
- Le Centre des objets trouvés de la rue des Morillons
- La direction régionale et interdépartementale de l'Équipement et de l'Aménagement, rue Miollis
- L'Institut Paris Région, rue Falguière
- Le siège de la caisse d'allocations familiales de Paris, rue du Docteur-Finlay
- La Direction régionale de l'équipement d'Île-de-France
- Le centre écologique Syctom pour la réception, le tri et la valorisation des matériaux recyclables issus de la collecte sélective (62 rue Henry-Farman).
- Le centre d'information et documentation Jeunesse, quai Branly[59]

### Institutions culturelles et scientifiques

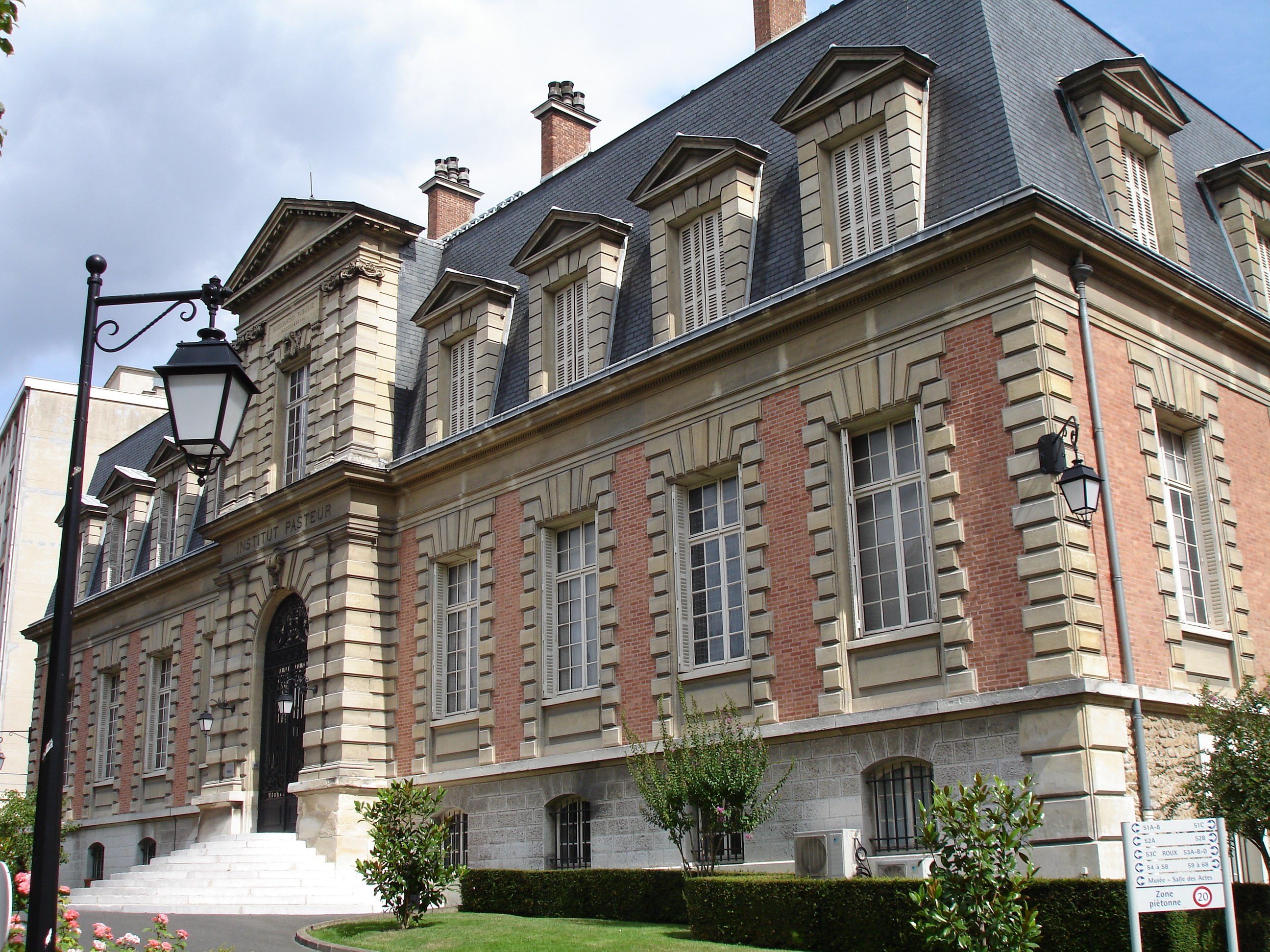
Institut Pasteur.

- Le parc des expositions de la porte de Versailles, où se déroulent le Salon international de l'agriculture, la Foire de Paris, le Mondial de l'automobile de Paris et le Salon du livre de Paris entre autres.
- L'Institut Pasteur
- L'Agence du court métrage
- La maison de la culture du Japon

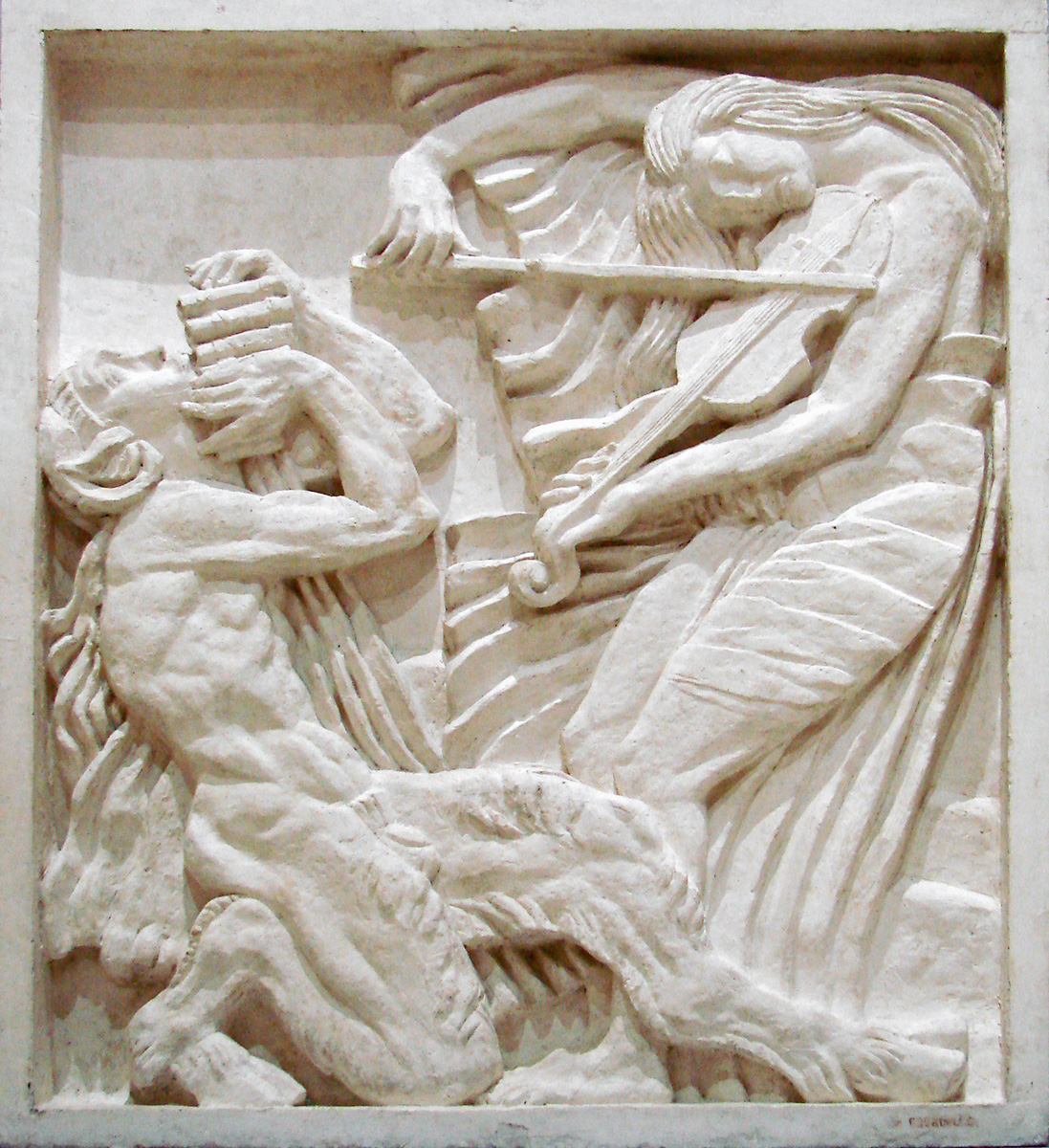
La musique (musée Bourdelle).

- Le musée Bourdelle dans les ateliers du sculpteur, disciple de Rodin et ami de Falguière
- Musée Mendjisky[60], Écoles de Paris
- Le musée Pasteur
- Le musée de La Poste
- Le musée du Montparnasse
- Le Musée des objets trouvés[61],[62]
- L'observatoire panoramique de la tour Montparnasse et le Ballon de Paris (parc André-Citroën).
- Le Centre culturel algérien[63]
- La maison de la Bretagne à Paris[64].

### Économie et Commerce

Tour Montparnasse.

- Le siège de La Poste, rue du Colonel-Pierre-Avia
- Le siège de la Mutuelle générale de l'Éducation nationale, tour Montparnasse
- Le siège de Naval Group, rue du Dr Finlay
- Le siège du PMU, Pari mutuel urbain, rue du Professeur-Florian-Delbarre
- Le siège du Groupe Safran, boulevard du Général-Martial-Valin
- Le siège européen de SoftBank Robotics, rue du Colonel-Pierre-Avia
- Le siège de Systra, rue Henry-Farman
- L'incubateur et l'hôtel d'entreprises de l'éco-quartier Boucicaut[65]
- Les journaux Le Parisien et Les Échos, boulevard de Grenelle
- Les journaux Libération et L'Express, rue du Général-Alain-de-Boissieu
- Les studios de la radio Europe 1 (rue des Cévennes), des chaînes du groupe NextRadioTV (rue du Général-Alain-de-Boissieu) et de l'émission Quotidien
- Le centre commercial Beaugrenelle

### Espaces verts

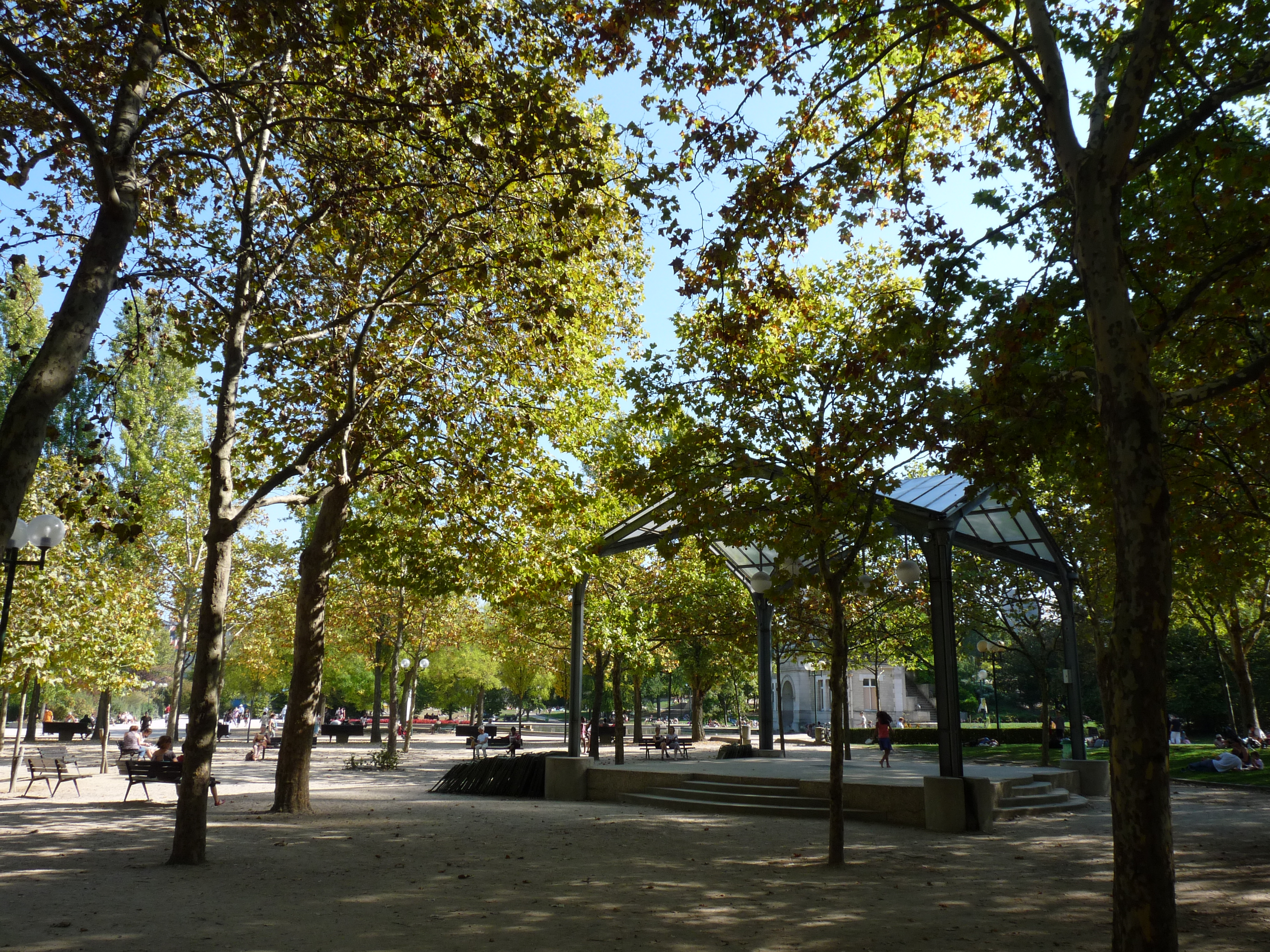
Parc Georges-Brassens.
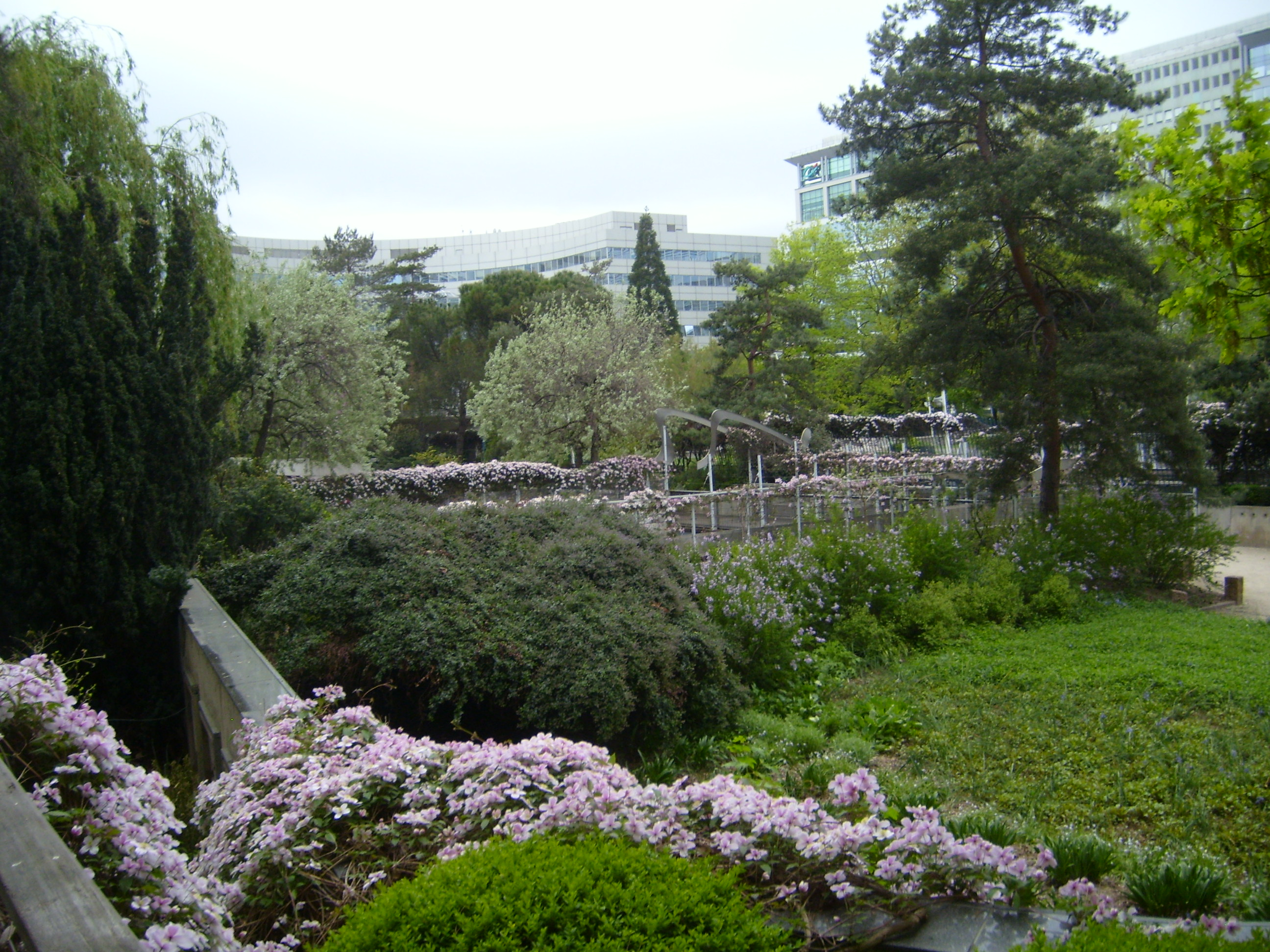
Jardin Atlantique.
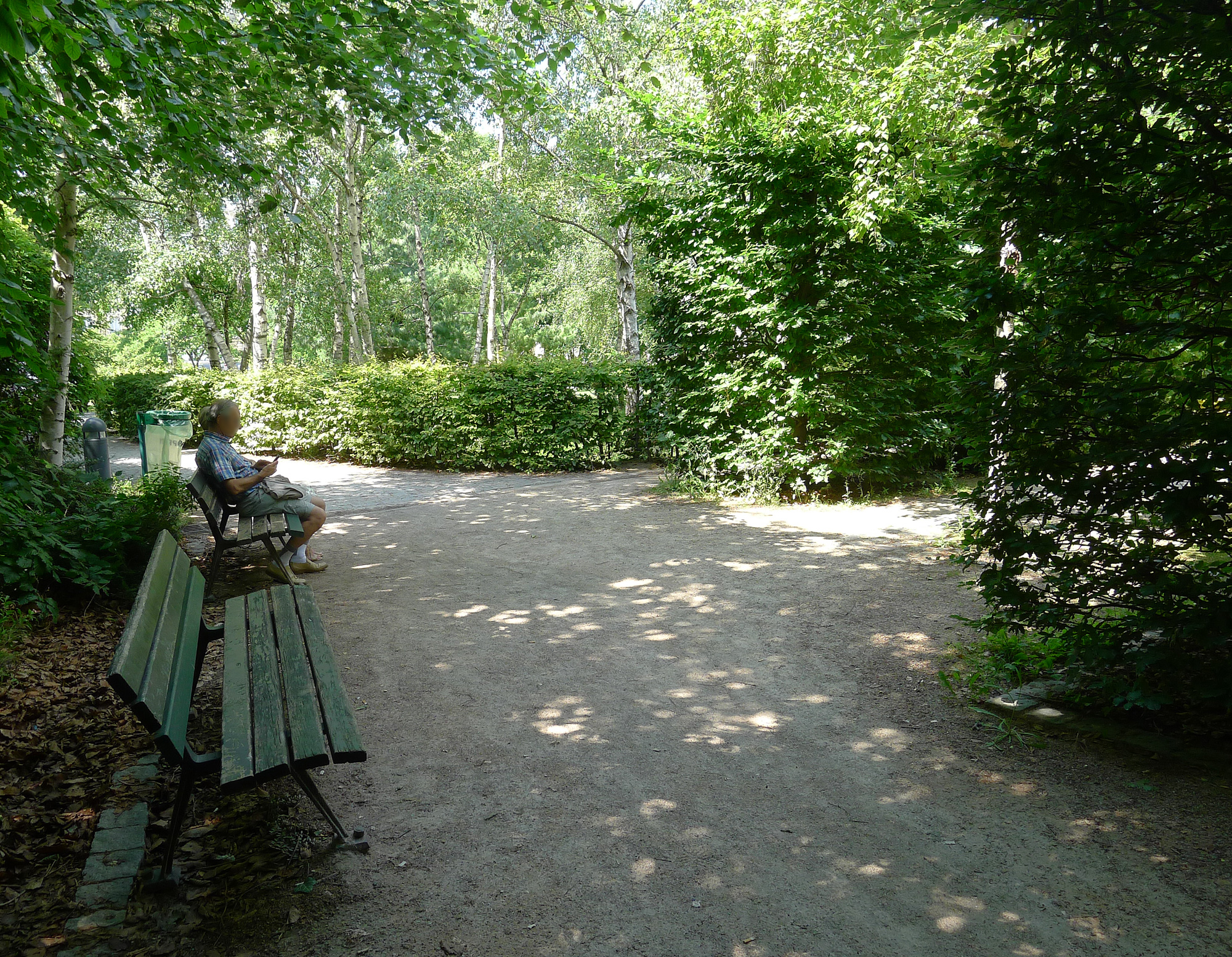
Jardin de l'Hôpital de Vaugirard.
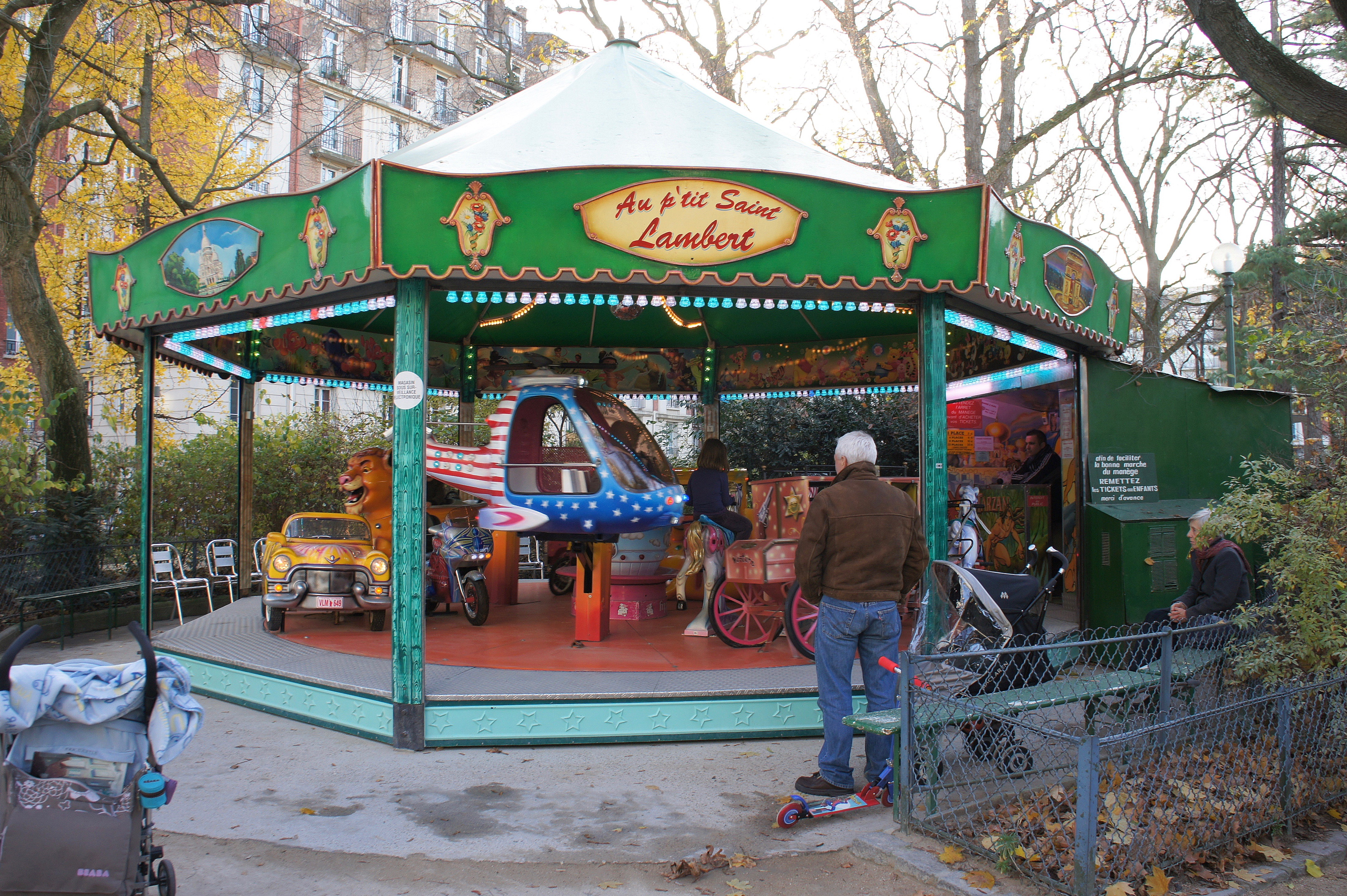
Square Saint-Lambert.
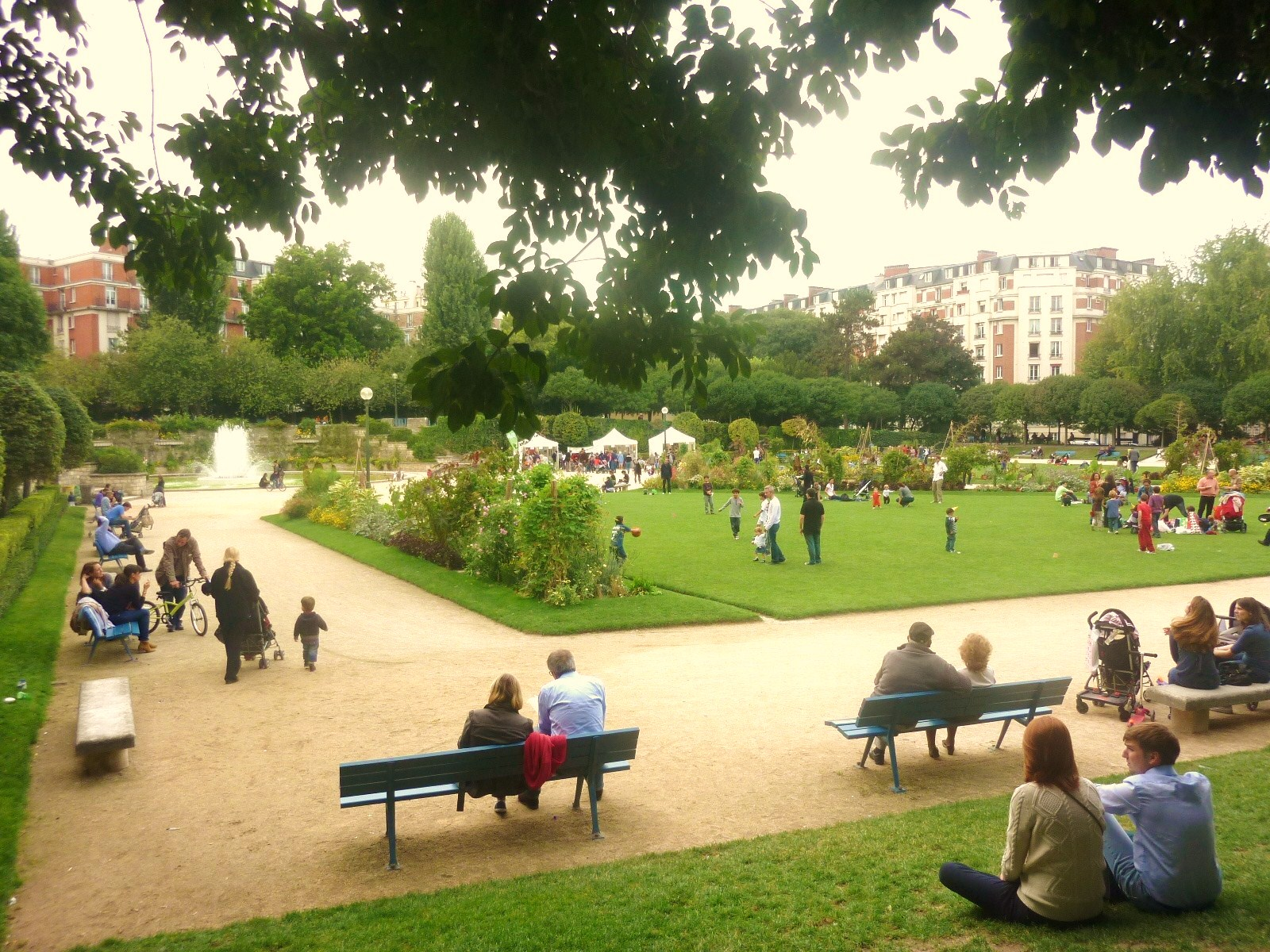
Square Saint-Lambert.
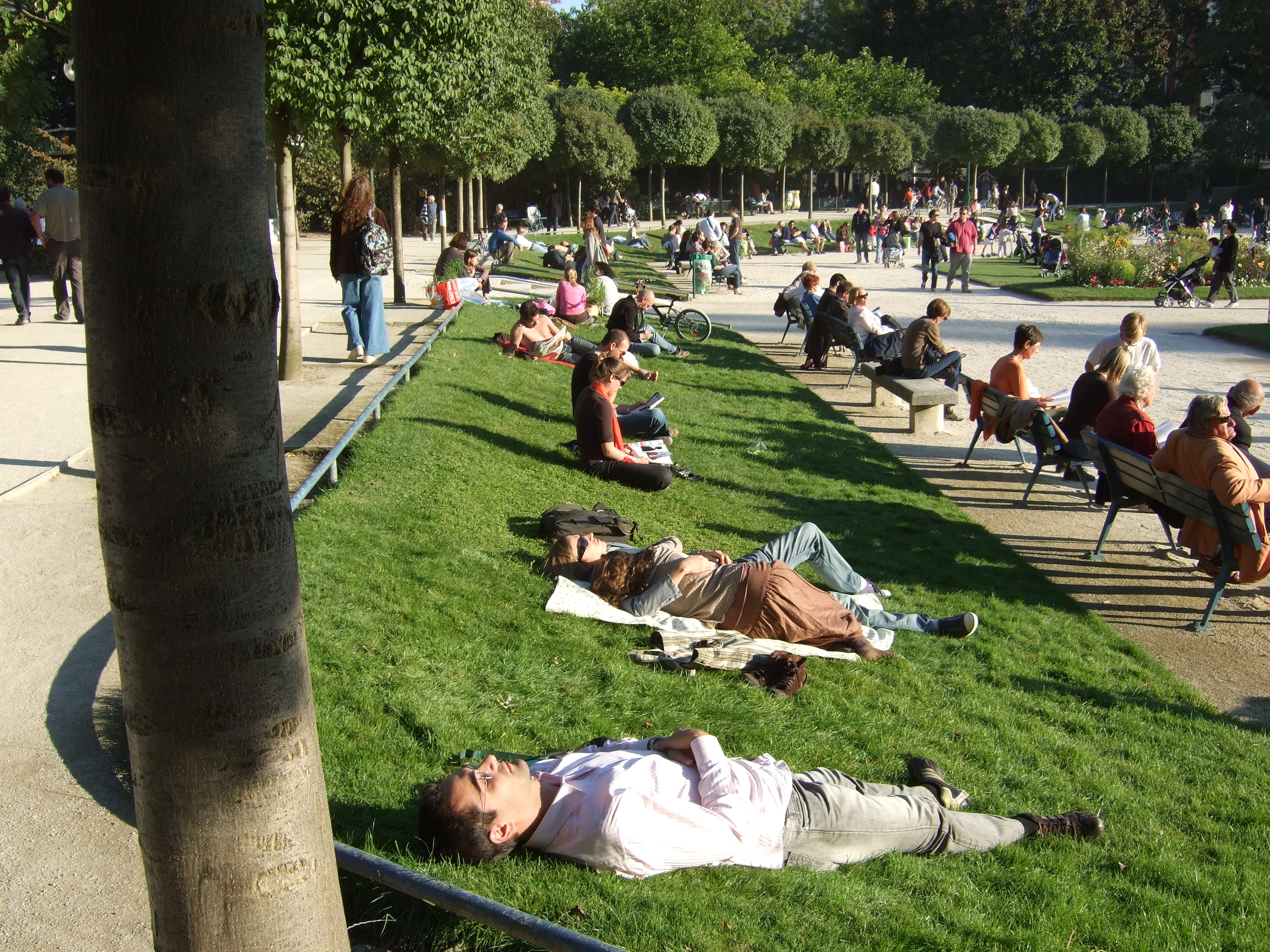
Square Saint-Lambert.
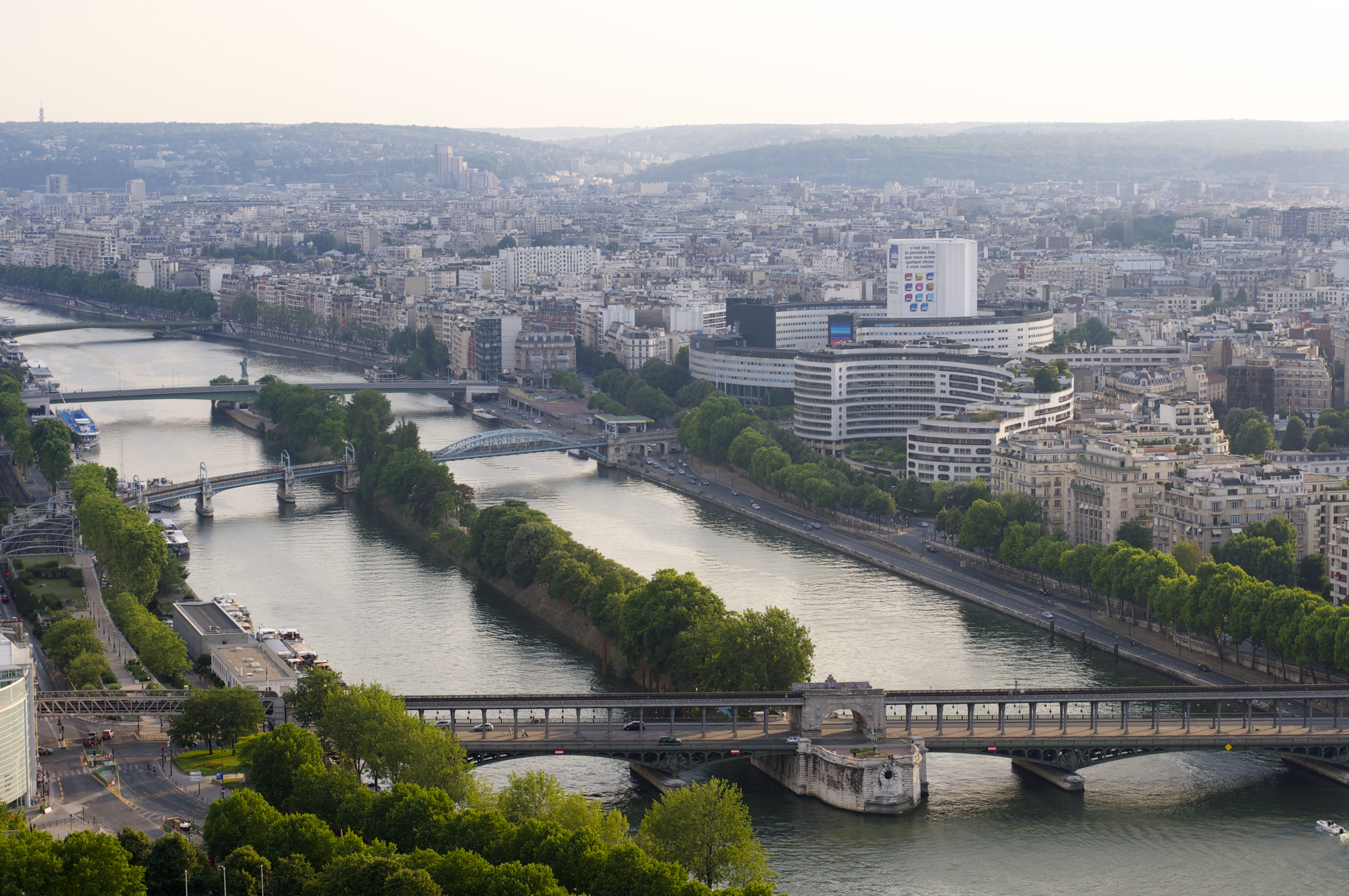
Île aux Cygnes.
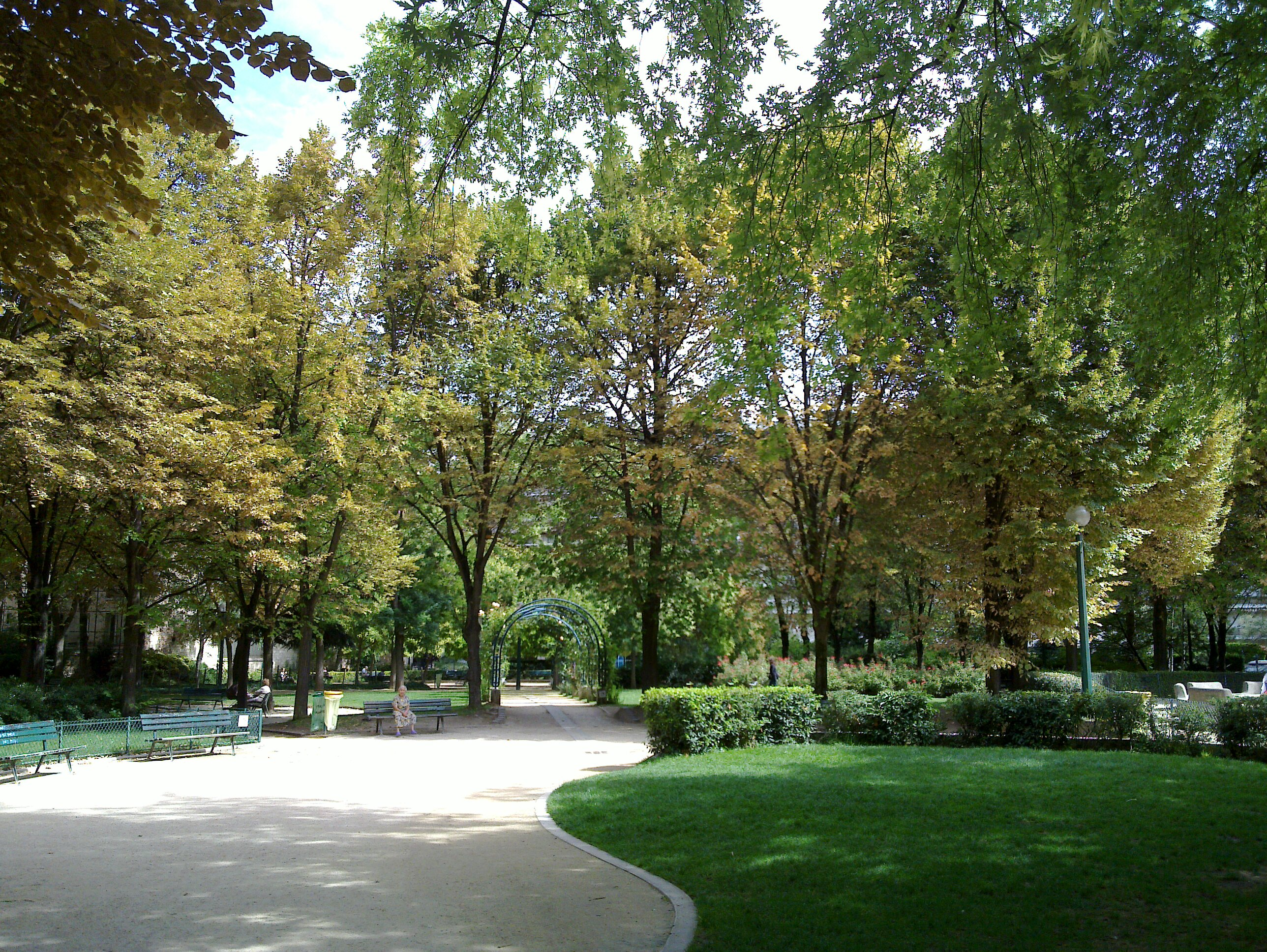
Square du Clos Feuquières.
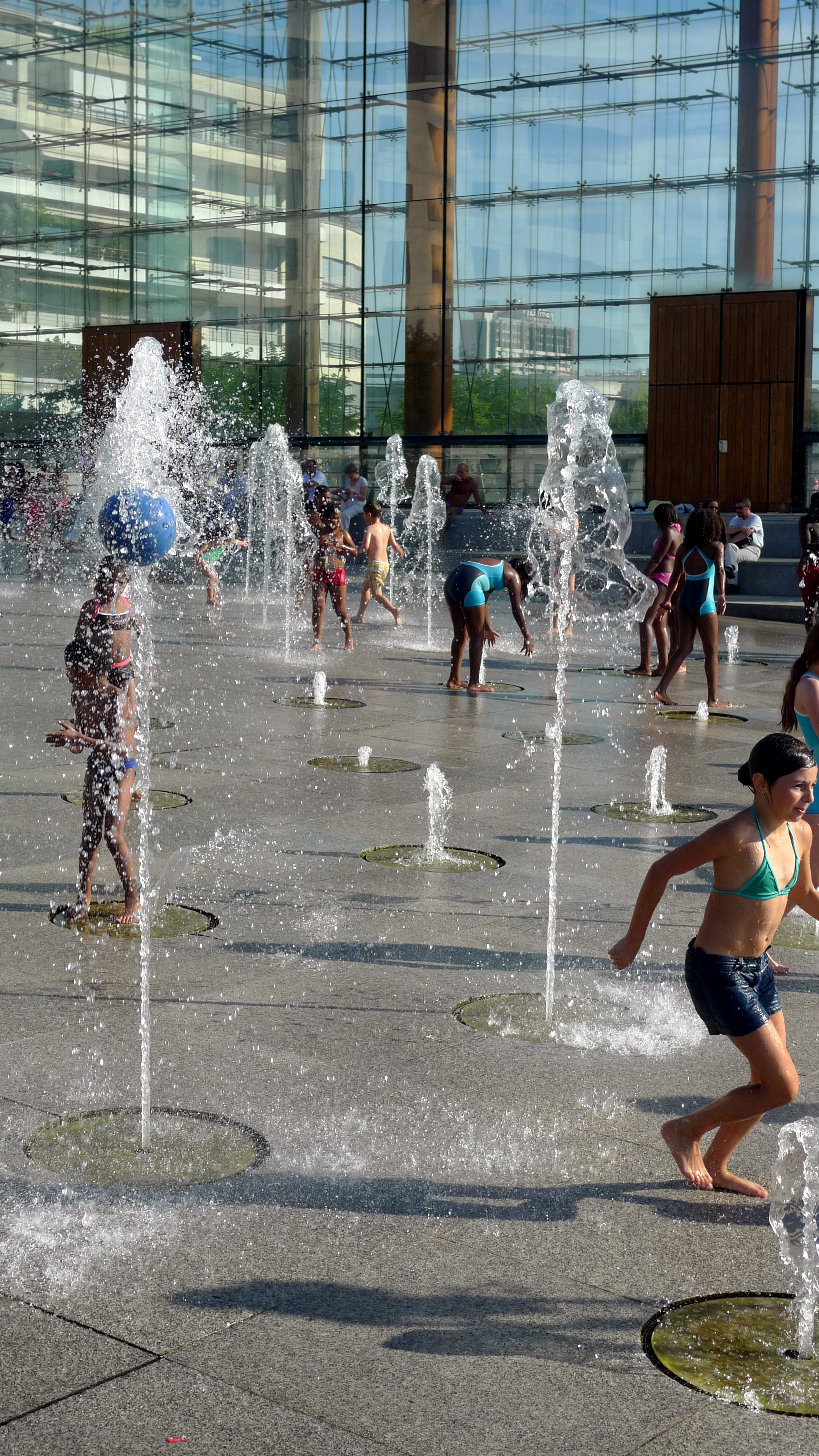
Parc André-Citroën.
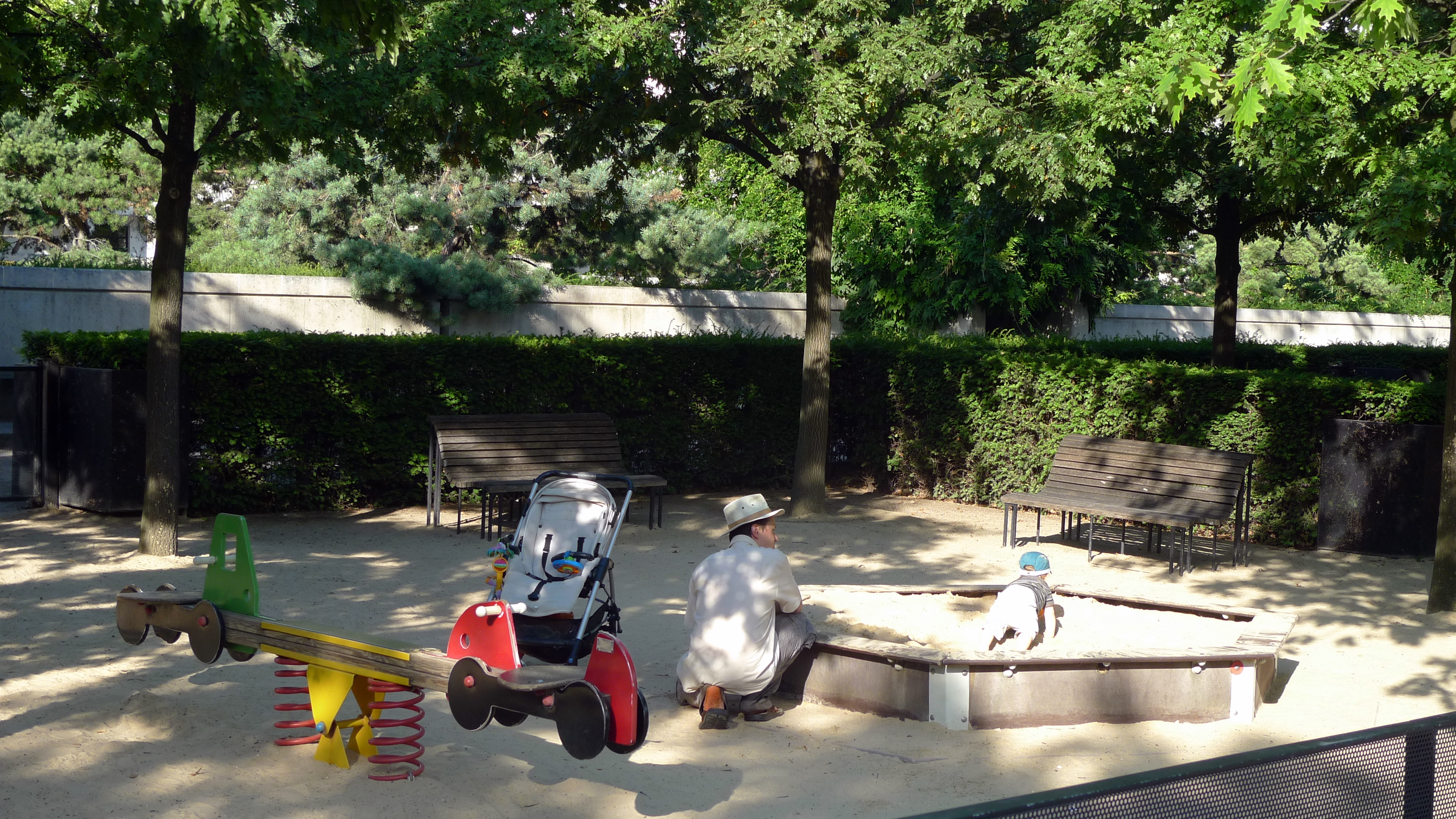
Parc André-Citroën.
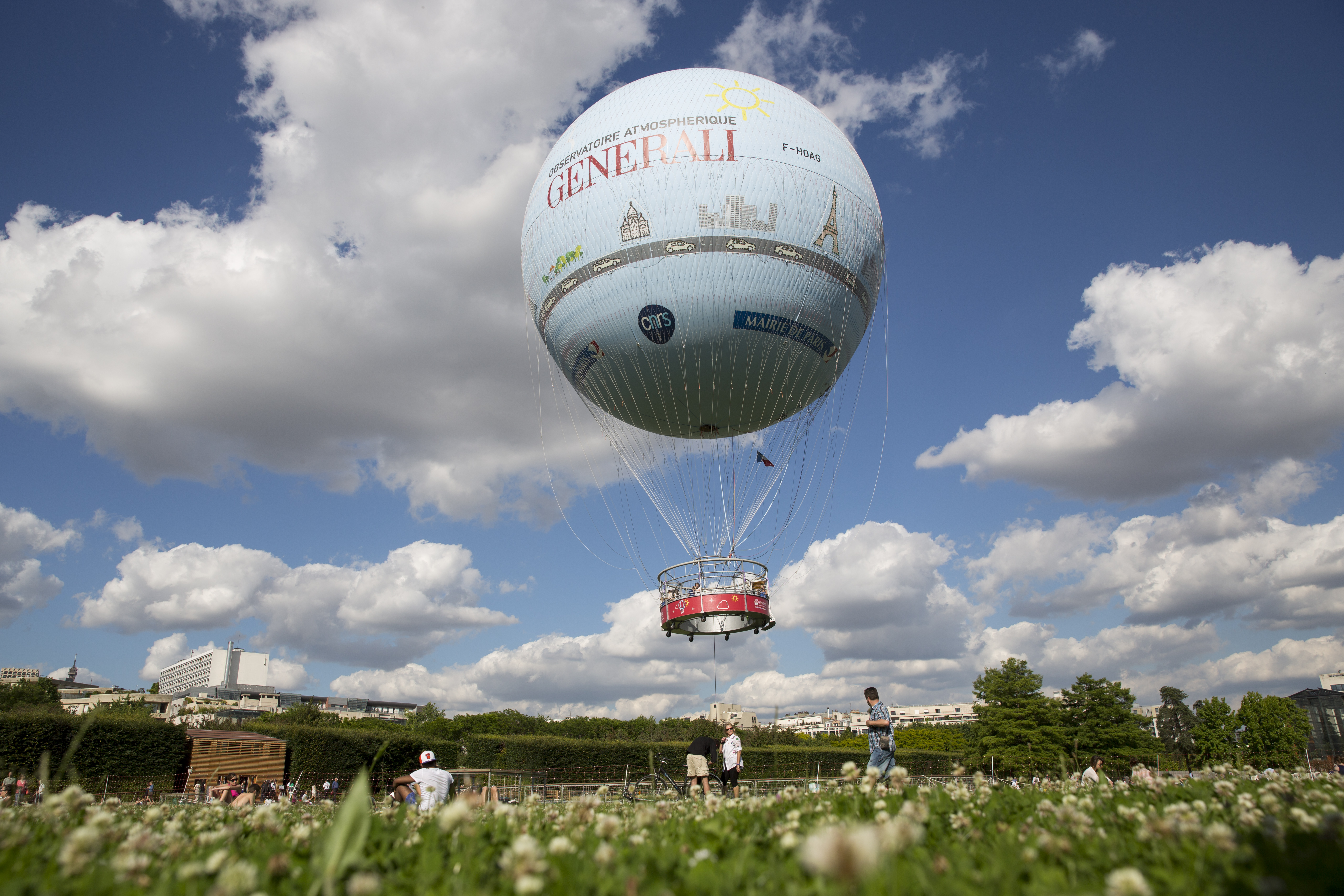
Parc André-Citroën.
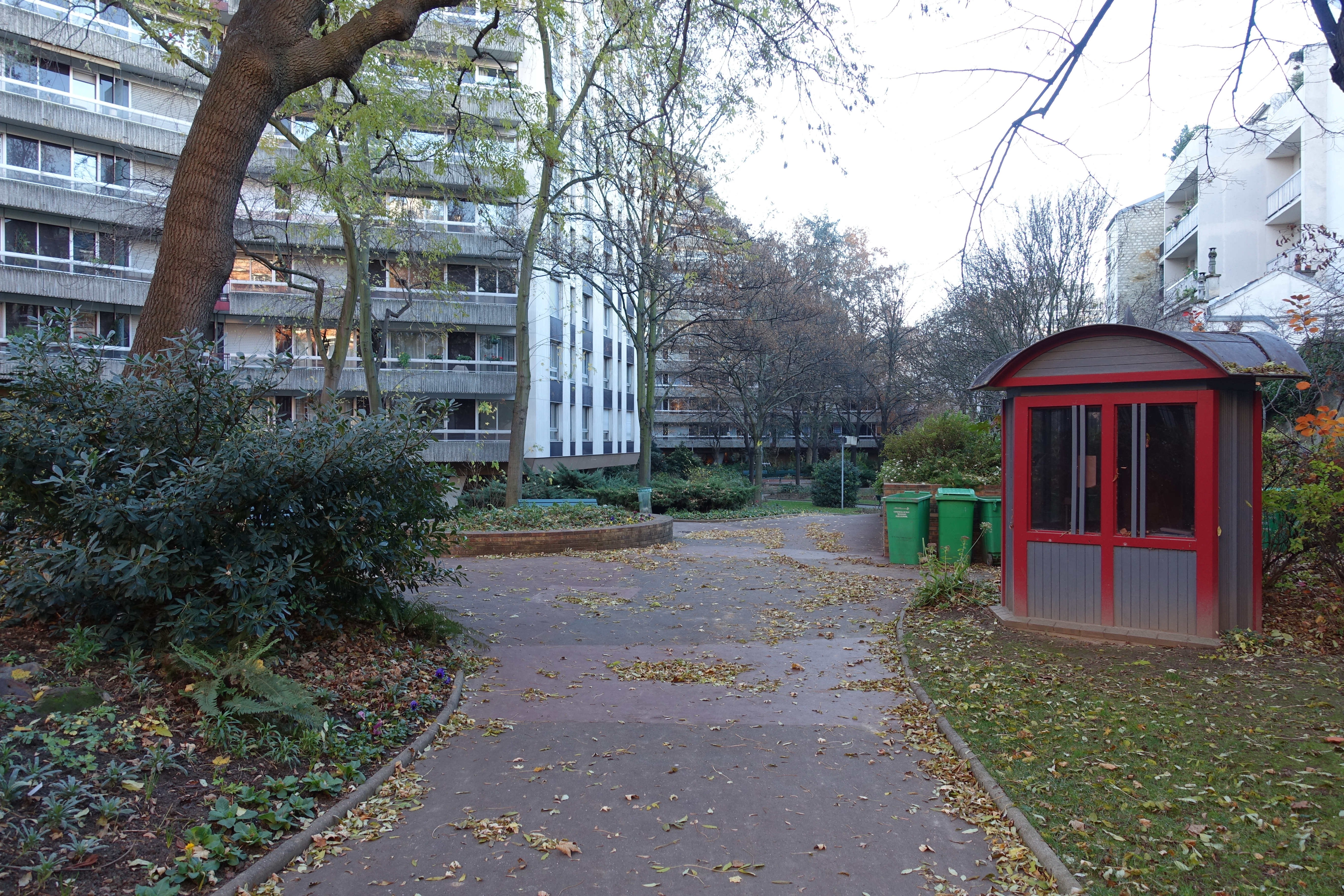
Jardin d'Alleray.

#### Les parcs
- le parc André-Citroën, inauguré en 1992 se trouve sur le site des anciennes usines Citroën et ouvre directement sur la Seine[66]. Le Ballon Air de Paris est « amarré » dans ce parc. Un des jardins thématiques contient un cadran solaire.

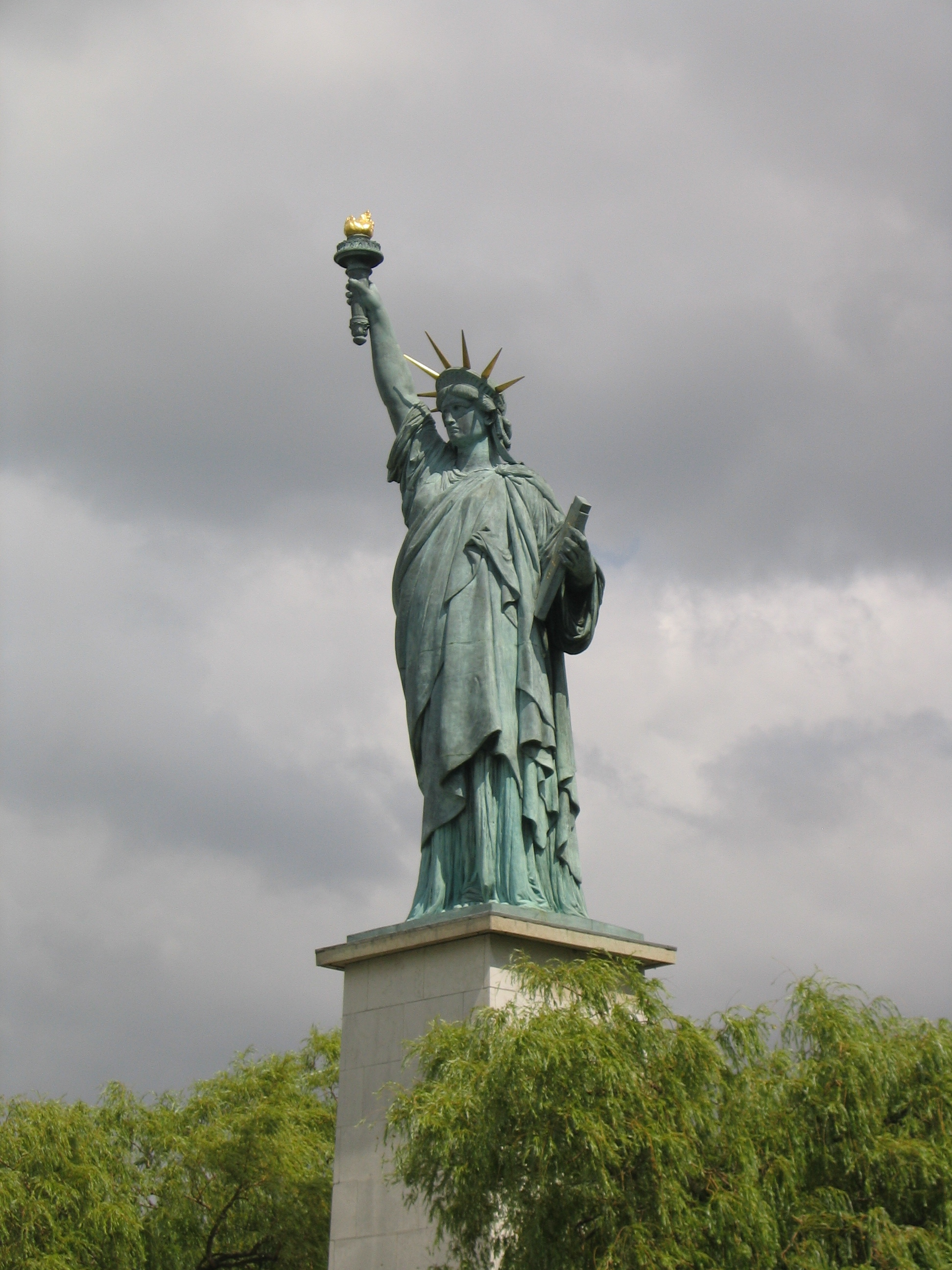
L'île aux cygnes, statue de la Liberté Frédéric Auguste Bartholdi.

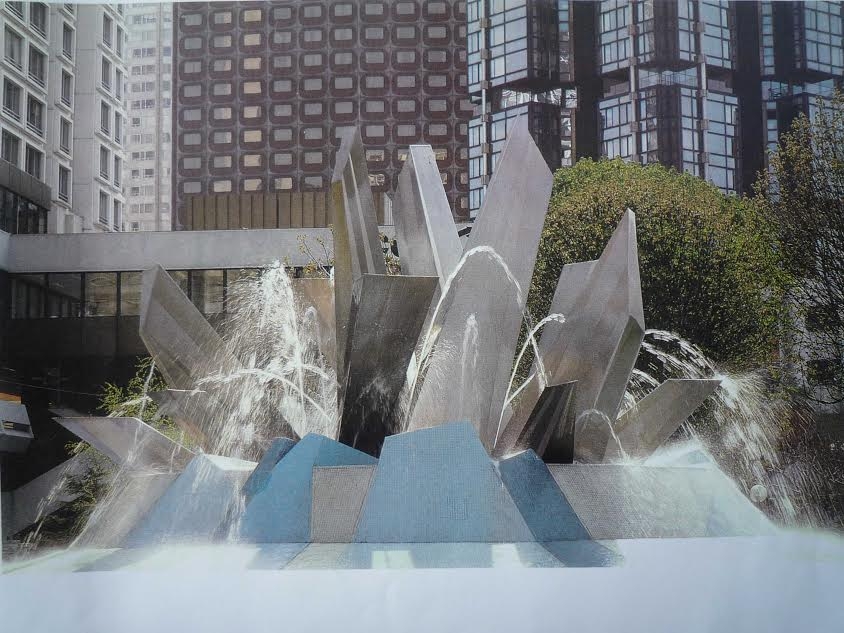
Cristaux par Jean-Yves Lechevallier, square Béla-Bartók.

- le parc Georges-Brassens, devant son nom au célèbre chanteur qui habitait le quartier, a remplacé les abattoirs de Vaugirard. Les vignes du parc produisent un vin du nom de Clos des Morillons, mis aux enchères chaque année au profit des œuvres sociales de l'arrondissement. Ses ruches participent chaque année à la production de miel dans l'arrondissement avec celles du toit du centre Beaugrenelle[67].

#### Les jardins
Jardins publics
- le jardin d'Alleray - Procession et le jardin d'Alleray
- le jardin Atlantique est situé au-dessus des quais de la gare de Paris-Montparnasse.
- le jardin Bargue-Platon
- le jardin des Cévennes
- le jardin du Grand-Pavois
- le jardin de l'Hôpital de Vaugirard
- le jardin de l'ancien hôpital Boucicaut
- le jardin d'immeubles du square Brancion
- le jardin des Mères-et-Grands-Mères-de-la-Place-de-Mai, ex-îlot des Trois Marches
- le jardin Nicole-de-Hauteclocque
- le jardin Pierre-Adrien-Dalpayrat

Jardins partagés
- Jardin « Aux p'tits oignons » (square des Cévennes)
- Jardi'âges (rue des Périchaux)
- Maison violette (rue Violet) et son AMAP
- Jardin « Fleurs de bitume » (square Pierre-Adrien Dalpayrat)
- Jardin de la Félicité (rue Paul-Barruel)
- Jardins de Beaugrenelle (toit du centre commercial)[68]

#### Les squares
- le square Adolphe-Chérioux
- le square d'Alleray - La Quintinie
- le square d'Alleray Labrouste-Saint-Amand
- le square Béla-Bartók
- le square Blomet, aujourd'hui Square de l'Oiseau lunaire en hommage à Joan Miró, et son boulodrome
- le square Carlo-Sarrabezolles
- le square Cambronne
- le square du Cardinal-Verdier
- le square Castagnary
- le square du Clos Feuquières
- le square Croix-Nivert/Convention (242 rue Lecourbe)
- le square du Docteur-Calmette
- le square Dupleix - Franck Bauer
- le square Duranton
- le square Félix-Faure
- le square Garibaldi
- le square Gerbert
- le square Jean-Cocteau
- le square Necker
- le square des Périchaux
- le square de la place du Commerce et son boulodrome
- le square de la place Étienne-Pernet
- le square Paul-Gilot
- le square Pablo-Casals
- le square de la Porte de la Plaine
- le square Saint-Lambert
- le square Violet

#### Les promenades
- la Petite Ceinture du 15e et le Passage de la Petite Ceinture entre les rues de Dantzig et Olivier-de-Serres, ce qui permet de traverser l'arrondissement d'est en ouest de l'hôpital Georges Pompidou au parc Georges Brassens.
- le square de la Place-des-Martyrs-Juifs-du-Vélodrome-d'Hiver.
- la promenade d'Australie.
- la promenade Gibran-Khalil-Gibran, anciennement promenade des quais de Grenelle et André-Citroën.
- l’allée des Cygnes permet de se promener sur l'île aux Cygnes, entre la statue de la Liberté au pont de Grenelle et le pont de Bir-Hakeim.

### Cinémas
- Chaplin Saint-Lambert (3 salles)
- Gaumont Aquaboulevard (14 salles)
- Gaumont Convention (9 salles) (rouvert le 26 mars 2016 après deux ans de fermeture pour reconstruction)
- Pathé Beaugrenelle (10 salles), design Ora-ïto

Parmi les salles dorénavant fermées :
- L'Arc en ciel, ancien Palace du Rond-Point, au 154 rue Saint-Charles[69]
- Bienvenuë Montparnasse, devenu le Grand Point Virgule en 2010.
- Le Grand Pavois, fermé en 2007, devenu un studio de synchronisation.
- Kinopanorama, fermé en 2002, devenu un centre de bien-être.
- MK2 Beaugrenelle, fermé en 2007 et détruit dans le cadre de la rénovation du centre commercial Beaugrenelle.
- Palace Croix-Nivert, fermé en 1983, mais toujours utilisé pour des manifestations privées.
- Studio Bertrand, fermé en 1986, toujours visible 29 rue du Général Bertrand, près de la rue de Sèvres.
- UGC Convention, fermé en 2005, détruit dans le cadre d'une opération immobilière.

### Salles de spectacles et théâtres

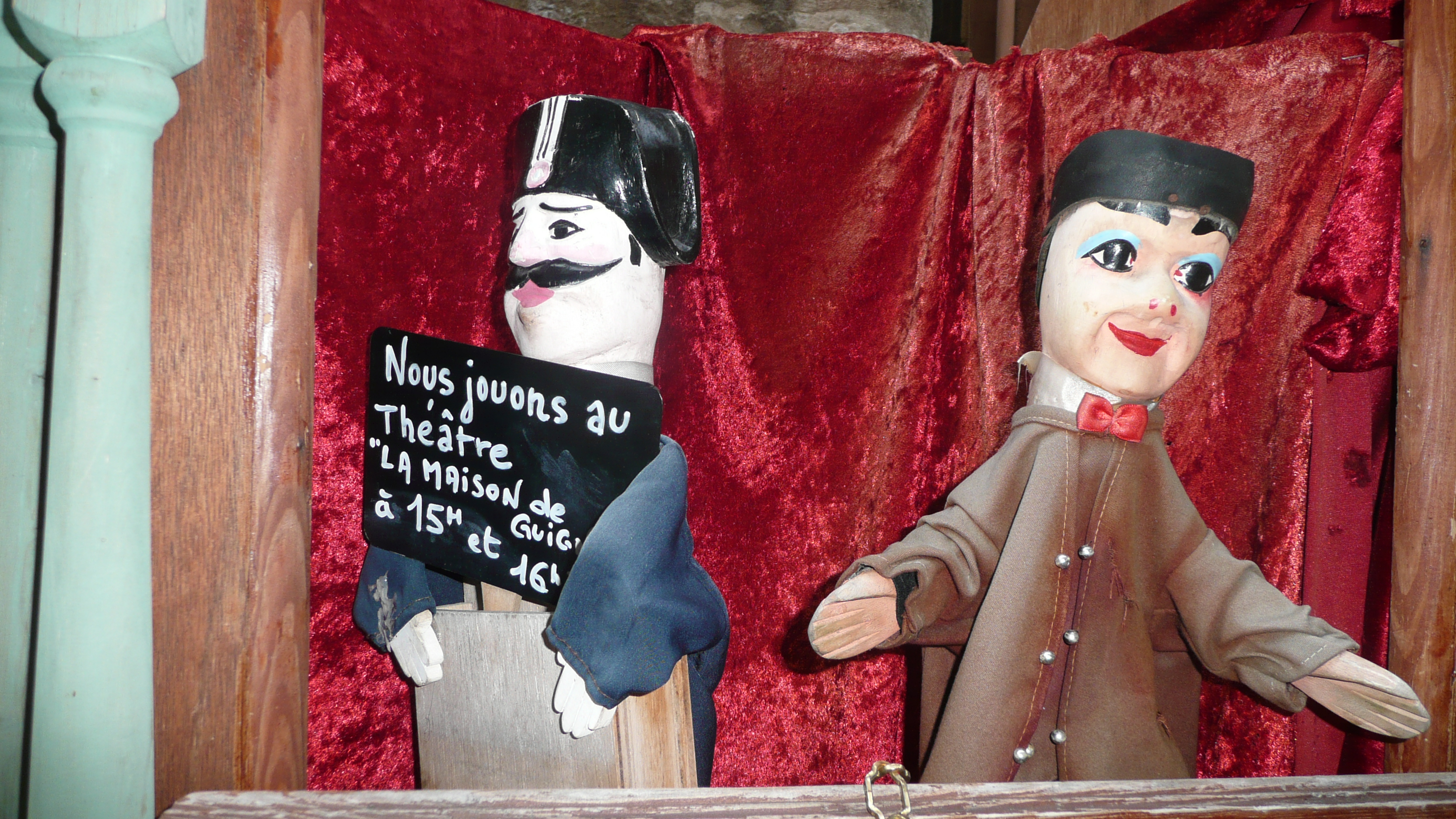
Guignol et gendarme.

Théâtre Monfort.

Hormis le Palais des sports, les théâtres de l'arrondissement restent dans la tradition des théâtres de poche, avec des salles de moins de 300 places.
- Palais des sports de Paris
- Bal Blomet, cabaret dansant
- Monfort-Théâtre, créée par Silvia Monfort, architecte Claude Parent
- Théâtre de la Plaine[70]
- Le Grand Point Virgule (anciennement cinéma Bienvenuë Montparnasse)[71]
- Théo Théâtre[72]
- Le théâtre Aire Falguière[73]
- La Comédie Tour Eiffel[74]
- Le théâtre du RisCochet[75]
- Le théâtre de marionnettes du parc Georges-Brassens[76]
- Le théâtre Guignol du square Saint-Lambert

### Autres spectacles
- France Télévisions
- Le bateau-studio de l'émission Thalassa
- Le plateau du Grand Journal de Canal+
- Le plateau de Quotidien de TMC
- Pour l'achat de places de spectacle à prix intéressant : Le Kiosque Montparnasse[77],[78]

### Bustes et monuments

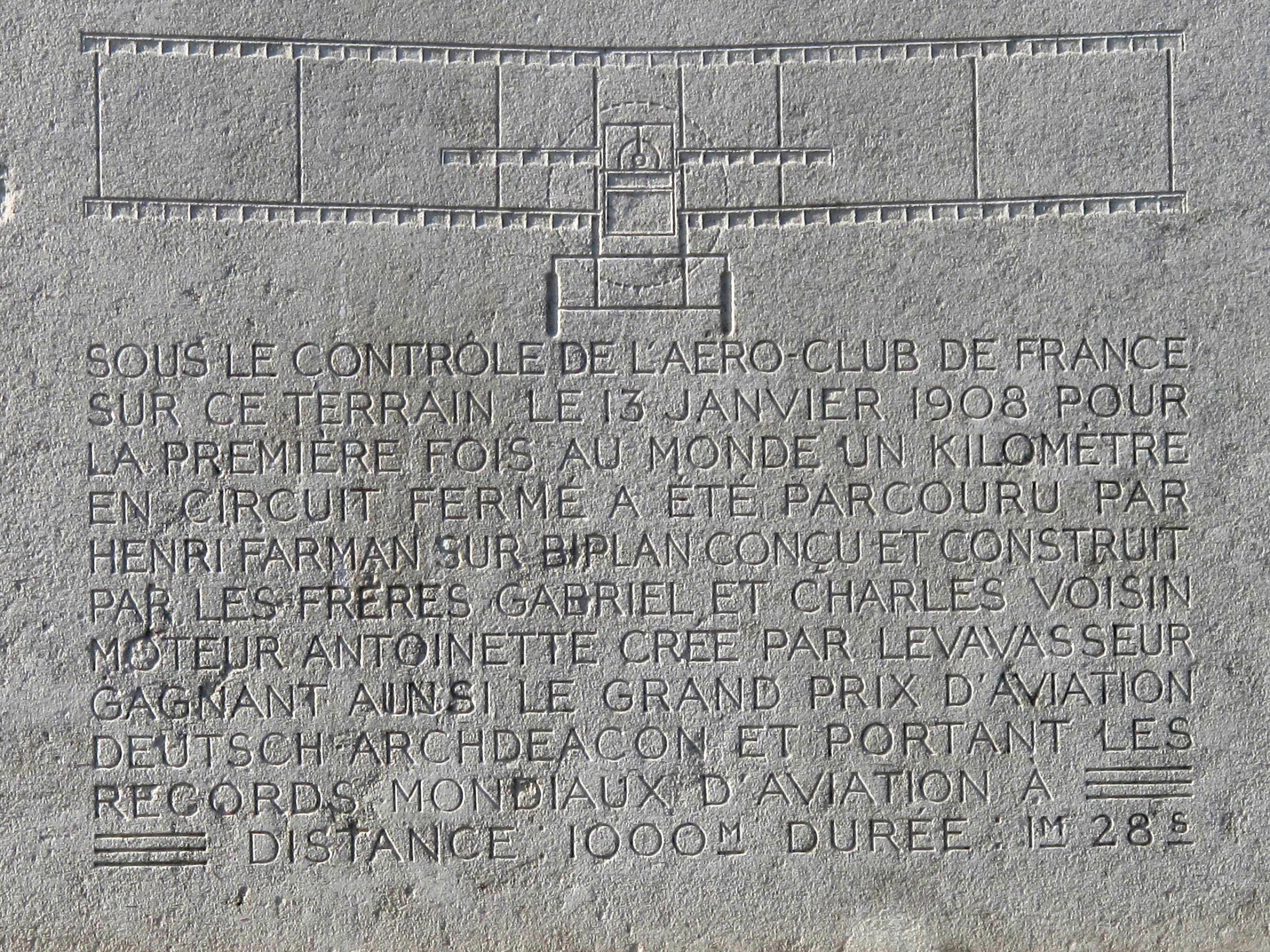
Mémorial Henri Farman face à l'Héliport.

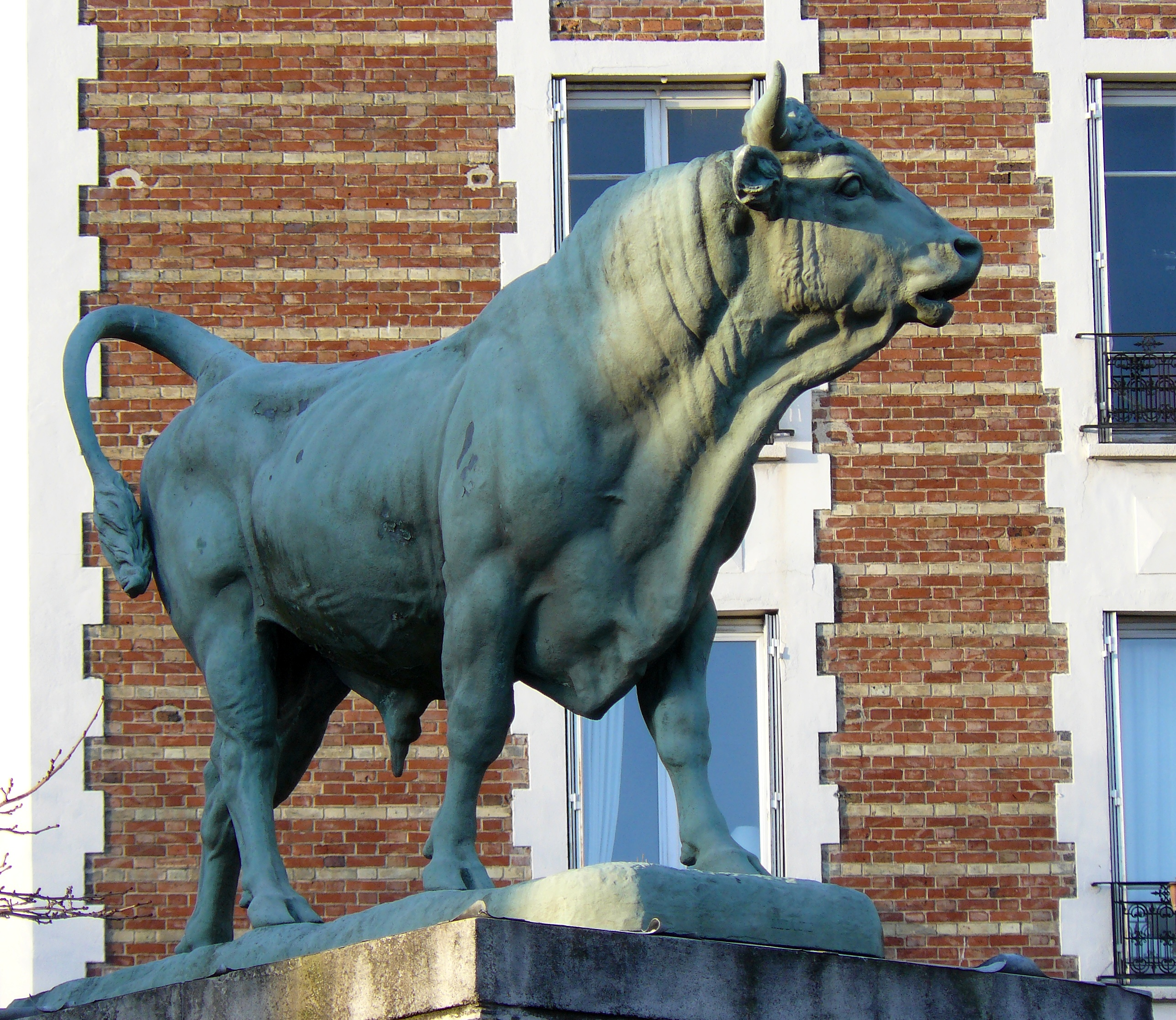
Les Taureaux du parc Georges-Brassens.

- Buste d'André Citroën dans le jardin du même nom, à l'entrée faisant face à l'hôpital européen Georges-Pompidou.
- Monument à Henri Farman, face à l'entrée de l'héliport de Paris - Issy-les-Moulineaux. Le monument honore également les frères Charles et Gabriel Voisin.
- Monument aux Morts, place Hubert-Monmarché.
- Sculpture en bronze : Carpeaux au travail d'Antoine Bourdelle sur le parvis de la mairie.
- Plaque commémorative aux fusillés du stand de tir de Balard, avenue de la Porte-de-Sèvres.
- Le square Adolphe-Chérioux s’orne de deux statues en pierre :
  - la Maternité, d’Alphonse-Amédée Cordonnier (1848-1930)
  - l’Histoire inscrivant le centenaire d’Émile-François Chatrousse (1829-1896).
- Le parc Georges Brassens est décoré de deux statues animalières (L'Âne de François-Xavier Lalanne, et Les Taureaux[79] d'Isidore Bonheur, transférés du Trocadéro[n 2]), du Porteur de viande d'Albert Bouquillon en référence aux anciens abattoirs de Vaugirard et d'un buste de Georges Brassens d'André Greck.
- Monument de la place des Martyrs-Juifs-du-Vélodrome-d'Hiver.
- Le square Saint-Lambert est décoré de plusieurs statues :
  - Un bronze représentant deux oursons jouant (Victor Peter), visible de la rue du Docteur-Jacquemaire-Clemenceau
  - Chien-loup, sculpture en pierre de René Paris (1928).
  - Un bas-relief d’Auguste Guénot, derrière le théâtre.

### Ateliers d’artistes

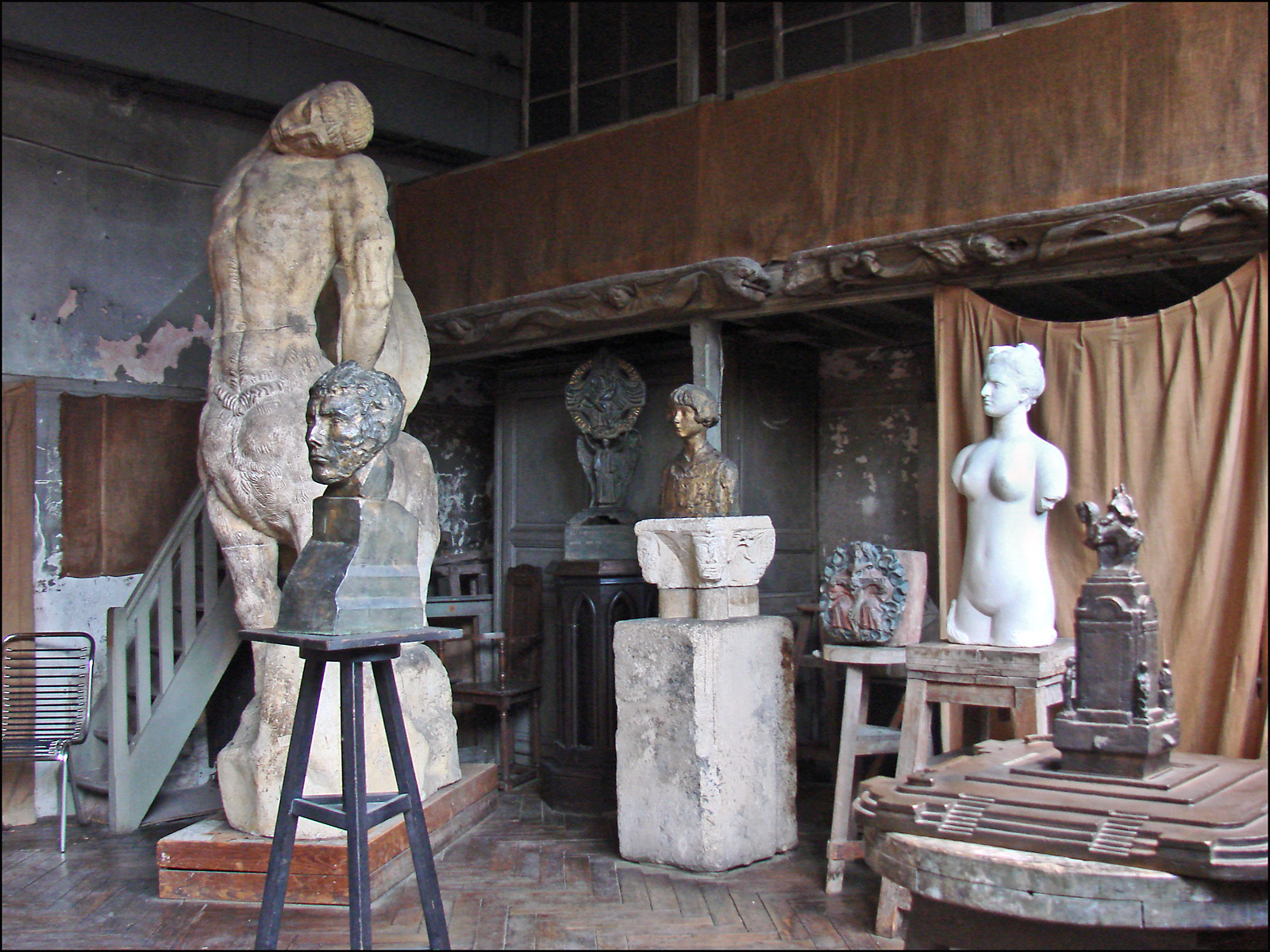
L'atelier d'Antoine Bourdelle.

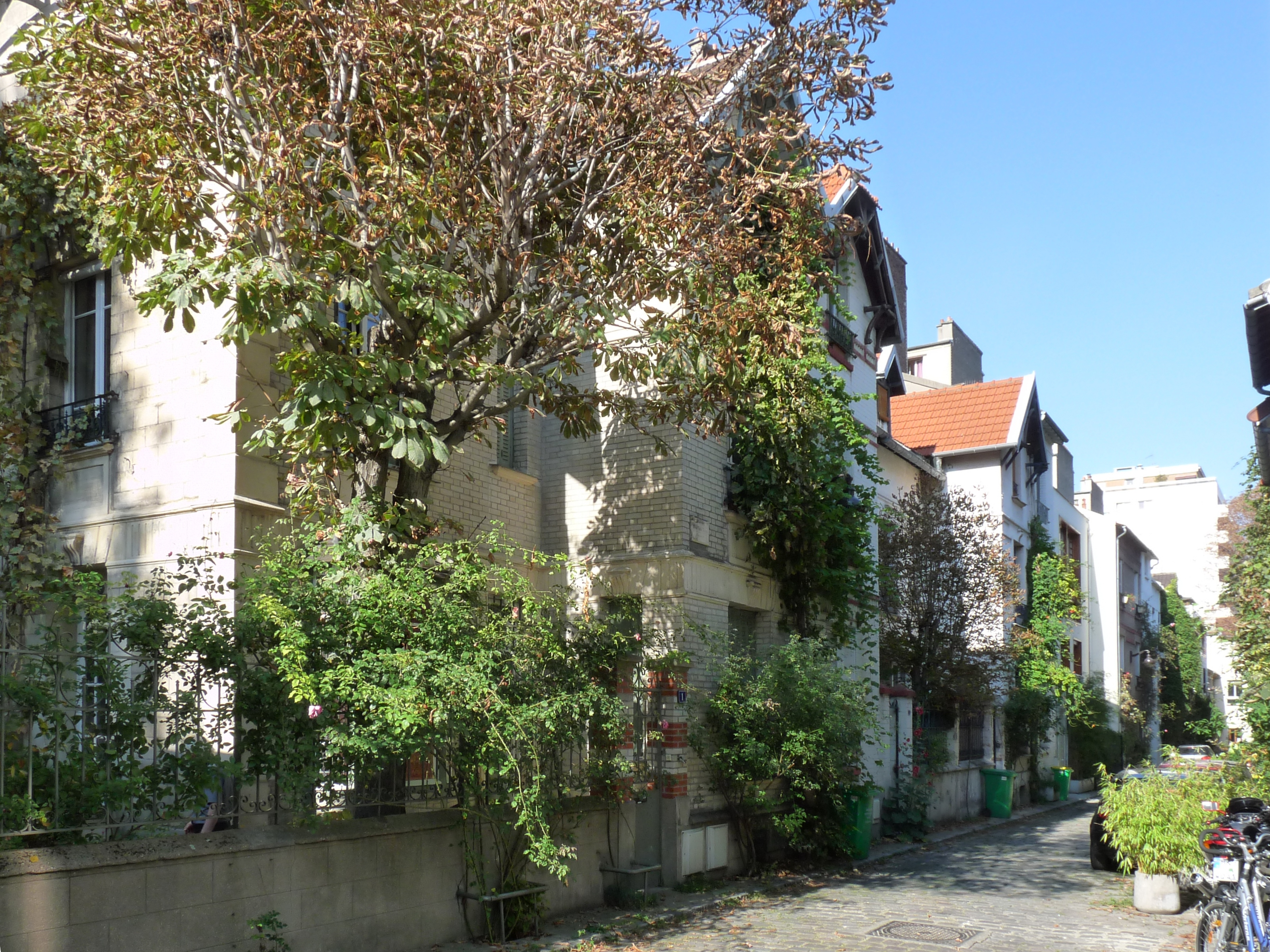
Villa Santos-Dumont.

L’arrondissement contient un nombre significatif d’ateliers d’artistes. Selon leur époque de construction, ceux-ci sont de deux types :
- un atelier dans une maison individuelle ou une villa ;
- un ou plusieurs ateliers dans des immeubles collectifs. De nombreux ateliers ont ainsi été construits dans les années 1930.

Quelques exemples :
- villa Santos-Dumont
- La Ruche, rassemblant une vingtaine d'ateliers encore actifs.
- square Desnouettes, au 4 et 4bis, 25 ateliers dans deux immeubles des années 1930.
- immeubles avec plusieurs ateliers : boulevard Lefebvre, 81, 197 et 251 rue Lecourbe, 86 rue des Entrepreneurs, 11 rue Daniel-Stern, 8 rue Dombasle
- immeubles avec un atelier : 89 avenue Félix-Faure, boulevard Victor (en face du bâtiment des Frères Perret et à l’aplomb de la station de métro Balard), 10 et 12 rue Pierre-Mille, 21 rue Victor-Duruy (curieusement orienté au sud-ouest), 48 rue de l'Abbé-Groult, 55 et 125 rue Blomet, 21 rue Copreaux, 14 rue Thiboumery,
- Plus récemment, les anciens Bains-Douches de la rue Castagnary accueillent le collectif d'artistes La Main, grâce à un partenariat avec la municipalité[80].

### Éducation
Le 15e arrondissement est bien doté en crèches (deux nouvelles crèches ont récemment ouvert dans l'enceinte de l'Hexagone Balard) et en écoles maternelles y compris bilingue et Montessori, ainsi qu'en établissements d'enseignement primaire, secondaire, professionnel et adapté, tant publics que privés sous contrat ou hors contrat.
On trouve aussi des établissements d'enseignement supérieur et/ou professionnel, publics et privés.

#### Enseignement primaire et secondaire

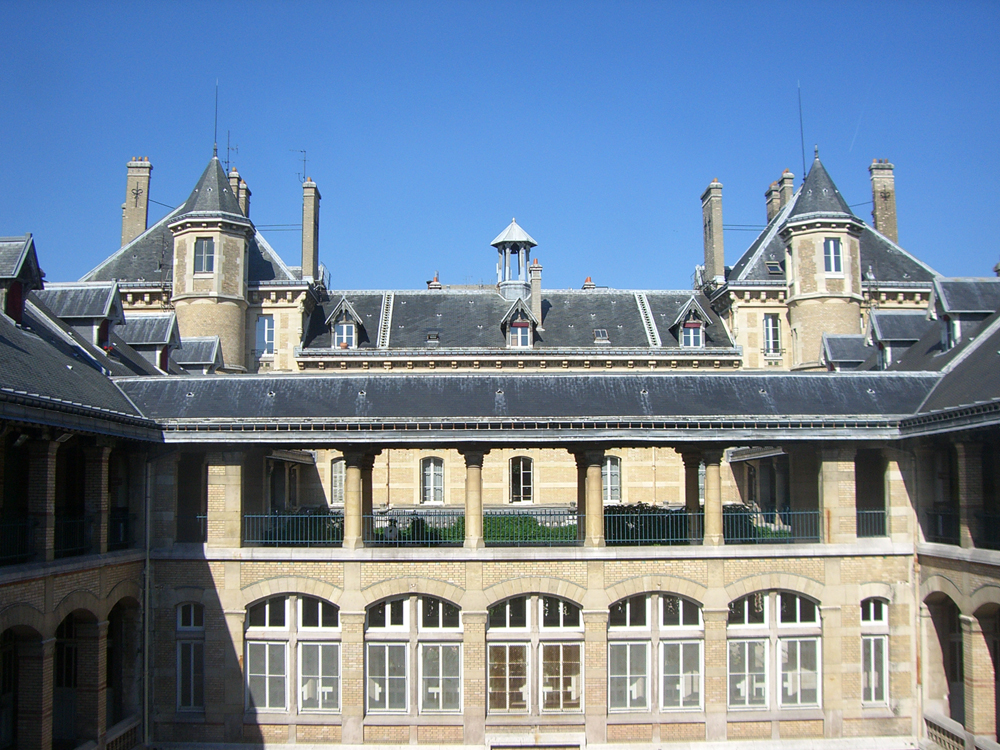
Lycée Buffon.

- Lycée autogéré de Paris (public, expérimental)
- Lycée Buffon (public, général, plus classes préparatoires)
- Lycée Camille-Sée (public, général) et Option internationale du baccalauréat
- Lycée Blomet, École Normale Catholique (privé sous contrat, plus classes préparatoires)
- Lycée Sainte Elisabeth (privé sous contrat)
- Lycée Régional du Bâtiment et des Travaux Publics Saint-Lambert (public)
- Lycée Saint-Nicolas (privé sous contrat)
- Lycée Louis Armand (public, polyvalent)
- Lycée Brassai (public, polyvalent)
- Lycée Fresnel (public, général et technologique, préparation BTS)
- Lycée Roger Verlomme (public, technique)
- Lycée professionnel Claude Anthime Corbon (public)
- Lycée Beaugrenelle (public, professionnel)
- Lycée Léonard de Vinci (public, polyvalent)
- Établissement régional d'enseignement adapté Alexandre Dumas (public)
- Collège Guillaume Apollinaire (public, général et section enseignement adapté)
- École Internationale bilingue -EIB- (Victor Hugo School)
- École et internat primaire Saint Charles (privé sous contrat)
- École active bilingue Jeannine-Manuel (privé sous contrat) avec Option internationale du baccalauréat
- École Diwan - bilingue breton (privé sous contrat)
- École Georges Gusdorf (privé hors contrat)

(liste non exhaustive)

#### Enseignement supérieur, professionnel et recherche

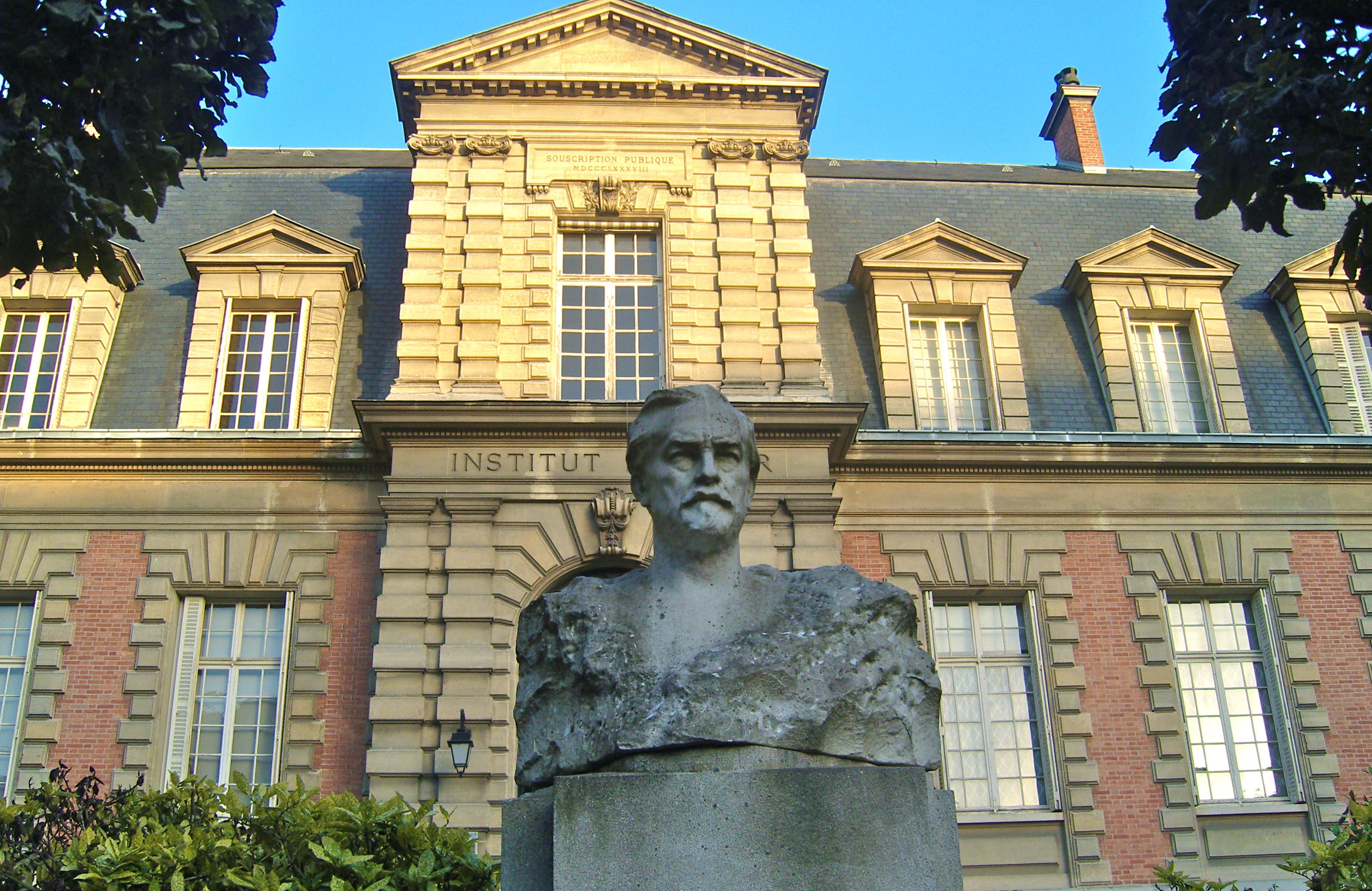
Musée et Institut Pasteur.

- École nationale du génie rural, des eaux et des forêts (Grande école)
- École nationale supérieure des arts appliqués et des métiers d'art (Grande école)
- Le centre d'enseignement de l'Institut Pasteur[86]
- Université Panthéon-Sorbonne - Centre Saint-Charles - Arts plastiques[87]
- Faculté de médecine de Paris, site Necker-enfants malades
- Laboratoire de Phonétique et Phonologie (en) (LPP), Laboratoire du CNRS, affilié à l'université Sorbonne Nouvelle - Paris 3 ; (recherches cliniques à l'hôpital européen Georges-Pompidou, service ORL)
- Université Panthéon-Assas - Centre Vaugirard[88]
- Institut supérieur d'optique
- IFAM (Institut Franco-Americain de Management) Business school[89]
- Écoles de Condé (Écoles privées d'Art)
- ECE Paris (École centrale d'électronique)
- École supérieure du commerce extérieur
- ESRA Paris, École de cinéma
- Intuit Lab Paris (en) (École de communication visuelle)
- Novancia, École de commerce
- ESPI (École supérieure des professions immobilières)
- EIML (École internationale du management du luxe)
- Schiller International University[90]
- Boston University (study abroad)[91]
- L'École internationale de cuisine, le Cordon Bleu[92]
- H3 Hitema[93]

### Bibliothèques, librairies, conservatoires de musique et patronages
- Bibliothèques municipales Andrée-Chedid[94], Gutenberg[95], Marguerite-Yourcenar[96], Vaugirard[97]
- Plusieurs bibliothèques pour tous Abbé-Groult, Cadix, Cauchy, Croix-Nivert, Sèvres-Breteuil
- La bibliothèque sonore de Paris[98]
- Librairie Le Divan du Groupe Gallimard, partenaire du Salon Paris se Livre[99]
- Le Conservatoire municipal Frédéric Chopin de Musique, Danse et Art Dramatique
- D'autres écoles et académies de musique dans l'arrondissement[100]
- Les kiosques à musique des squares Violet, Adolphe Chérioux, Necker, Commerce et Brassens s'animent pendant l'été à partir de la Fête de la musique.
- L'arrondissement dispose aussi de deux patronages laïques, le Patronage Laïque du 15e – Maison Pour Tous, et le Patronage Laïque Jules Vallès[101],[102], ainsi qu'un patronage catholique à la paroisse Notre-Dame-de-Nazareth, rue Lecourbe.

### Marchés et commerces

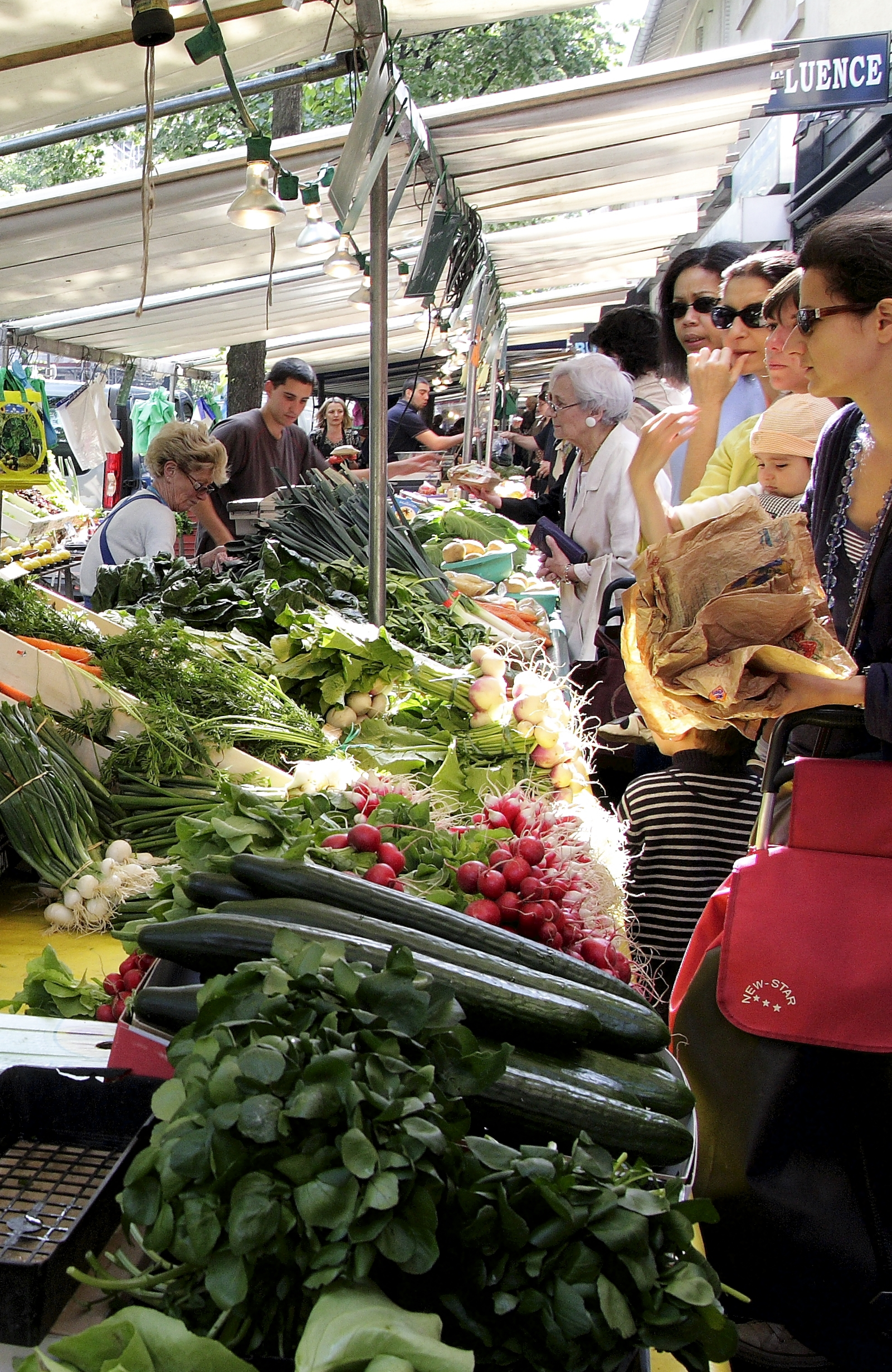
Marché Convention.

- Cervantès (mercredis et samedis matin)[103]
- Convention (mardis, jeudis et dimanches matin)[104]
- Georges-Brassens (vendredis après-midi)[105]
- Grenelle (mercredis et dimanches matin)[106]
- Lecourbe Vasco de Gama (mercredis et samedis matin)[107]
- Lefèbvre (mercredis et samedis matin)[108]
- Saint-Charles (mardis et vendredis matin)[109]
- Marché du livre ancien et d'occasion (samedi et dimanche)[110]
- Village suisse, « antiquités », sur le site de la grande roue de Paris.

Les rues commerçantes sont principalement les rues du Commerce (avec son Café du Commerce), Saint-Charles (village Saint-Charles), Lecourbe ainsi que la rue des Entrepreneurs. Le tronçon de la rue Vaugirard traversant le 15e arrondissement est également très commerçant.
L'arrondissement dispose aussi du centre commercial Montparnasse Rive gauche avec ses Galeries Lafayette Montparnasse et du centre commercial Beaugrenelle (ouvert 7/7).

### Santé
- Hôpital européen Georges-Pompidou
- Hôpital Saint-Michel (privé)
- Hôpital Necker-Enfants malades
- Institut Pasteur
- Clinique Blomet[113]
- Clinique Alleray-Labrouste
- Hôpital Vaugirard - Gabriel-Pallez (APHP, gériatrie)
- Hôpital Saint-Jacques (privé)
- Hôpital Cognacq-Jay (privé à but non lucratif)
- Hôpital de jour, Elan retrouvé, Centre Françoise-Gremy[114]
- Hôpital de jour - CATTP (pôle surdité), rue Tisserand
- Maison médicale Jeanne-Garnier[115]
- Maternité Sainte-Félicité
- PariSanté Campus

Pour les pharmacies, les dentistes ou vétérinaires voir le guide G15.

### Cimetières
- Cimetière de Grenelle
- Cimetière de Vaugirard où reposent, le président assassiné Paul Doumer, Hector Bianciotti et Jean Lartéguy, entre autres.

### Sports
- Piscines publiques : 

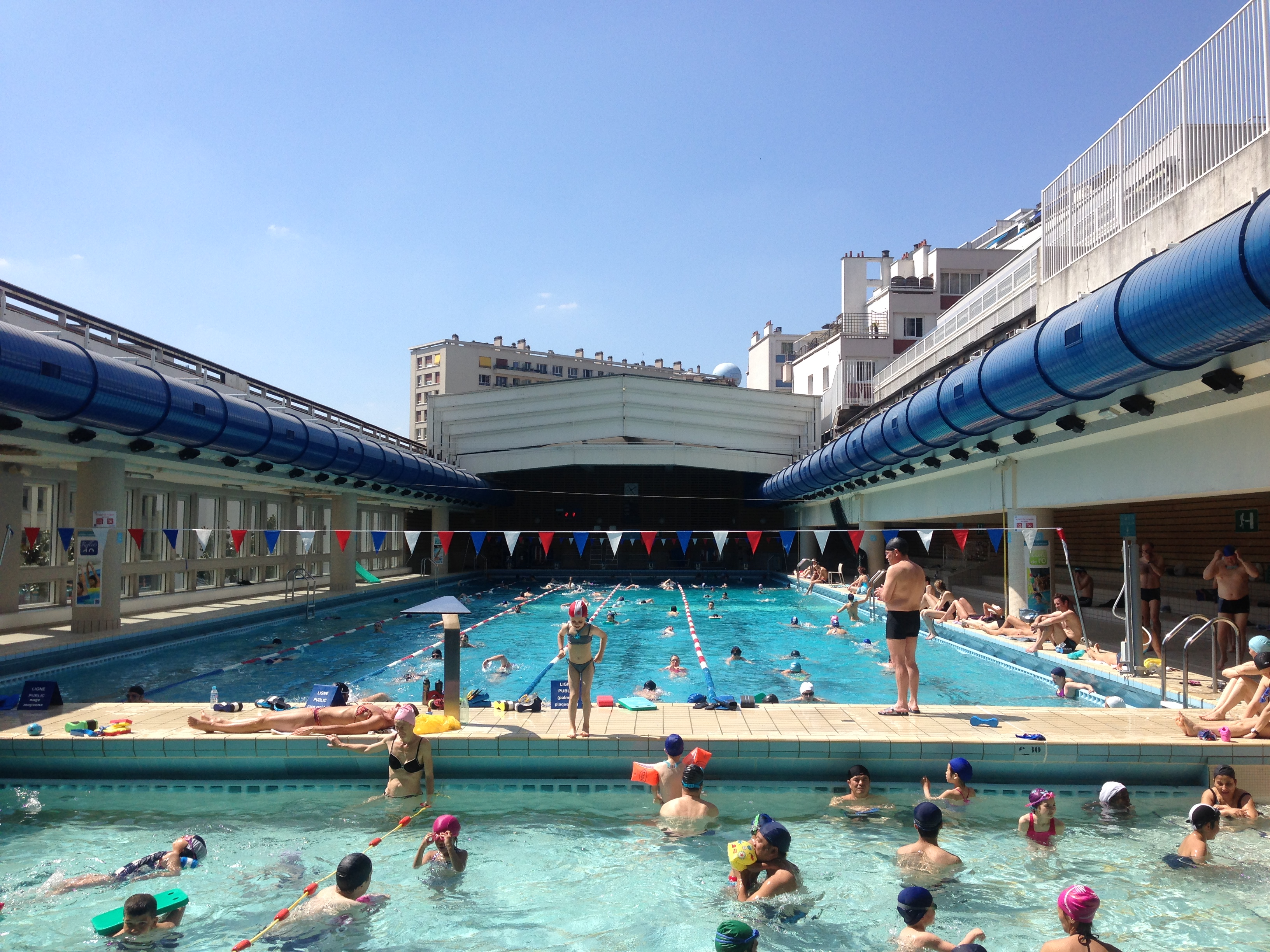
Piscine Keller.

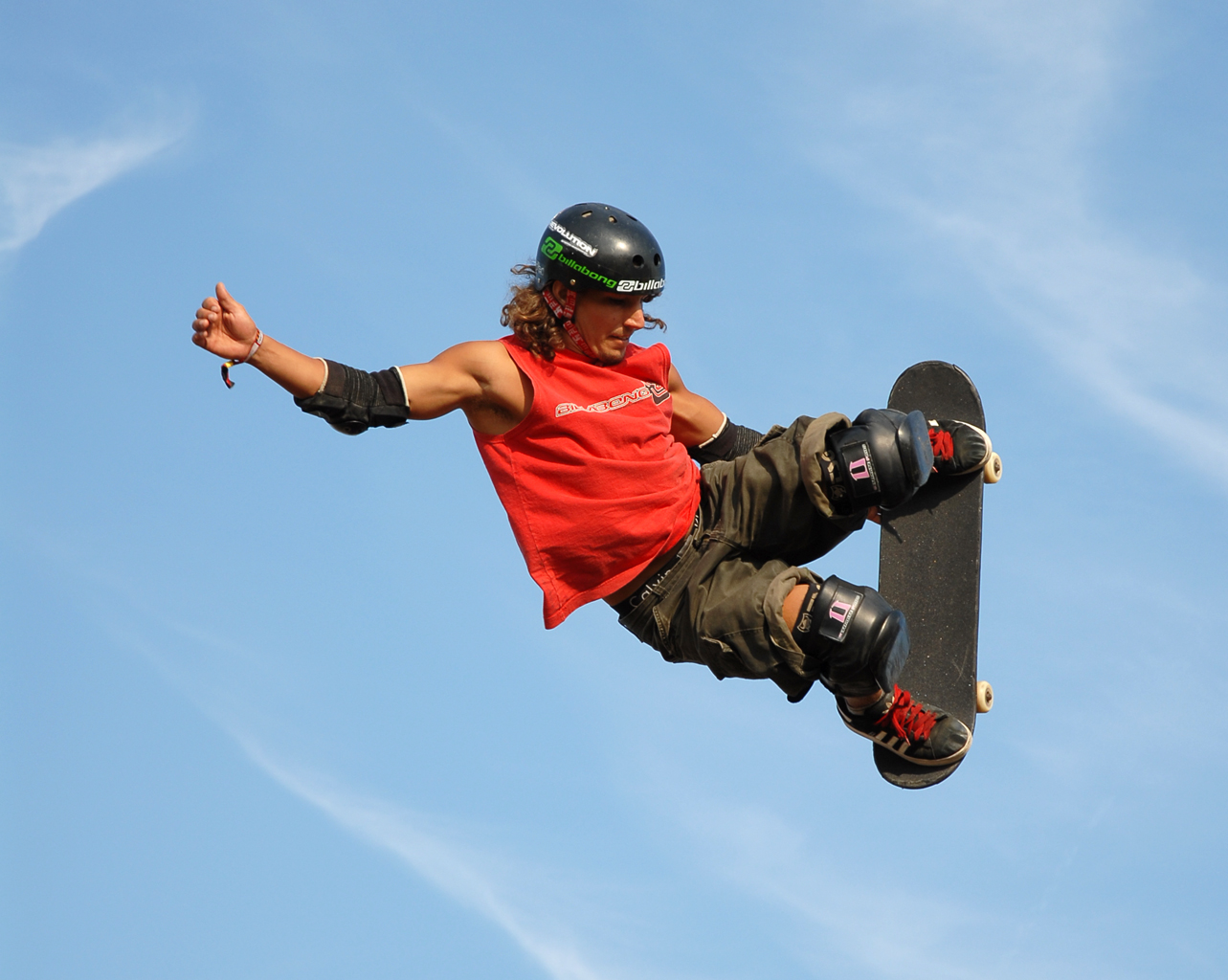
Skateboarding.

  - Piscine Émile-Anthoine (9 rue Jean-Rey, métro Bir-Hakeim)
  - Piscine Armand-Massard (66 boulevard du Montparnasse, métro Montparnasse-Bienvenüe) ;
  - Piscine Blomet (17 rue Blomet, métro Volontaires) ;
  - Piscine Keller, traitée à l'ozone et semi-couverte, (14 rue de l'Ingénieur-Robert-Keller, métro Charles-Michels) ;
  - Piscine René-et-André-Mourlon (19 rue Gaston-de-Cavaillet, métro Charles-Michels) ;
  - Piscine de la Plaine (13 rue du Général-Guillaumat, métro Porte de Versailles) ;
  - Piscine Balard (5bis avenue de la Porte-deSèvres) ;
- Aquaboulevard (centre ludique et sportif)
- Gymnases : Vaugirard, Cévennes, Saint-Lambert - Croix-Nivert - Falguière
- Courts de tennis : 7 centres municipaux ; Atlantique, La Plaine, Suzanne-Lenglen, Croix-Nivert, Charles-Rigoulot, La Sablonière et René-et-André-Mourlon[117] et clubs privés tels Tennis de la cavalerie[118] et Cheminot-Vaugirard[119],[120] (comprend un boulodrome)
- Bowling Front de Seine
- Boules et pétanque : Charles-Rigoulot et Suzanne-Lenglen ainsi que dans le square de la place du Commerce. Association Les Amis Les Gones, terrain de pétanque, 10 rue Gaston-Boissier, sur l'arrière de l'église Saint-Antoine de Padoue
- Escalade : ESC 15[121]
- « Skateboarding » : Beaugrenelle et gare Montparnasse[122]
- Escrime[123] et Boxe[124]
- Squash[125]
- Arts martiaux : le dojo de Grenelle[126]
- Clubs et salles de sports[127]

#### Stades
- Porte de la Plaine
- Suzanne-Lenglen
- Centre sportif Émile-Anthoine
- Stade Charles-Rigoulot

#### Championnats et rencontres sportives
Lors des Jeux olympiques d'été de 1924, les épreuves de lutte, de boxe et d'haltérophilie se sont déroulées dans le 15e.

Le 15e a accueilli les Championnats de France de danse historique de 2013 à 2020.
A l'occasion des Jeux Olympiques et Paralympiques de 2024, les épreuves de handball et de tennis de table auront lieu à Paris Expo Porte de Versailles.

### Institutions caritatives, lieux de culte et congrégations
- Ordre souverain de Malte[128]
- Ordre hospitalier de Saint-Jean-de-Dieu[129]
- Sœurs hospitalières du Sacré-Cœur de Jésus
- Le Conseil français du culte musulman (CFCM) est situé rue Lecourbe
- Bagagerie d'Antigel, aide aux sans-abri[130]

Lieux de culte chrétien
- Églises catholiques :
  - Église Notre-Dame-de-l'Arche-d'Alliance
  - Église Notre-Dame-de-la-Salette
  - Église Notre-Dame-de-Nazareth
  - Église Saint-Antoine-de-Padoue
  - Église Saint-Christophe-de-Javel

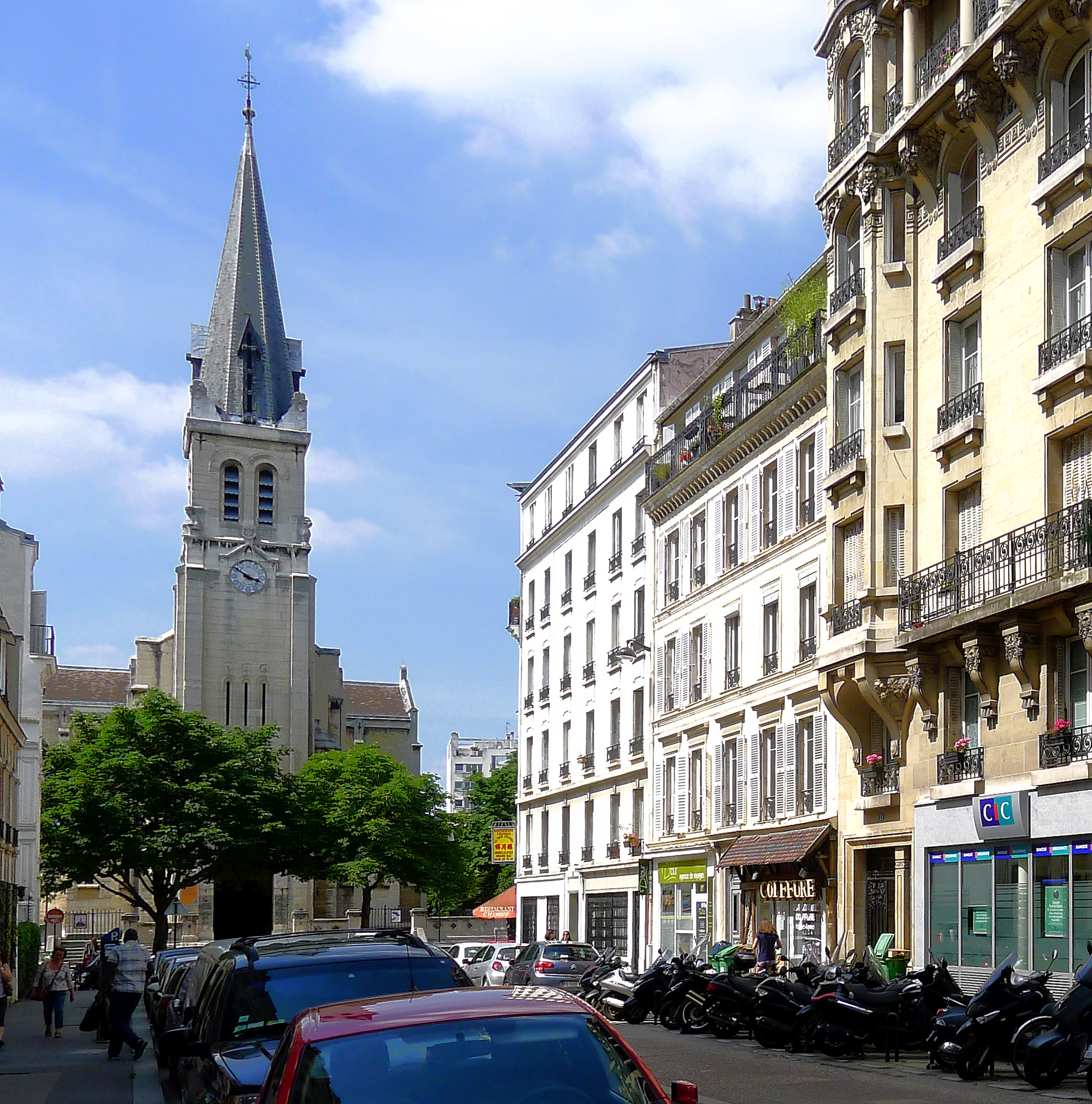
Saint-Lambert de Vaugirard, rue Gerbert.

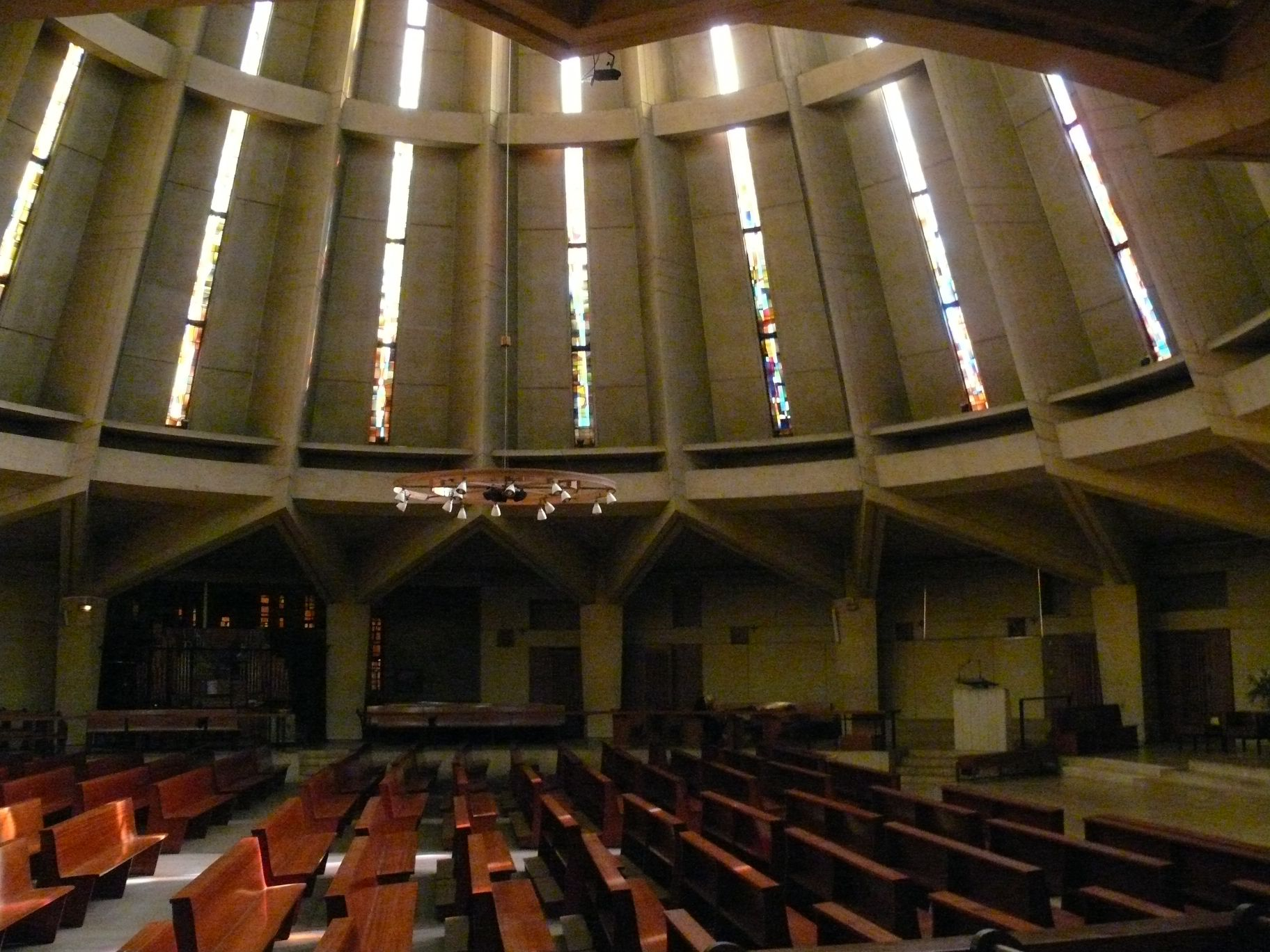
Église Notre-Dame-de-la-Salette, rue de Cronstadt.

  - Église Saint-Jean-Baptiste de Grenelle
  - Église Saint-Jean-Baptiste-de-La-Salle
  - Église Saint-Lambert de Vaugirard (le parvis de l’église Saint-Lambert a servi de cadre au film de François Truffaut, La mariée était en noir)
  - Église Saint-Léon
  - Chapelle Notre-Dame-du-Lys.
  - Chapelle Saint-Bernard-de-Montparnasse
  - Chapelle néo-gothique de la clinique Blomet
  - Église Sainte-Rita, (menacée de démolition)[132]
  - Chapelle de l'ancien hôpital Boucicaut, restaurée mais non affectée
  - Maison Saint-Charles, chapelle des Sœurs Dominicaines de la Présentation, 310 rue Vaugirard
- Lieux de culte protestant :
  - Église évangélique de Paris XV (Assemblées de Dieu de France)
  - Église protestante évangélique Paris Beaugrenelle C.A.E.F
  - Église luthérienne de la Résurrection
  - Église protestante luthérienne du Saint-Sauveu, membre de l'Église luthérienne - Synode du Missouri
  - Foyer de Grenelle (Mission populaire évangélique de France)
- Églises orthodoxes :
  - Cathédrale des Trois-Saints-Docteurs de Paris
  - Église Saint-Séraphin-de-Sarov de Paris
  - Présentation de la Sainte Vierge au Temple
  - Église géorgienne Sainte-Nino
  - Église de la Présentation de la Très Sainte Mère de Dieu au Temple

Lieux de culte judaïque
- - Synagogue Chasseloup-Laubat
  - Association Consistoriale Israélite de Paris
  - Synagogue Beth Loubavitch
  - Synagogue Beaugrenelle, du Judaïsme en mouvement)

Lieux de culte musulman
- - Mosquée de la Miséricorde
  - Salle de prière de la Ligue islamique mondiale[133]
  - Salle de prière du 122 rue Falguière

Congrégations
- Congrégation des Sœurs du Christ, rues Mathurin-Régnier et des Volontaires
- Congrégation de Notre-Dame, rue de la Croix-Nivert
- Congrégation des Petites Sœurs de l'Assomption, rue Violet
- Congrégation Notre-Dame des Anges, rue de Vaugirard
- Franciscaines missionnaires de Notre-Dame, rues Dombasle et de la Convention
- Sœurs de Saint-Paul de Chartres, rue Violet
- Oblates de l'Assomption, rue Lecourbe
- Centre jésuite Pierre Fabre, rue Blomet
- Congrégation des Religieux de Saint-Vincent de Paul, rue Lecourbe

### Autres équipements
- La Ruche (cité d'artistes)
- Réservoir de Grenelle, rue de l'Abbé-Groult
- Atelier de maintenance RATP de Javel, rue Duranton
- Atelier de maintenance RATP de Vaugirard, rue de la Croix-Nivert
- Dépôt d'autobus Croix-Nivert, rue Charles-Lecocq
- La cheminée du Front-de-Seine
- Sous-station et transformateur EDF, rue Farman
- Le centre d’examen du permis de conduire de la rue La Quintinie
- FCGE cartes grises-Paris, rue Pérignon[134]

### Revenus de la population et fiscalité
En 2011, le revenu fiscal médian par ménage était de 37 839 €, ce qui place le 15e arrondissement au 8e rang parmi les 20 arrondissements de Paris.
Selon l'Observatoire des inégalités, le 15e arrondissement de Paris est l'une des communes abritant la population aux plus hauts revenus de France. Le 15e arrondissement de Paris se classe au 19e rang des communes de plus de 20 000 habitants en France où « les riches sont les plus riches » avec un niveau de vie annuel (revenus après impôts pour une personne seule) minimum des 10 % les plus riches de 68 460 euros en 2019.

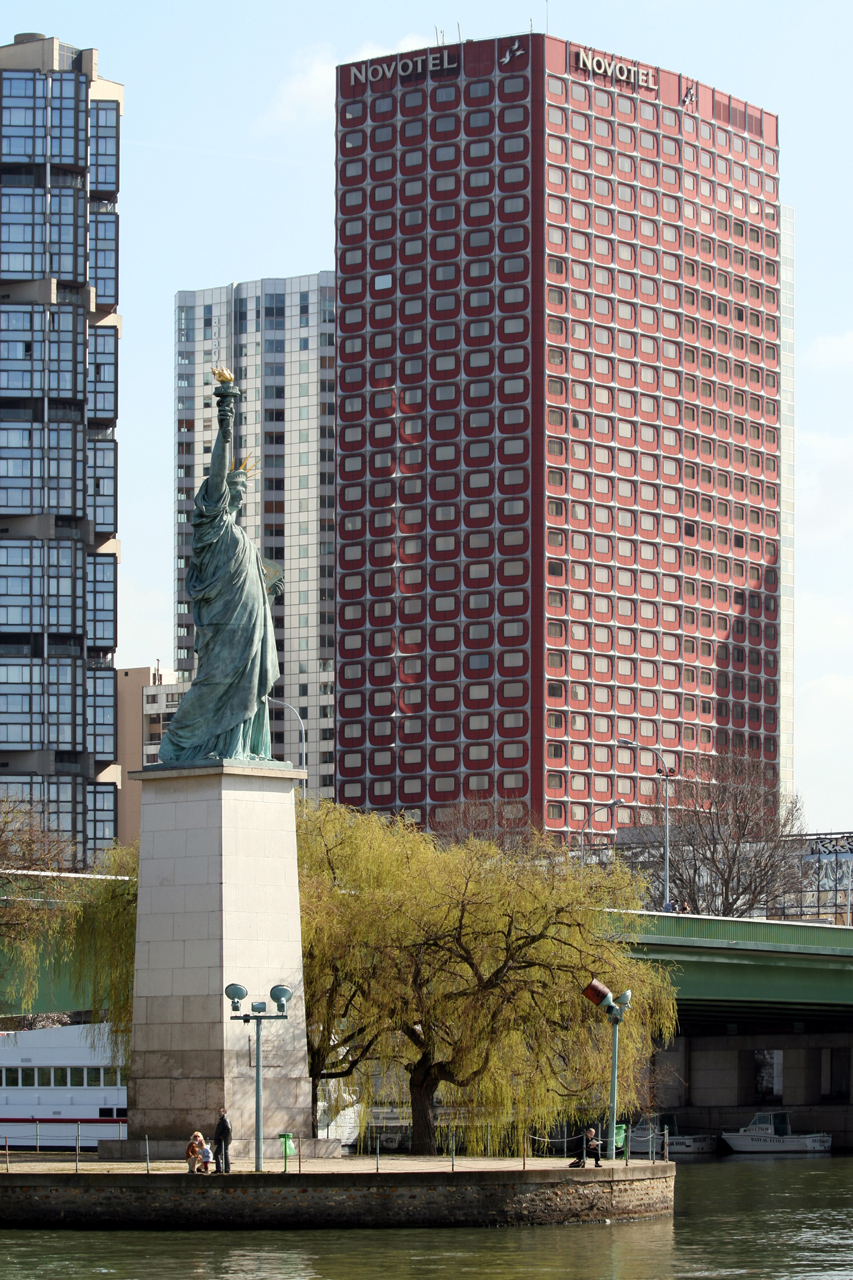
Hôtel Novotel (par Rémi Jouan).

## Tourisme
L'arrondissement est d'une part le lieu d'un tourisme d'affaires, drainé d'abord par Paris Expo, porte de Versailles, qui attire environ six millions de visiteurs par an, tous salons confondus et ensuite, par la présence de salles de congrès et conférences telles Planète Equinoxe, Paris IUC espace congrès ou CAP 15 (Centre international d'affaires, de congrès et de réception).
Par ailleurs, les pôles d'attraction comme le belvédère sur la Seine que constituent le secteur du Front-de-Seine, son centre commercial Beaugrenelle, ses vues sur la statue de la Liberté et la tour Eiffel (toute proche), le développement progressif des escales et croisières privées ou collectives au port de Javel-Haut, le passé historique de l'arrondissement avec son musée de la Résistance nationale, son passé artistique du côté de Montparnasse et ses musées Bourdelle et Mendjisky, le rayonnement mondial de l'Institut Pasteur, l'intérêt architectural de certains immeubles discrets, ses infrastructures hôtelières diversifiées (Novotel, Pullman, Mercure ou de charme) mais offrant souvent des vues dégagées sur la capitale ; tous ces atouts font que le 15e participe, à l'économie touristique de Paris.

## Représentation du15earrondissement

### Le15earrondissementau cinéma

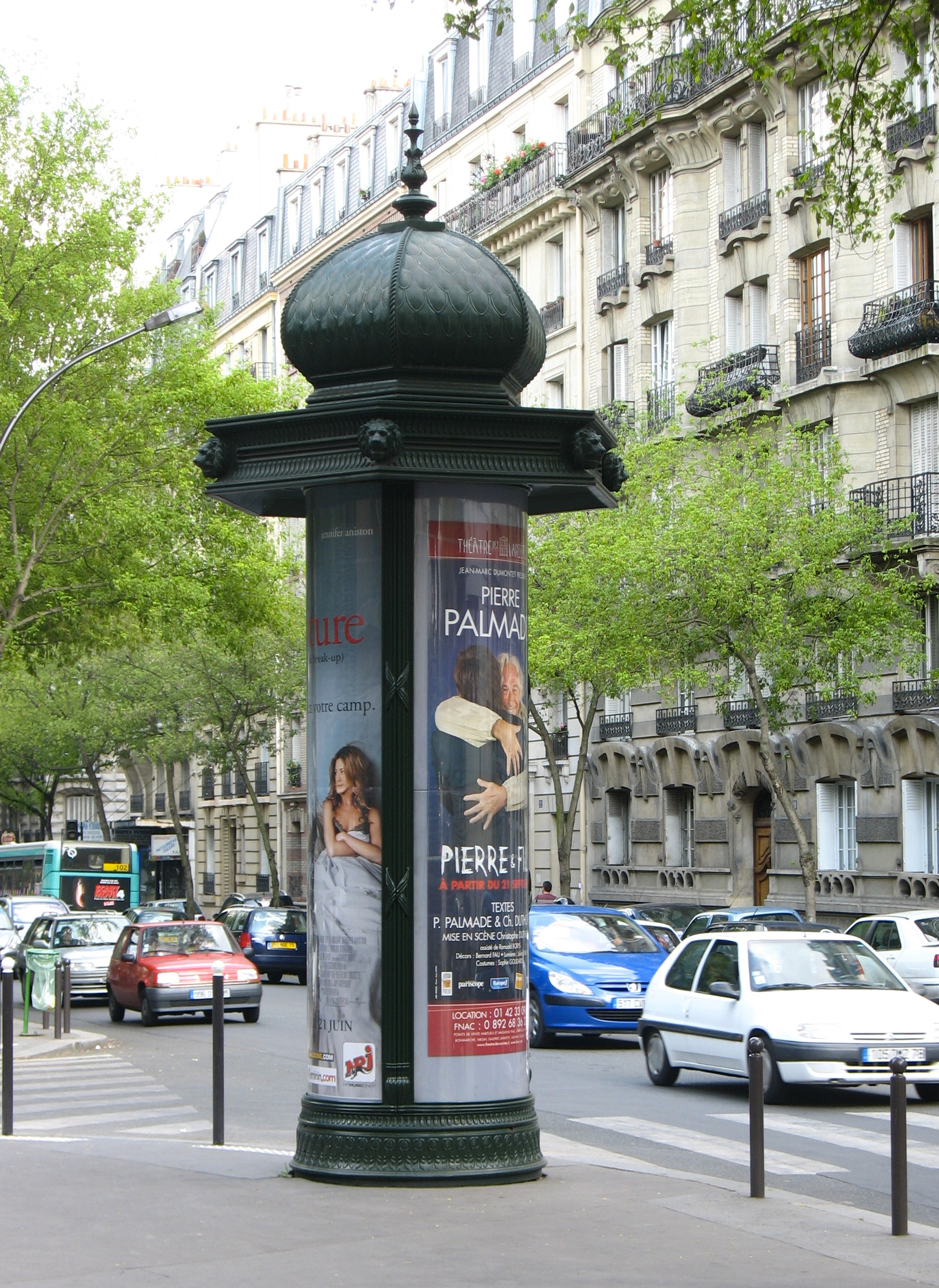
Colonne Morris.

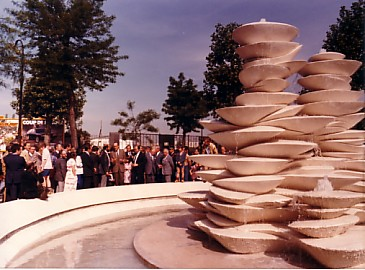
La fontaine des Polypores par Jean-Yves Lechevallier.

La majorité de ces informations provient de la section des lieux de tournages sur le site de la région Île-de-France.
- La mariée était en noir de François Truffaut, 1968 : la scène de mariage a été tournée sur la parvis de l'église Saint-Lambert de Vaugirard.
- Le Dernier Tango à Paris, 1972, de Bernardo Bertolucci, montre derrière des palissades, la tour Montparnasse en construction au milieu du vieux Paris.
- Peur sur la ville, d'Henri Verneuil, Belmondo sur le métro au Pont de Bir-Hakeim et la scène finale sur le Front de Seine, 1975.
- Monsieur Klein, de Joseph Losey, 1976, avec une scène dans les usines Citroën à Balard, et la traversée de l'arrondissement par l'autobus de la rafle vers le Vélodrome d'Hiver.
- Frantic, de Roman Polanski, 1988 : la scène finale se déroule au pied de la maquette de la statue de la Liberté, à la pointe aval de l'île aux Cygnes.
- Tatie Danielle d’Étienne Chatiliez, 1990.
- L.627 de Bertrand Tavernier, 1992.
- On connaît la chanson d'Alain Resnais, 1997 : l'appartement acheté se trouve dans la résidence au carrefour des rues Balard et Saint-Charles, les rendez-vous se font à la Fontaine des Polypores.
- La Tour Montparnasse infernale de Charles Nemes : l'action se situe intégralement dans la tour.
- Tais-toi ! de Francis Veber, 2003
- Process de C.S Leigh, 2003
- L'Incruste, fallait pas le laisser entrer !, Alexandre Castagnetti et Corentin Julius, 2003
- Trois Couples en quête d'orages de Jacques Otmezguine, 2003
- Les Amants réguliers de Philippe Garrel, 2004
- Je préfère qu'on reste amis... d'Éric Toledano, 2004
- Au suivant ! de Jeanne Biras, 2005
- Paris, je t'aime de Frédéric Auburtin, 2005 : la séquence consacrée à l'arrondissement n'a pas été intégrée au montage final.
- Le Souffleur de Guillaume Pixie, 2005
- Le Serpent, d'Éric Barbier, 2006
- La Vie d'artiste de Marc Fitoussi, 2006
- Un ami parfait de Francis Girod, 2006
- La Jungle de Matthieu Delaporte, 2006
- Le Candidat de Niels Arestrup, 2006
- Dans Paris de Christophe Honoré, 2006
- Avant que j'oublie de Jacques Nolot, 2006
- L'Amour caché d'Alessandro Capone, 2006
- Suzanne de Viviane Candas, 2006
- Paris Nord Sud de Franck Llopis, 2006
- Dirty Money l'infiltré de Dominique Othenin-Girard, 2007
- Two Days in Paris de Julie Delpy, 2007
- Benjamin Gates et le Livre des secrets de Jon Turteltaub, 2007
- Un château en Espagne, Isabelle Doval, 2008
- L'Arnacœur de Pascal Chaumeil, 2009
- Bye Bye Blondie de Virginie Despentes, 2010
- A bout portant de Fred Cavayé, 2010
- Inception de Christopher Nolan : la séquence où un quartier de Paris se replie sur lui-même est située entre l'avenue de Breteuil et le boulevard Garibaldi.

Par ailleurs, le 15e arrondissement fut le lieu de la première projection publique du cinéma numérique en Europe, réalisée par Philippe Binant, le 2 février 2000 (8-16 rue du Colonel-Pierre-Avia).

### Le15earrondissementdans la littérature
- Tous les livres traitant d'une manière ou d'une autre de la rafle du Vélodrome d'Hiver, en juillet 1942.
- Les Eaux troubles de Javel de Léo Malet, consacré au 15e arrondissement dans sa série Les Nouveaux Mystères de Paris.
- Série Les Enquêtes du Chat-titre de Serge Dalens et Jean-Louis Foncine : le héros habite rue des Favorites et circule à vélo dans l'arrondissement.

A contrario, la rue Plumet où réside Jean Valjean dans la dernière partie des Misérables de Victor Hugo est l'ancien nom de la rue Oudinot dans le 7e arrondissement, et ne correspond donc pas à l'actuelle.

## Personnalités liées au quartier

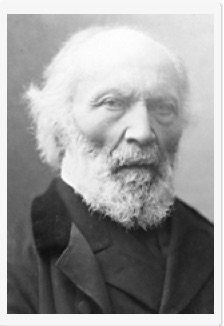
Claude Anthime Corbon, homme politique et penseur, maire du 15e en 1870, auteur de De l'enseignement professionnel.

### Hommes et femmes politiques
- Vincent Auriol, rue du Laos.
- Les Cinq Martyrs du lycée Buffon
- Claude Anthime Corbon[148]
- Charles de Gaulle, oncle du général[149] qui fréquenta le collège des Jésuites de la rue de Vaugirard.
- François Hollande, ancien président de la République française, a habité rue Cauchy ainsi que
- Valérie Trierweiler, auteur de Merci pour ce moment
- Nathalie Lemel, rue de Vaugirard
- Sextius Michel, ancien maire du 15e, écrivain provençal et félibre
- Pol Pot, rue Letellier.
- Léon Sedov, fils de Léon Trotski, rue Lacretelle.
- Marguerite Steinheil, impasse Ronsin.
- Maurice Thorez, rue Mademoiselle.
- Nathalie Kosciusko-Morizet, née dans l'arrondissement.
- Élisabeth Borne
- Le républicain espagnol et libraire résistant Antonio Soriano[150].
- Mercedes Comaposada (1900-1994), enseignante et avocate espagnole[151].

### Personnalités du spectacle

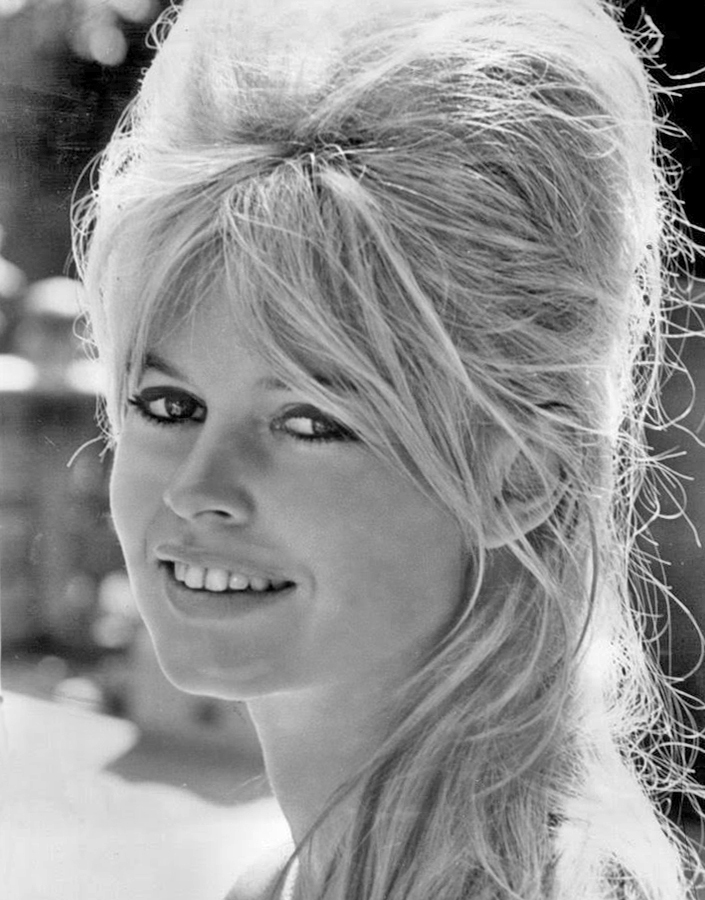
Brigitte Bardot - 1962.

- Marcel Marceau met au point le personnage de Bip, 11 cité Falguière.
- Maria Casarès, rue de Vaugirard.
- Brigitte Bardot est née dans l'arrondissement[152].
- Clotilde Courau[153]
- Luc Besson
- Juliette Binoche[154].
- Sophie Marceau
- Bernard Giraudeau
- Odile Versois
- Renaud Séchan, dit Renaud, chanteur, acteur, né dans l'arrondissement.

### Chanteurs
- La Manécanterie des Petits Chanteurs à la croix de bois création 1910, Fernand Maillet, 91 rue Lecourbe
- Georges Brassens poète et chanteur, Villa Santos-Dumont
- Maxime Le Forestier
- Teki Latex
- Renaud
- Nekfeu (Ken Samaras) rappeur
- Charles Aznavour, avec sa chanson Comme ils disent, où il évoque la rue Sarasate. L'artiste raconte avoir trouvé et utilisé le nom de cette petite rue pour sa rime en « ate »[155], unique parmi les rues parisiennes, après avoir envisagé d'utiliser le nom d'une imaginaire rue Socrate[156].

### Philosophes
- Simone de Beauvoir qui enseigna au Lycée Camille-Sée.
- Walter Benjamin, 10 rue Dombasle
- Simone Weil, rue Lecourbe.

### Écrivains
- Guillaume Apollinaire (1880-1918), poète, Le Pont Mirabeau dans le recueil Alcools.
- Samuel Beckett (1906-1989), écrivain, poète et dramaturge. 6, rue des Favorites.
- Georges Bernanos, rue de Javel
- Léon Bloy, romancier, 155 rue Blomet
- Blaise Cendrars, écrivain, journaliste et bourlingueur, passage Dantzig,
- Jeanne Champion, villa Santos Dumont
- Maurice Clavel qui a enseigné au lycée Camille-Sée
- Florent Carton dit Dancourt qui évoque le moulin et la guinguette de Javel dans sa comédie Le Moulin de Javelle[157]
- Léon-Paul Fargue, Le piéton de Paris, 1 boulevard du Montparnasse.
- Armand Gatti, villa Santos-Dumont
- Henry Gauthier-Villars, le « Willy » de Colette, rue Valentin-Haüy.
- Michel Houellebecq, a vécu lui aussi dans le 15e.
- Max Jacob, passage Dantzig[158]
- Arthur Koestler redigea Le Zero et l'Infini  au 10 rue Dombasle
- Missak Manouchian, poète et résistant, quai André-Citroën
- Henry Miller, rue Auguste-Bartholdi où il rédigea Tropique du Cancer[159]
- Vladimir Nabokov résida quelque temps chez son cousin, le musicien Nicolas Nabokov, rue Jacques-Mawas.
- Germain Nouveau, poète, rue de l'Arrivée
- Jacques Prévert, villa Robert-Lindet.
- Raymond Queneau, square Desnouettes,
- Victor Serge, écrivain, rue César-Franck
- Marina Tsvetaïeva, poétesse russe, boulevard Pasteur.
- Paul Celan, poète et traducteur, avenue Émile-Zola[160].

Et plus spécifiquement, les écrivains surréalistes tels : 
- Antonin Artaud,
- André Breton du groupe Blomet qui se réunissait dans les ateliers Blomet, puis au 10 rue Rosenwald (Siège du secrétariat international du surréalime), local prêté par le peintre Jacques Hérold.
- René Crevel, rue Lacretelle,
- Robert Desnos, rue Lacretelle,
- Georges Henein, poète surréaliste.
- Benjamin Péret, écrivain surréaliste, rue Gramme.

### Les ingénieurs, hommes d'affaires et scientifiques

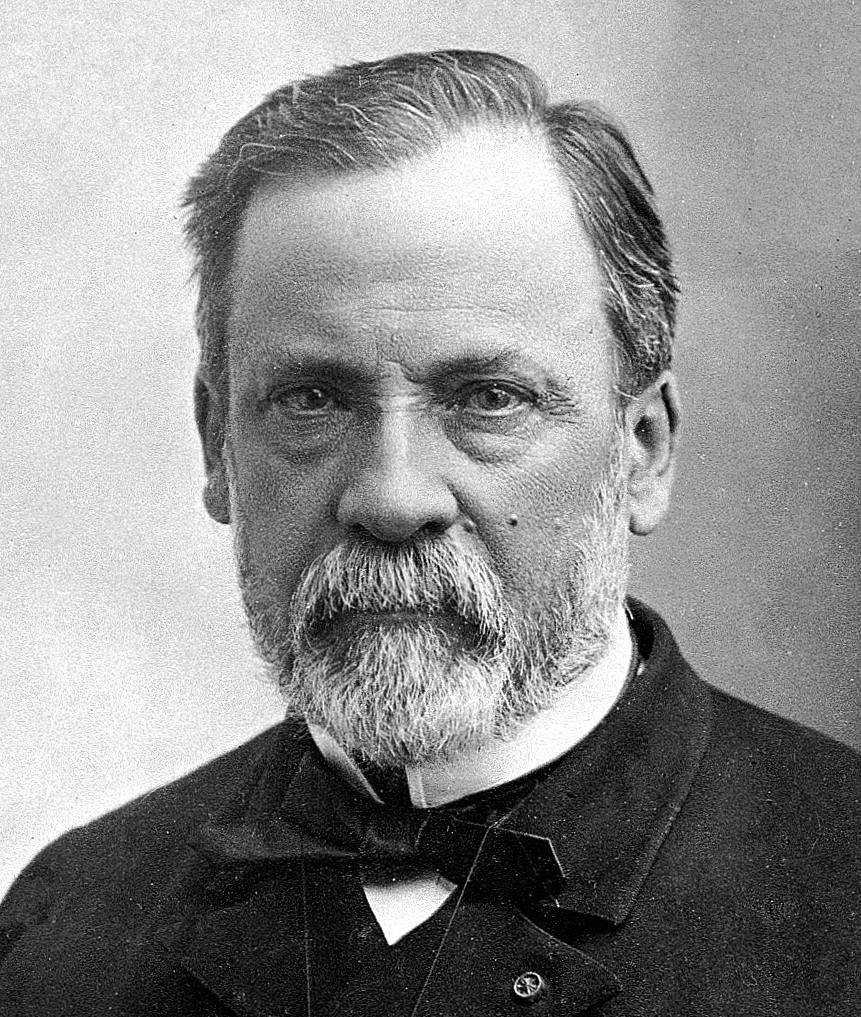
Louis Pasteur par le photographe Félix Nadar en 1878.

- Claude Louis Berthollet, chimiste, inventeur de l'eau de Javel.
- Fulgence Bienvenüe, le père du métro de Paris.
- André Citroën et son usine.
- Santos Dumont et ses ateliers de construction, villa Santos Dumont qui donna (pour anecdote) son nom à la première montre bracelet-La Santos- conçue par son ami Louis Cartier[161].
- Henri Farman, aviateur et avionneur.
- Jean Fourastié, économiste, rue César Frank.
- Eugène Gilbert, aviateur qui, en janvier 1914 fit atterrir son avion en panne au 216 rue Saint-Charles

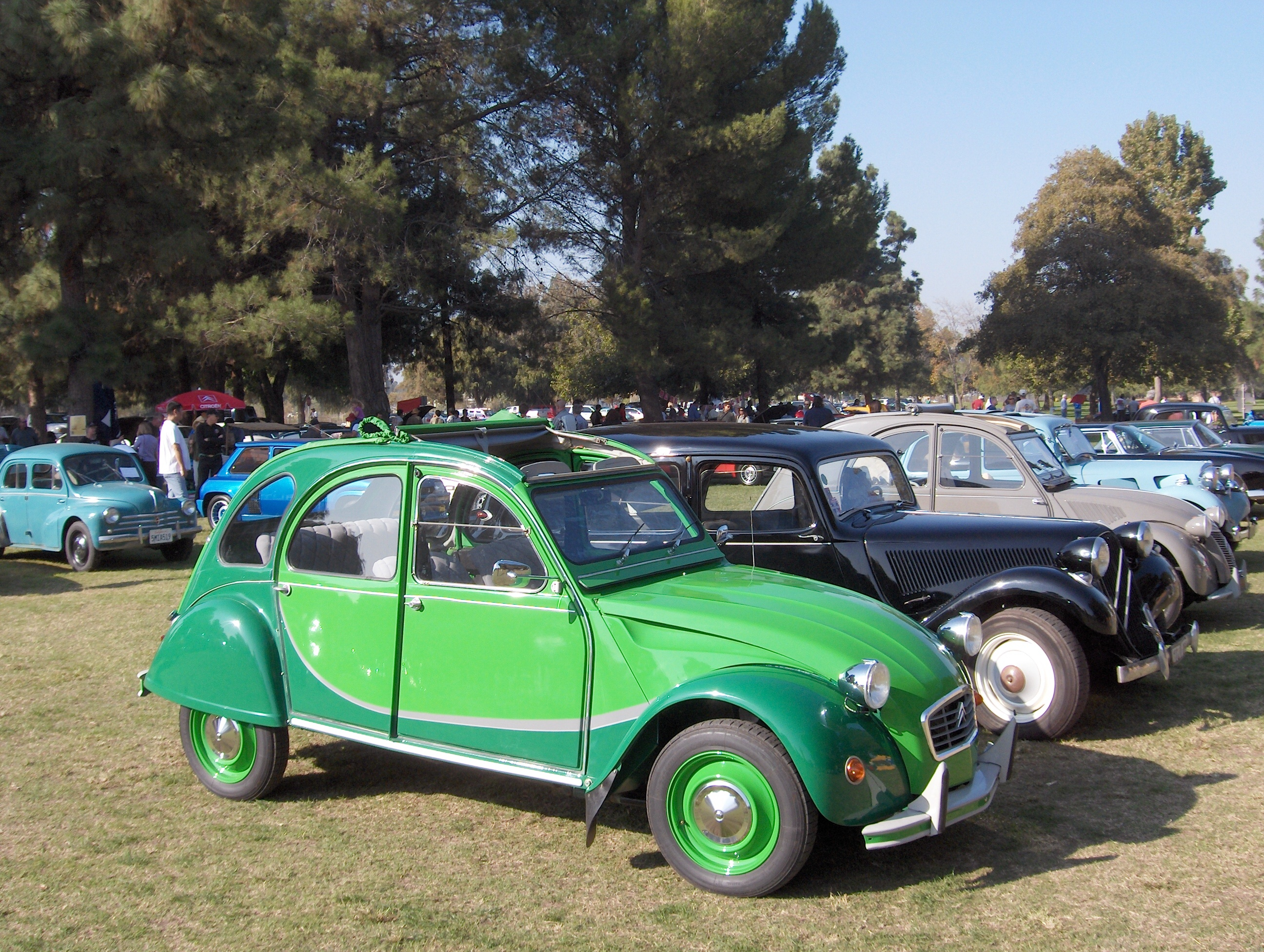
Modèles Citroën des usines Citroën, quai André-Citroën.

- Henri Laborit, première utilisation des neuroleptiques à l’hôpital Boucicaut.
- Les frères Mors, 48 rue du Théâtre
- Louis Pasteur
- Albert Calmette, BCG
- Pierre Lépine[162] Vaccin poliomyélite à l'Institut Pasteur.
- André Lwoff, François Jacob et Jacques Monod, Prix Nobel en 1965.
- Luc Montagnier et Françoise Barré-Sinoussi, Prix Nobel de médecine en 2008.
- Raymond Vilain, créateur du service SOS mains, hôpital Boucicaut[163]
- Léonard Violet et Alphonse Letellier, promoteurs (années 1820-1830)

### Les peintres et les sculpteurs

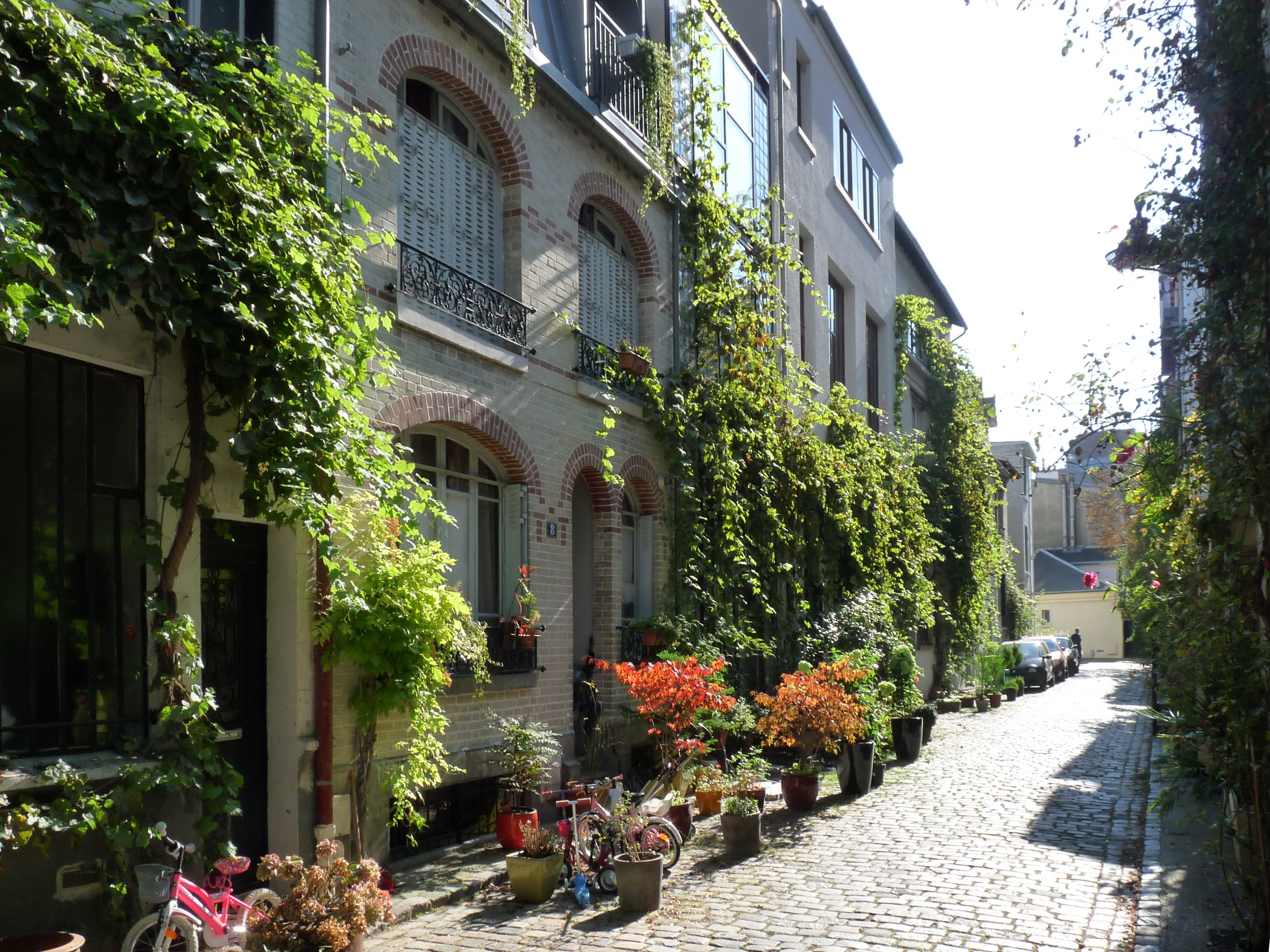
Villa Santos-Dumont.

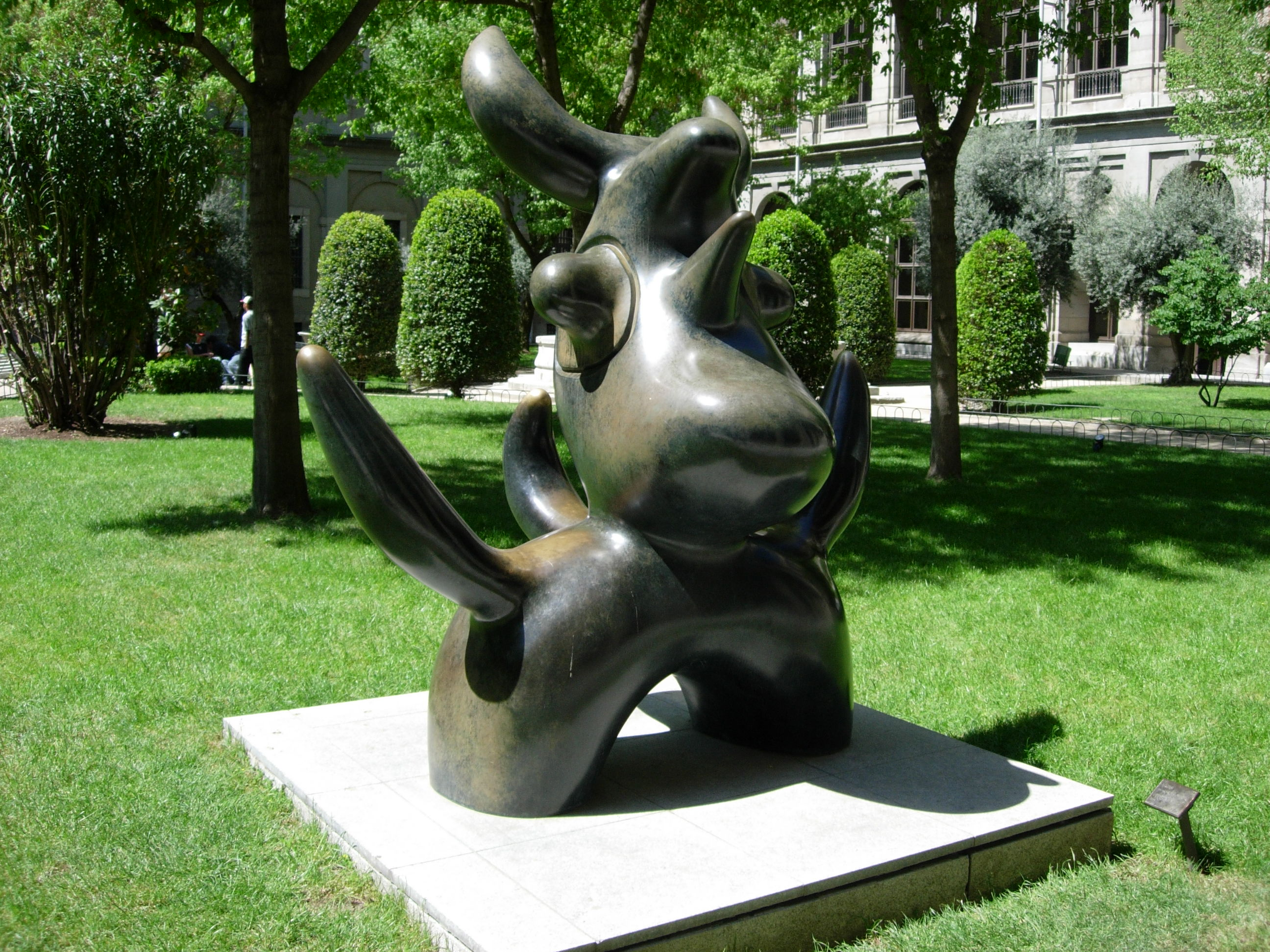
L'oiseau Lunaire de Joan Miró, photographié ici à Madrid.

La présence d'ateliers et cités d'artistes (Blomet, Falguière (du nom du sculpteur), La Ruche, Santos Dumont), les attira en nombre, de tous bords et tous horizons (Europe centrale entre autres), au début du XXe siècle, notamment :
- Antoine Bourdelle, sculpteur
- Constantin Brâncuși « occupe à partir de 1916 des ateliers situés successivement au 8 puis, à partir de 1928, au 11 de l'impasse Ronsin, dans le 15e arrondissement. C'est dans ces ateliers qu'il crée jusqu'à sa mort en 1957 la majeure partie de son œuvre. En 1956, il lègue à l'Etat français la totalité de son atelier avec tout son contenu sous réserve qu'il s'engage à le reconstituer tel qu'il se présentera le jour de son décès »[165]. L'atelier est reconstitué sur le parvis du Centre Pompidou.
- Georges Braque, avenue du Maine
- Victor Brauner, villa Santos-Dumont
- Jean Boucher, sculpteur et mécène, passage de Dantzig
- Alexander Calder, boulevard du Montparnasse (60)
- Tonia Cariffa, square Desnouettes
- Marc Chagall, 18 rue A.-Bourdelle
- Marcel Chassard, peintre, 54 rue Cambronne
- Conrad Kickert, peintre hollandais, hébergé par Mondrian, rue du Départ[166]
- Jules Dalou, avenue du Maine
- Simona Ertan, peintre, 64 rue Émeriau
- André Favory, rue Auguste Vitu
- Tsugouharu Foujita et Lucie Badoul, rue Lacretelle
- Pablo Gargallo, sculpteur, 45 rue Blomet
- Paul Gauguin, rue Falguière,
- Fernand Léger, villa Santos-Dumont
- René Magritte, rue du Docteur-Roux,
- Albert Marquet, peintre fauviste, rue du Docteur-Roux
- André Masson, 45 rue Blomet
- Jean-Marie Mengue, sculpteur, ornemaniste, atelier au 54 avenue du Maine
- Amedeo Modigliani, 14 cité Falguière
- Piet Mondrian, avenue du Maine,
- Joan Miró qui résidait dans un hôtel du boulevard Pasteur.
- Alphonse Osbert, atelier au 9 rue Alain-Chartier
- Gaston Prunier, 24 rue Dombasle
- Alain Pontecorvo, boulevard Pasteur
- Diego Rivera, rue du Départ,
- Carlo Sarrabezolles, rue des Volontaires
- Chaïm Soutine, place du 18-Juin
- Ousmane Sow, sculpteur, rue des Entrepreneurs
- Marie Vassilieff, peintre, 21 avenue du Maine
- Maurice de Vlaminck, peintre fauviste, rue du Départ
- Ossip Zadkine, sculpteur, passage de Dantzig

Miró fit don de l'oiseau lunaire à la ville de Paris, cette sculpture est aujourd'hui placée dans le square du même nom, situé à l'emplacement de l'ancienne cité d'artistes Blomet.
Tous ces gens allaient se retrouver au Bal Nègre pour écouter de la musique antillaise, 33 rue Blomet. Nombre d'entre eux appartiennent aujourd'hui à l'École de Paris.
C'est le Paris des Années folles, celui qui inspira Jacques Réda pour Le Quinzième Magique dans Châteaux des Courants d'Air.
Les ateliers d'artiste sont encore nombreux dans l'arrondissement et certains ouvrent leur porte à l'occasion de journées portes ouvertes.

### Les maîtres verriers et grands artisans
- Philippe Andrieux, peintre verrier, Christiane Andrieux Denisselle, Emmanuelle Andrieux Lefevre (Maison du Vitrail, rue Desnouettes).
- Louis Barillet, maître verrier 15, square Vergennes
- Alexandre Bigot (céramiste), 78 rue Mademoiselle, bâtiment Art nouveau.

### Les philanthropes
- Suzanne Curchod, Madame Necker, bienfaitrice de l'arrondissement.
- Mademoiselle, Louise d'Artois, pose de la première pierre de l’Église Saint-Jean-Baptiste de Grenelle le 2 septembre 1827.
- L'Abbé Groult qui fit don de terrains à la commune.
- Aristide Boucicaut l'inventeur des grands magasins et son épouse Madame Boucicaut à l'origine de l'hôpital du même nom.
- Ernest Cognacq, fondateur avec son épouse Marie-Louise Jaÿ de la Maison d'accouchement rue Eugène-Millon.
- Amicie Lebaudy, madame Jules Lebaudy, crée plusieurs fondations, dont une porte encore son nom rue de la Saïda et rue Olivier-de-Serres.
- Maria Toilliez, madame Chauvière, créatrice de la Fondation Maria Chauvière, aujourd’hui crèche collective au 71 avenue Félix Faure.

### La gastronomie
- Julia Child qui suivit les cours de cuisine du Cordon Bleu.
- Joël Robuchon, chef cuisinier.

L'arrondissement offre un choix étendu et respecté de restaurants

### Les médias
- Marc Sangnier, journaliste à l'origine des auberges de jeunesse en France, 26 rue d'Alleray
- Le journal L'Aurore (journal français, 1944-1985), (re) publié clandestinement par Robert Lazurick
- Magdeleine Paz, journaliste, rue César-Frank
- Ilya Ehrenbourg, écrivain soviétique, journaliste, rue du Cotentin
- Christophe Hondelatte, présentateur de télévision
- Cyril Hanouna, animateur et producteur de télévision, acteur, chanteur, scénariste et humoriste
- Jean Mainbourg, photographe portraitiste

### Les militaires
- Toussaint-Guillaume Picquet de La Motte, comte de la Motte, militaire.
- Dietrich von Choltitz, général allemand qui refuse de détruire Paris (guerre 39-45) fait sauter le central téléphonique du 10 rue Saint-Amand réquisitionné par des nazis qui n'acceptaient pas la capitulation, seul bâtiment détruit sur son ordre.

### Les personnages de fiction
- Victor Hugo fit enterrer Jean Valjean au sixième cimetière Saint-Sulpice, aujourd'hui emplacement du Lycée Buffon[170].
- Dans Les Eaux troubles de Javel, Léo Malet entraîne Nestor Burma à la recherche de Paul Demessy à travers les rues du 15e.
- Dans Le Voleur de Maigret, Georges Simenon emmène le commissaire Maigret dans le 15e.

## Le15earrondissementet la Résistance

### Journaux clandestins, fabrication de faux papiers
- Journaux clandestins :

Défense de la France, avec Charlotte Nadel et Jacques Grou-Radenez, rue de la Convention, L'Aurore, rue Falguière, Libération-Nord, rue Félix Faure, Valmy, conçu, rédigé et fabriqué par Raymond Burgard et ses amis, rue Gramme, Le Gaulliste, rue Ginoux, lié au Réseau Hector d'Alfred Heurtaux, Témoignage chrétien, dépôt et centre de diffusion, 216 rue Lecourbe.
- Faux papiers :

L'Imprimerie nationale, au 27 rue de la Convention est placée sous direction allemande, mais les résistants récupèrent des timbres et collections typographiques pour la fabrication de faux papiers ; (plusieurs ateliers chez des imprimeurs et libraires de l'arrondissement, tel Michel Bernstein).

### Caches, planques, filières d'évasion (aviateurs et fugitifs évadés)

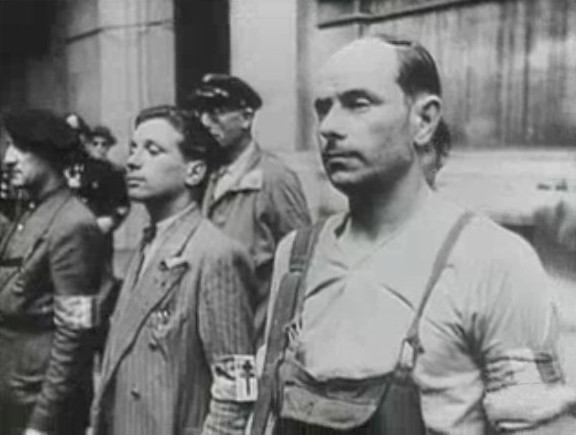
Résistants à Paris.

- Rue de Lourmel, dans le sous-sol de la chapelle orthodoxe, les religieux Marie Skobtsov et Dimitri Klépinine[174], cachent des hommes et des femmes pendant la Rafle du Vélodrome d'Hiver, ils seront déportés[175].
- Planque d'Henri Frenay du Mouvement de libération nationale, rue Émile-Duclaux, demeure d'Anne Noury qui, trahie par un agent de la Gestapo infiltré, sera arrêtée et déportée (1940-41).
- 6 rue François-Mouthon, planque de Jean-Claude Camors[176] du réseau « Bordeaux-Loupiac », filière d'évacuation d'aviateurs.
- 106 rue de Sèvres, planque provisoire de Jean-Pierre Lévy (résistant) après son évasion de la prison de la Santé, (1943).

### Renseignement, boîtes aux lettres, trahisons et arrestations
- Renseignement :
  - Réseau Vengeance, Source K, 8 rue des Entrepreneurs, service technique des câbles téléphoniques longues distances ; piratage des lignes de transmissions nazies de la Luftwaffe, Wehrmacht et Gestapo par Robert Keller (avril à décembre 1942).
  - Au 13 rue de la Convention, Albert Hervé transforme sa concession automobile sous tutelle allemande en centrale de renseignement (1940-1941).
  - 5 rue Edmond-Roger, création (en février 1942), du réseau de renseignement « Marc-France » (voir Liste des réseaux et mouvements de la Résistance intérieure française).
- Boîtes aux lettres :
  - 14 rue des Favorites, Service postal des prisonniers, le Front national des PTT[177] ajoute des messages dans les casiers après les contrôles de censure[177].
  - 5 rue Laure-Surville, Cécile Ouzoulias-Romagnon, agent de liaison des FTPF[178] (Francs-tireurs et partisans).
  - rue Léon-Dierx, loge de concierge recrutée par un lycéen de 16 ans, boîte aux lettres du mouvement « Résistance ».
- Arrestations : 
  - Guy Flavien, diffuseur de la presse clandestine et qui a détruit 12 000 dossiers du STO, Service du travail obligatoire (France), place Adolphe-Chérioux. Il sera déporté (août 1944).
  - Marie Chamming's (Marie-Claire)[179], de l'OCMJ Organisation civile et militaire, et filière d'évacuation, rue Alasseur.
  - Colonel Alamichel, du réseau Alliance (Zone Nord) dépendant des Services secrets britanniques, est arrêté rue Dupleix. Le duc Maurice de Mac Mahon le remplace sur ordre de Marie-Madeleine Fourcade et Léon Faye, chefs du réseau[180]. Alamichel devient ensuite un agent double pour le compte de l'Abwehr[181],[182].
  - Arrestation au 2 avenue Émile-Zola, station de métro Javel, de Pierre Manuel, alias Doyen, agent de liaison de Michel Pichard responsable du BOA (Bureau des opérations aériennes) qui, arrivé en retard au rendez-vous, échappera[183] à une arrestation (mars 1944).
  - 15 rue du Hameau, arrestation de tout l'état major de l'Organisation de résistance de l'Armée (3 juin 1944).
  - 86, rue Lecourbe, arrestation des combattants FFI : Forces françaises de l'intérieur et de Pierre Lefaucheux[184], c'est Henri Rol-Tanguy qui le remplace (3 juin 1944).
  - Arrestation d'Albert Hervé par la Gestapo au 184 rue de la Croix-Nivert ; il sera fusillé le 23 mai 1942 à la forteresse du Mont-Valérien.

### Dépôts médicaux et de vivres, laboratoires clandestins
- Dans les caves de l'Institut Pasteur, dirigé par Paul Milliez et Jacques Tréfouël, dépôt du Comité médical de la Résistance[185], (comprenant peut être aussi les ampoules de cyanure que des résistants portaient sur eux pour les avaler en cas de capture afin de ne pas trahir sous la torture).
- Dépôt du comité des œuvres sociales des organisations de Résistance (COSOR)[186] (mars 1944), 310 rue de Vaugirard, assistance aux familles des résistants tombés.
- Laboratoire clandestin de fabrication d'explosifs (FTP-MOI), 239 rue Saint-Charles.

### Manifestations, attentats et combats de rue
- Cinq Martyrs du lycée Buffon fusillés au stand de tir de Balard (8 février 1943). Les lycéens avaient manifesté pour protester contre l'arrestation de leur professeur Raymond Burgard.
- Pierre Georges, alias Colonel Fabien, attentat contre un « bordel » de l'armée allemande, rue de Suffren (5 février 1942).
- Attaque à la grenade et au pistolet d'une permanence du RNP, Rassemblement national populaire, mouvement collaborationniste, rue de la Procession, par Louis Coquillet[187] (3 janvier 1942).
- Les Bataillons de la Jeunesse de l'Organisation spéciale attaquent un local de la Wehrmacht (7 décembre 1941), 117 rue de la convention.
- Attentats des FTP-MOI contre des camions des troupes de l'armée allemande, boulevard Pasteur (10 mars 1943).
- Vague d'attentats des FTP-MOI Francs-tireurs et partisans - Main-d'œuvre immigrée, avec Szlama Grzywacz pour venger des otages fusillés, quartier Saint Lambert- Vaugirard (septembre 1943).
- Attentat à la bombe contre un détachement allemand par Maurice Fingercwajg, place de la Porte de Versailles (19 juillet 1943).
- Violents combats entre FTP et troupes allemandes autour de la gare de Vaugirard (21 août 1944).

### Lieu d'exécutions
Le territoire de l'arrondissement comprenait le stand de tir de Balard, lieu de nombreuses exécutions de résistants pendant la Seconde Guerre mondiale.

### La fin des hostilités
- Signature de la capitulation de l'état major allemand, place de Rennes, renommée en 1951 place du 18-Juin-1940, par le général Philippe Leclerc de Hauteclocque (25 août 1944)[170]
- La statue d'Émile Zola, au 134 avenue Émile-Zola, détruite sur ordre nazi sous le régime de Vichy fut remplacée par une plaque en 1985 ; l'endroit porte désormais le nom de place Alfred-Dreyfus.

## Blason
| Blason de Paris XV | Un blason pour le 15e arrondissement de Paris a été conçu par Robert Louis, spécialiste en héraldique. Les armes de Paris 15e se blasonnent ainsi : « De gueules à la bande d'or, chargée de trois roues dentées de sable et accompagnée en chef d'un flambeau d'argent enflammé d'or et en pointe d'un microscope d'argent,. » Ce blason n'est pas officiellement utilisé par la mairie, mais parfois dans un contexte moins administratif. |

## Partenariat international
L'arrondissement a noué des partenariats internationaux avec :
- l'arrondissement de Seocho-gu, situé au sud de Séoul ().
- l'arrondissement de Minato-ku, situé au sud-est de Tokyo ().